# 日産・セレナ
セレナ (SERENA)は、日産自動車が製造・販売しているミニバンである。

初代は商用車を中心として欧州でも販売されたが、2代目以降は東アジアおよび東南アジアを中心に販売されている。本記事では海外仕様車についても記述するが、特筆のない限りは日本仕様車を中心に記述する。

## 概要
初代はバネットから派生した後継車だった影響で、発売からしばらくは「バネットセレナ」と名乗った。セレナのルーツは、1969年〜1970年登場のダットサン・サニーキャブ/日産・チェリーキャブにまで遡ることができる。当時現行だったC22型が、フルモデルチェンジの際にマツダ・ボンゴのリバッジ車となってからは「セレナ」の単独ネームに変更された。ちなみに、ボンゴのワゴンモデルや上位車種のボンゴ ブローニイについては、日産にOEM供給されていない。
この経緯もあって、初代（C23型）のみ駆動方式が後輪駆動であり、セミキャブオーバー型のワンボックスカーとなっていたほか、商用モデルの「カーゴ」もあった。さらに、SR20型エンジンと5速MTを組み合わせたグレードが存在することから、シルビアなどの部品を流用してドリ車のベースとする事例もみられる。
3代目（C25型）以降はずっとCプラットフォームで設計されており、S-HYBRID車やe-POWER車も同じである。現行の日産車には同プラットフォームを採用している車種はないため、もはや専用プラットフォームのような扱いになっている。もちろん、法規に合わせるためにその都度改良されているが、これは開発のコンセプトに沿っているかどうかを判断した上でのことであり、結果としてフルモデルチェンジのたびに採用されているだけである。
日産の乗用車は車両型式の十の位の数字が奇数（E12, R34, Y51など）となるのが通例だが、先述のようにバネットの系譜を受け継いでいるため、乗用車でありながら型式の十の位の数字は「2」（本来は小型商用車を表す）となっている。なお、C25型からC27型までは「ランディ」の車名でスズキへOEM供給されていた。

## 初代 C23型（1991年 - 1999年）
設計・生産は、愛知機械工業が担当。内外の造形も、当時の愛知機械工業デザイン部主導で開発された。スタイルは小ぶりなボンネットを持つセミキャブオーバーの外観であるが、助手席下にエンジンを搭載するキャブオーバー構造を採用、CD値は0.35である。シフトレバーはフロア式で、フロアパンやドライブトレインを共用する上位車種のラルゴも同様である。トヨタ・エスティマと共に、ミニバンに走りの良さを与えた草分け的モデルである。
日本仕様車のグレードは下から「FE」「FG（2WDのみ）」「RVセレクト（4WDのみ）」「FX」「SX」「PX」が設定された。エンジンは、下2グレードが1,600ccガソリンと2,000ccディーゼルNA。それ以外は2,000ccガソリンと2,000ccディーゼルターボが設定されている。
「901運動」のさなかに設計されたため、ハンドリングとロードホールディングを重視しており、以下のような特徴がある。
- FXグレード以上のリアサスペンションは、ガラス繊維強化プラスチック製の横置きモノ（単板）リーフスプリングを使ったマルチリンクサスペンションを採用。ワゴンの「FE」「FG」とカーゴ（バン）全車は、リジッドアクスルと半楕円リーフスプリングの組み合わせとなる。
- 最上級グレード「PX」のガソリン2WD車に、スーパーHICASを搭載するツーリングパックを設定。SR20DE搭載車・CD20T搭載車は、ビスカス式LSDを標準装備。
- トヨタはエスティマにハイエースのRZ型直列4気筒エンジンをベースにシリンダーを75°寝かせた形の専用エンジン2TZ型を奢ったのに対し、セレナはFR車用のエンジンを流用し、直立した状態で載せた。そのためフロントシート周りは狭い。

欧州向けの貨物車は、1996年から2001年にかけて日産モトール・イベリカで生産され、バネットの名で販売された。乗用とは異なり、ホイールベースが2895mm、全長が4495mmへと延長され、屋根はキックアップルーフとなって全高が1995mmとなり、サイズが若干拡大された。屋根形状のほか、荷室の窓形状、太いBピラー、観音開きバックドア、標準仕様がブラインド（窓なし）バンとなるなど、外観的にも変化の大きい独自モデルとなった。また、LDV（en:LDV）OEM供給され、カブ（en:Cub）の名で販売された。

### 年表
- 1991年
  - 6月6日 - 新発売。
    - C22型バネットコーチ（乗用モデル）の後継として、「バネットセレナ」の名で発売。商用モデルの「バネットセレナ・カーゴ」も発売された。
- 1992年
  - 日産モトール・イベリカにて、欧州現地生産開始。
  - 1月30日 - 特別仕様車「サンキャット」発売。
    - 大型化した専用バンパーや専用ボディカラー、青とグレーの専用内装を採用した。本仕様車は改造車となり、車両型式に"改"が追加された。
(オーテックジャパン架装)

  - 6月17日 - 一部改良
    - 新グレード「FX Rio」発売。
- 1993年
  - 1月6日 - 日産創立60周年 特別仕様車「FX 60thアニバーサリー」発売。
  - 8月23日 - 一部改良。
    - 日産創立60周年第3弾 特別仕様車「FX II/FX Rio 60thアニバーサリー」発売。
    - エアコンの代替フロン化。
自然吸気ディーゼルエンジンのCD20がカーゴを除き廃止。

  - 11月 - カーゴディーゼル車のNOx総量規制地域向け車追加。
- 1994年
  - 1月 - 特別仕様車「FXリミテッド」発売。
  - 5月17日 - マイナーチェンジ。
    - 車名から「バネット」の冠が外れ「セレナ」の単独ネームへ変更。(カーゴ含む)
    - インパネデザインの大幅変更によりオーディオスペースが2DINに対応。エアコンスイッチも扱いやすい位置へ移動された。(カーゴ含む)
    - 従来の4WDモデルはハブボルトが5穴だったものの、マイナーチェンジで4穴に変更された。
    - 新RVグレード「キタキツネ」がオーテックジャパンより同時発売。専用品としてステンレス製グリルガード(グリルガード未装着車も設定)やネーミングステッカー/ストライプなどを採用してアウトドアに特化したグレードとなっている。

  - 10月27日 - 特別仕様車「FXリミテッド」新仕様で再発売。
  - 11月29日 - 特別仕様車「アーバンリゾート」「キタキツネ 雪ん子ぱっく」同時発売。
    - 「アーバンリゾート」は、2nd/3rdシートにロングスライドレールと多用途シートを組み合わせたマルチパーパスシートを採用。
    - 「キタキツネ 雪ん子ぱっく」は、既存のキタキツネにフロントシートヒーターやスタッドレスタイヤを追加装備する。
(それぞれオーテックジャパン架装)
- 1995年
  - 8月22日 - 一部改良。
    - オプション設定だった運転席SRSエアバッグをワゴン系全車に標準装備化。
    - 平成6年排ガス規制適合化。
- 1996年
  - 4月24日 - 特別仕様車「ハイウェイスター」発売。
    - 前年8月に兄弟車のラルゴで発売した新グレードをセレナにも追加。専用品としてエアロパーツやトリムカラー/木目調パネルなどを採用する。
(オーテックジャパン架装)

  - 9月 - 特別仕様車「FXリミテッドII」発売。
- 1997年
  - 1月14日 - マイナーチェンジ。
    - フロントデザインを変更し、ロングスライドレールを特徴とするマルチスライドシートを採用。
    - 機能面ではディーゼルターボエンジンを電子制御式燃料噴射装置(EDI)を装着したCD20ETへ変更。
1.6Lガソリン車が廃止。（カーゴは継続設定）
    - オプションであったABSを標準装備化し、一部グレードのAT車にアクティブダンパーサスのオプション設定を追加。
    - 前年にオーテックジャパン扱い特別仕様車として発売されていた「ハイウェイスター」がカタロググレードに追加され、「キタキツネ」はステンレス製グリルガードから新造形フロントオーバーライダーへ変更。

  - 9月5日 - 特別仕様車「FX II」発売。
- 1998年
  - 1月20日 - 一部改良。
    - 助手席デュアルエアバッグ標準装備化。
    - 新グレード「Fino」追加。専用カラーやルーフレール一体型スポイラー、簡易脱着式ウォッシャブルシートカバーなどを装備する。
前年に発売した「FX II」がカタロググレードに昇格。
    - 既存の「ハイウェイスター」にも変更が行われ、新造形エアロフォルムバンパーや丸目4灯風インナーブラックヘッドライト、アルミホイールが新採用されている。
    - カーゴ系全車に、運転席エアバッグ/寒冷地仕様(ABS/ワイパーデアイサー)をオプション設定。

  - 8月18日 - 新グレード「FX Ole」追加。
    - 廉価グレード「FX-S」をベースに電動左右独立格納式リモコンドアミラーやカセット一体AM/FM電子チューナーラジオ（デジタル時計組込み）等を装備した充実グレードとなる。
- 1999年
  - 5月[3] - 生産終了。在庫対応分のみの販売となる。
  - 6月 - 2代目と入れ替わる形で販売終了。

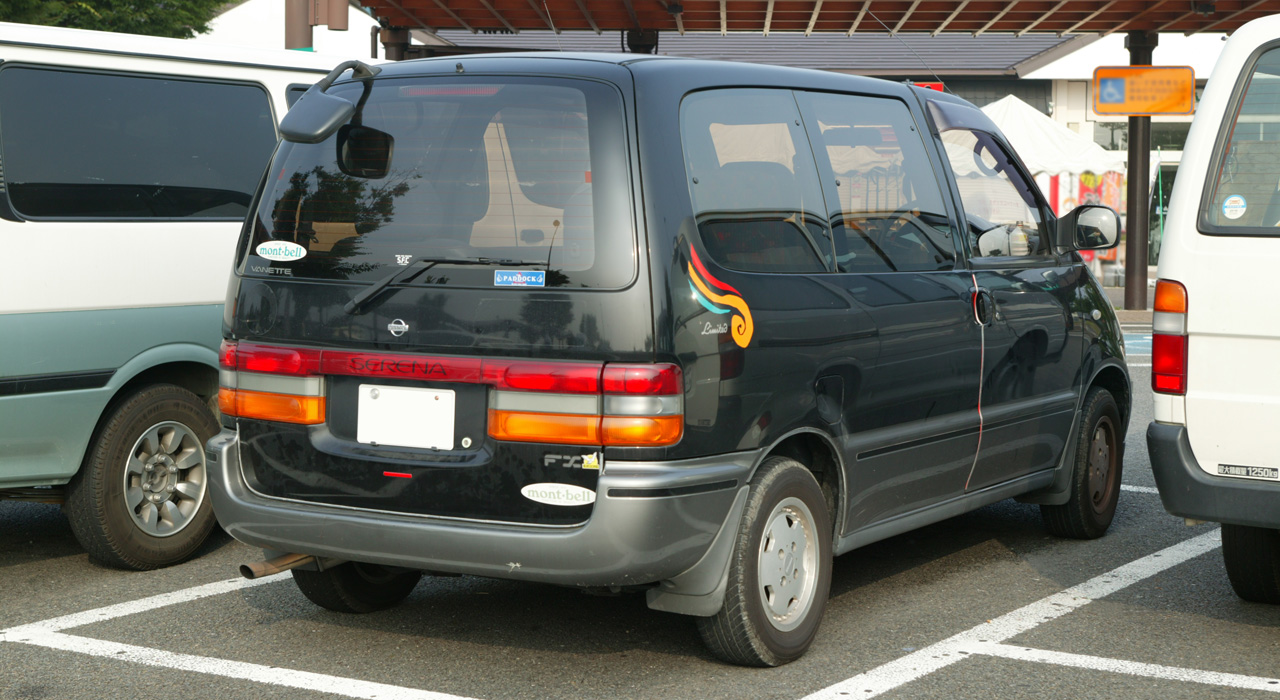
リア（前期型）
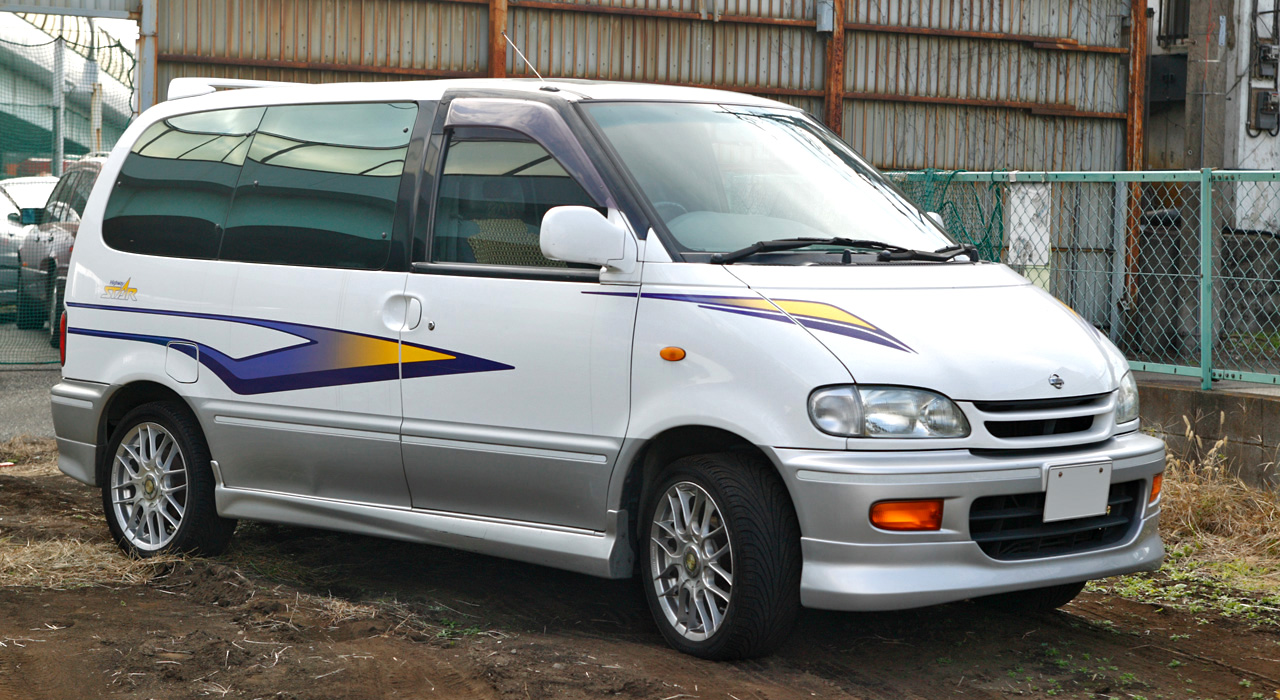
ハイウェイスター（後期型）
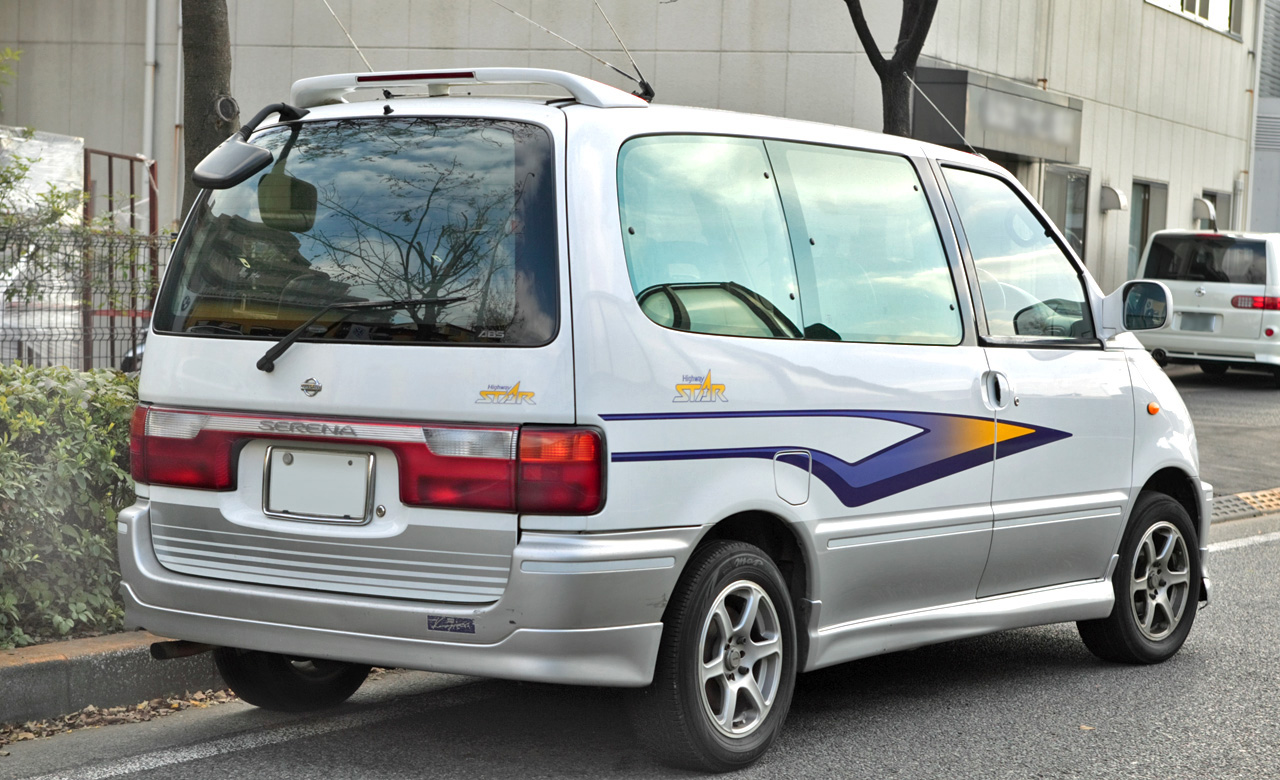
ハイウェイスター リア（後期型）
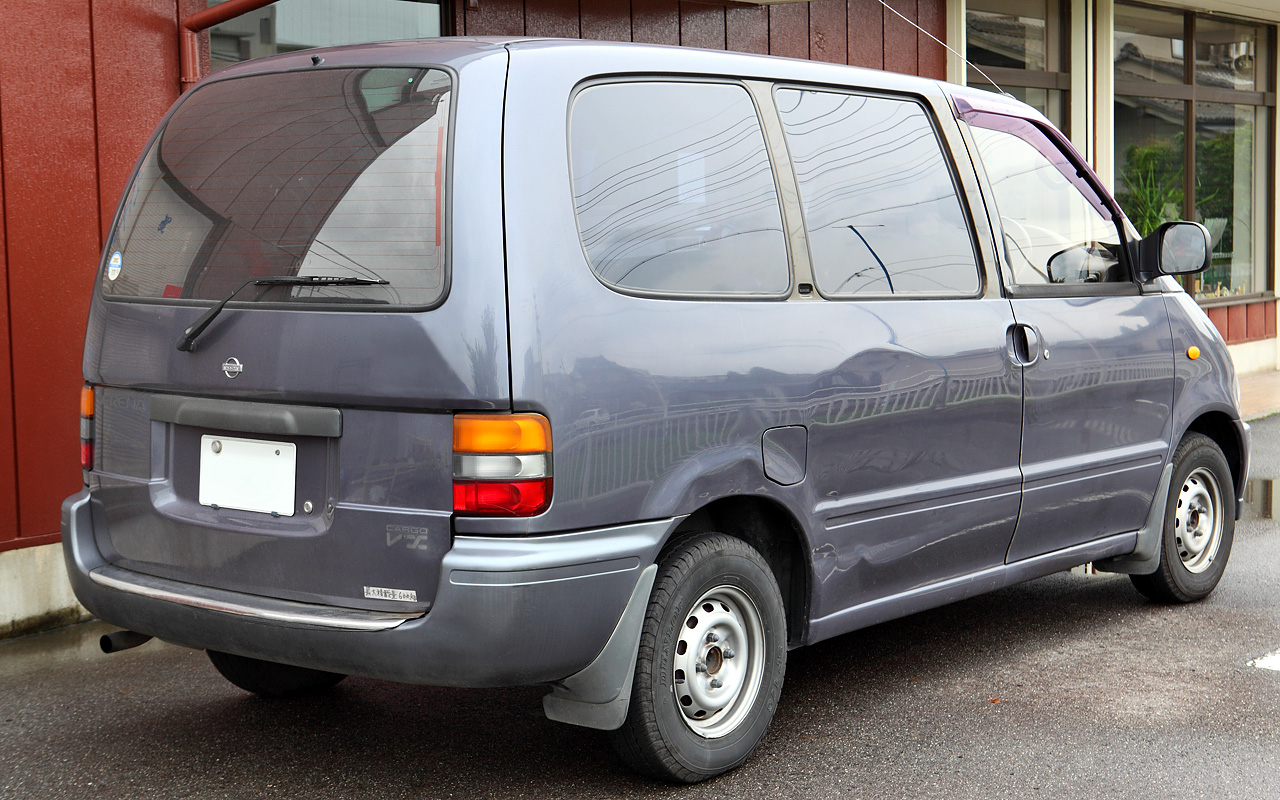
カーゴVX リア
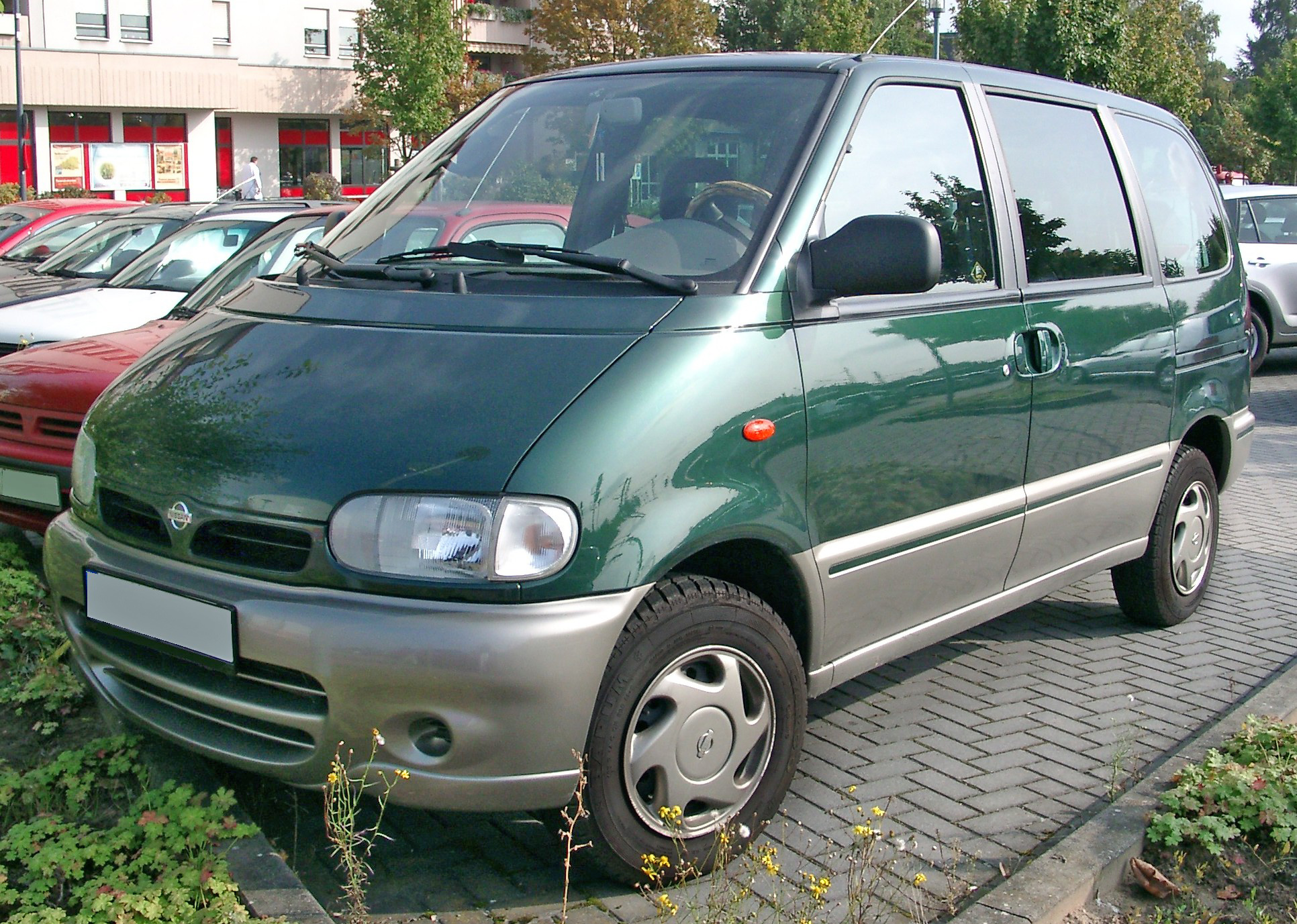
欧州向け
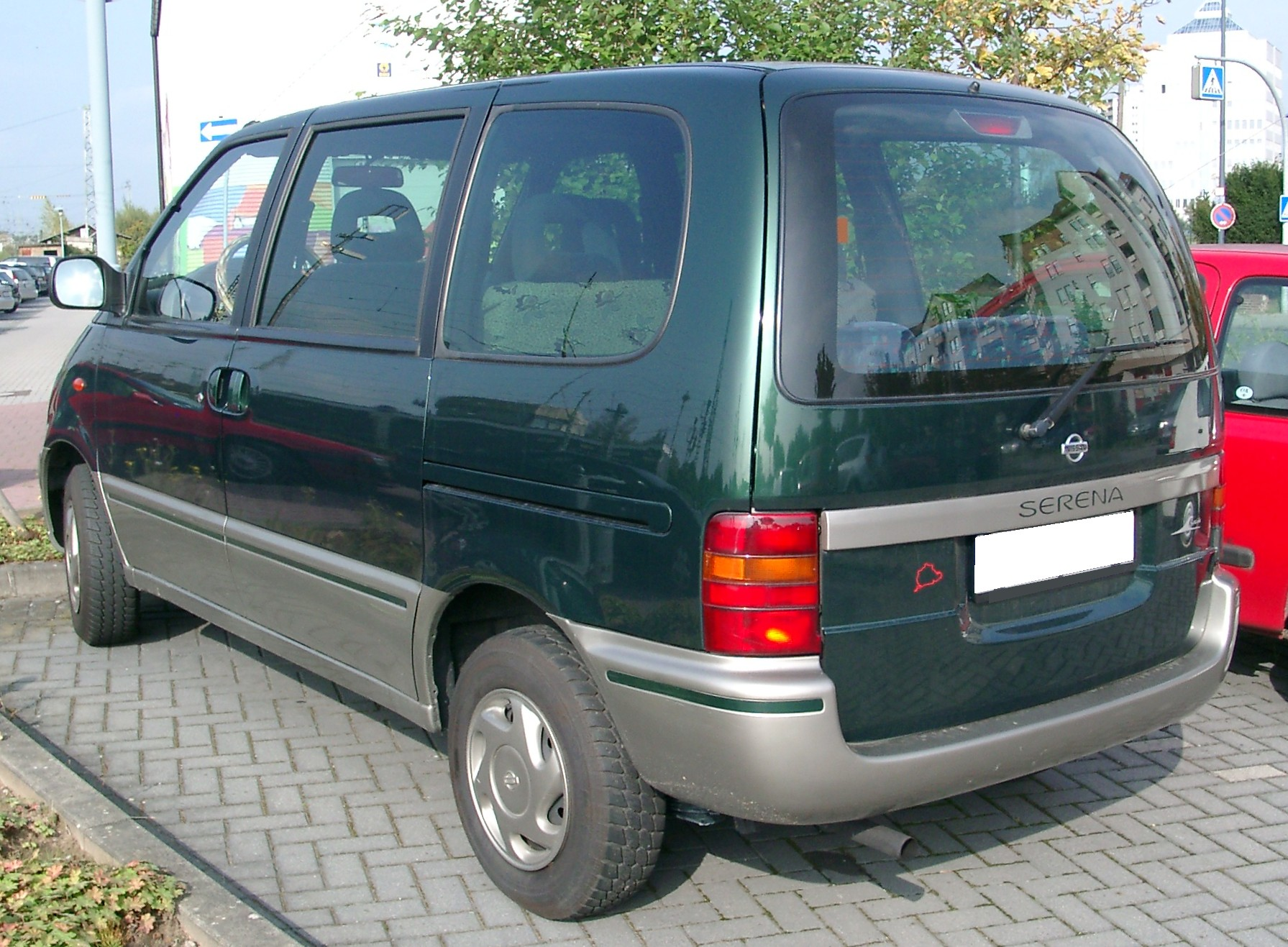
欧州向け リア
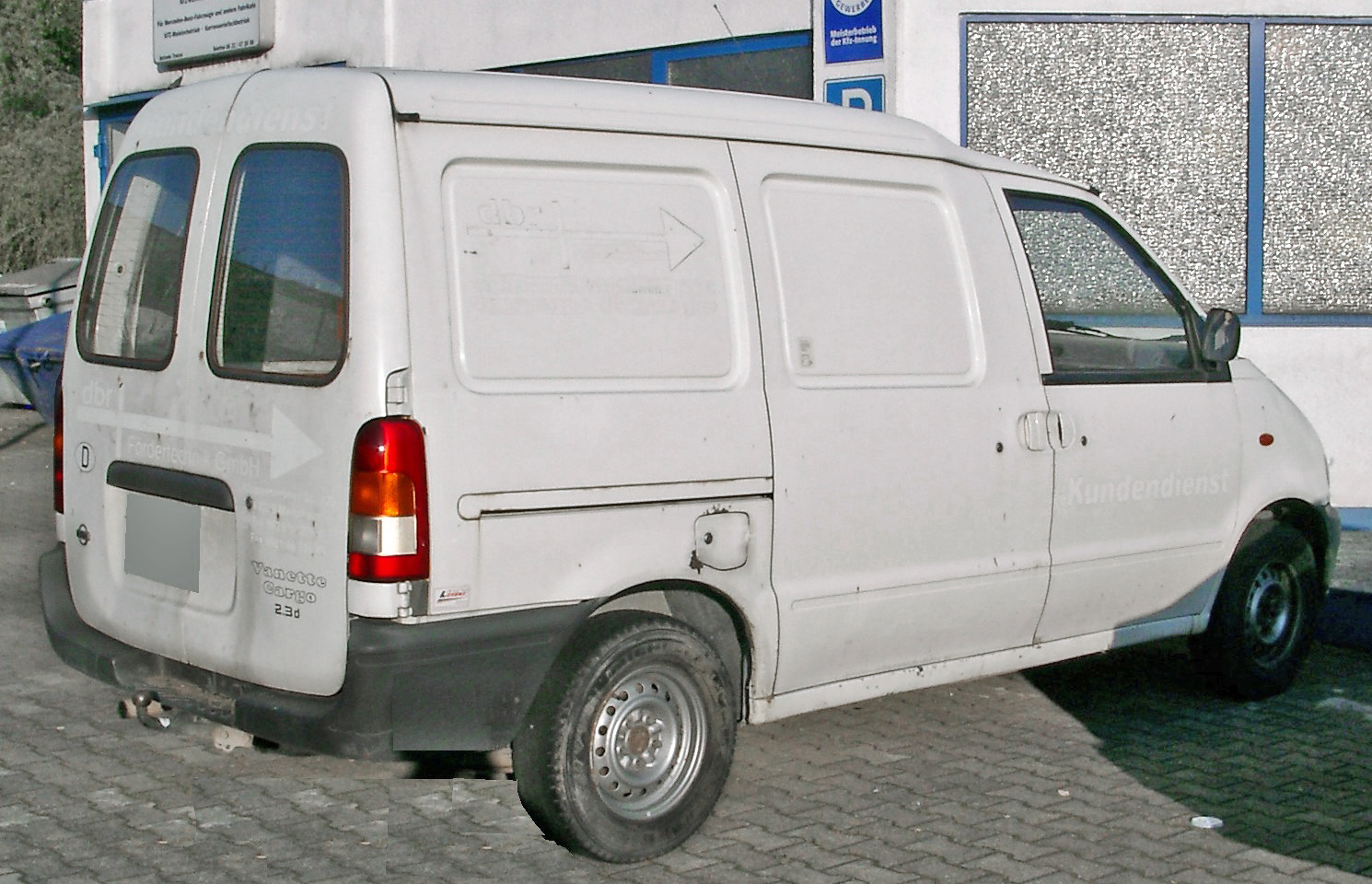
欧州向けバネット リア
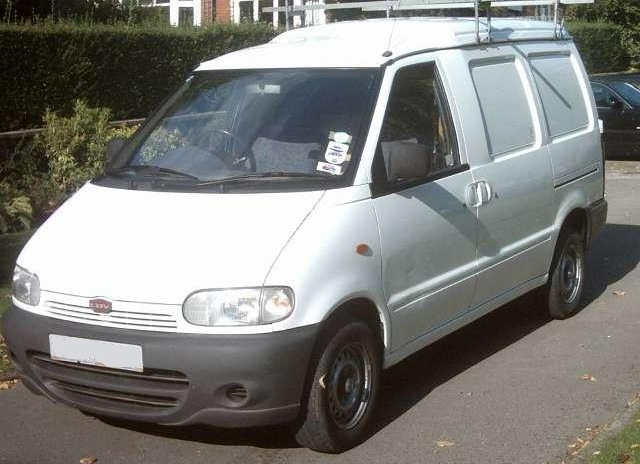
LDV カブ（OEM）

## 2代目 C24型（1999年 - 2005年）
ワゴン専用車として開発され床面の低さで大ヒットした競合車種のホンダ・ステップワゴンに対抗するため、従来のFRレイアウトからFFレイアウトに変更。乗用タイプのミニバンとして初めて両側スライドドアを採用。シフトレバーも時流に合わせ、フロア式からコラム式化され、前席間のウォークスルーが可能となった。ワイド感を強調するため、リアコンビランプは従来の横型から縦型となった。
搭載エンジンは2.0Lガソリン仕様のSR20DE型と2.5L直噴ディーゼル仕様のYD25DDTi型の2種類が用意され、4WD車を含むガソリン車全車にはトランスミッションにクラス初の「HYPER CVT（無段変速機）」を搭載した。
グレード体系は乗用グレードのみとなり、日本仕様車は「B（ガソリン仕様の2WD車のみ）」・「J」・「J-Vパック」・「ハイウェイスター」・「X」・「ハイウェイスターGパック」の6グレードに整理。また、オーテックジャパン扱いの「キタキツネ」もフルモデルチェンジを行った。給油口も左側に変更された。
海外では香港、シンガポール、マレーシアなどで販売された。また台湾やフィリピン向けはCピラー以降のデザインを変更して全長が4731mmに延長されたロングボディ版が導入された。エンジンはQR25DE、トランスミッションは4ATのみで、シートバリエーションは4人乗り－8人乗りまである。このロングボディ版は中国大陸では東風汽車との合弁企業である鄭州日産汽車が東風ブランド車「御軒」として製造・発売している。

### 2002年度マイナーチェンジ
2001年12月に、マイナーチェンジが行われた。フロントは横方向の広がりを強調し、安定感とすっきりとしたモダンな印象のデザインとなる。更に標準ルーフ車はリアデザインが大幅に変更され、バックドアフィニッシャーの追加、リアコンビランプの大型化、アルミ蒸着化をおこない、がっしりとした力強い造形となった。また、既存の両側スライドドアにリモコンオートスライドドアを追加し、利便性を向上した。この後期型から、CIマークが2001年から使用されているデザインに、車名ロゴがNE-01にそれぞれ変更され、リアの車名エンブレムの位置をガーニッシュ上から左側に移動。また、ナンバープレートの装着位置がテールゲート中央から下部ガーニッシュ内へ変更された。
ディーゼルエンジンを廃止し、ガソリンエンジンに統一。既存の2.0L車はQR20DE型に置換となり、低・中速域でのトルクアップによる洗練された走りとなり、新たに余裕のあるトルク性能を発揮する2.5LのQR25DE型が追加。併せて、全車が「超-低排出ガス（★★★）」認定を取得した。なお、2.5L車はキャプテンシートを採用した7人乗り仕様となる（2.0L車の「V-Gナビパッケージ」は従来からの5:5分割シートを採用した8人乗り仕様と前述の7人乗り仕様が選べる）。
グレード体系が見直され、2.0L車は「V」・「ハイウェイスター（標準ルーフのみ）」、「V-G」、「V-Gナビパッケージ」の4グレード、2.5L車は「25X」と「25ハイウェイスターX」の2グレードの計6グレードとなった。

### 年表
- 1999年6月21日 - フルモデルチェンジ。W30型ラルゴとの統合モデルとして登場した。
- 1999年12月24日 - 特別仕様車「スペシャルエディション」を発売（2000年3月末までの期間限定販売）。
  - 「J-Vパック」のガソリン車をベースに、オゾンセーフフルオートエアコン+リヤオートクーラー&プッシュ式ヒーターコントロール、キセノンヘッドランプ（ヘッドランプレベライザー付）、ハロゲンフォグランプを特別装備。「ホワイトパール3コートパール」の専用ボディカラーを設定。
- 2000年6月8日 - 「J-Vパック」と「X」のガソリン車に室内高を105mm高くしたハイルーフを追加。本仕様ではリアデザインが異なる。
  - 併せて、一部改良を実施。オゾンセーフフルオートエアコンの標準装備化、サードシートへのチャイルドシート固定機構の採用、プライバシーガラスや助手席アームレストの採用グレードの拡大を行った。また、「X」と「ハイウェイスターGパック」にはレーザーレーダーとCVTを利用して、アクセル開度やCVTの変速比を制御することで一定の車間距離を保つ「車間自動制御システム」をオプション設定に追加した。なお、グレード体系の見直しにより、最廉価グレード「B」を廃止し、ディーゼル車は「J-Vパック」と「ハイウェイスター」の2グレードに縮小した。
  - オーテックジャパン扱いの「キタキツネ」もベース車に準じた一部改良が行われ、ガソリン車にはハイルーフを追加。さらに、「J-Vパック」をベースに、ビレットグリル付エアロフォルムバンパー、専用フロントグリル、ローハイトサスペンション等を装備した特別仕様車「ライダー」が登場し、「Kid'sバージョン」も追加された。
- 2000年10月24日 - オーテックジャパン扱いの「Kid'sバージョン」を一部改良。ISOFIX対応チャイルドシート用アンカーを標準装備し、コーナー&バックソナーをオプション設定に追加した。
- 2000年12月25日 - 特別仕様車「リミテッドエディション」発売（2001年3月末までの期間限定販売）。
  - 「J-Vパック」のガソリン車をベースに、バックビューモニター付きナビゲーションシステム、フォグランプ、本革巻3本スポークスポーツステアリング、専用シート地などを装備した。
- 2001年5月8日 - 特別仕様車「J-Vパック NAVIエディション」と期間限定車「コールマンバージョン」を発売（「コールマンバージョン」は2001年12月末までの期間限定販売）。
  - 前者は「J-Vパック」のガソリン車をベースに、バックビューモニター付きナビゲーションシステム、15インチアルミロードホイール、木目調フィニッシャー（フロント）、運転席・助手席角度調整式アームレスト等を装備しつつ、価格を抑えた仕様。後者はアウトドア用品メーカーのコールマン社の協力により開発した仕様で、同社のイメージカラーであるグリーンとベージュの専用シート地や12V電源ソケット、電源コンセント (100 V - 100 W)などを装備しアウトドアでの利便性を高めた。
- 2001年11月 - スペインでの生産を終了。
- 2001年12月25日 - マイナーチェンジ。
  - 同時期に生産拠点も、愛知機械工業の車両生産撤退により、日産自動車栃木工場に移管される。
- 2002年5月27日 - 「コールマンバージョンII」を追加。
  - 前年5月に発売された期間限定車からシートカラーのグリーンをブラウン系のサドルに一新。今回はカタロググレードとしてラインナップされる。
- 2002年9月2日 - オーテックジャパン扱いの「キタキツネ」を一部改良。
  - アウトドアイメージが高い専用フロントバンパーやキタキツネのキャラクターをあしらった専用ボディサイドストライプ&ネーミングステッカーを採用し、専用TV/ナビゲーションシステム（DVD方式）を標準装備した。
- 2002年10月3日 - 累計国内販売50万台達成記念車「デュアルディスク V-G」、「デュアルディスク V-Gナビパッケージ」を発売。
  - 「V-G」、「V-Gナビパッケージ」をベースに、1DIN MD・CD一体型AM/FM電子チューナーラジオ（MDLP対応）を専用装備するとともに、サードシートマルチアップタイプ（横跳ね上げ式）、運転席側スライドドアオートクロージャー、木目調フィニッシャーも装備した。
- 2003年5月8日 - 創立70周年を記念した特別仕様車「V-G 70th」・「V-Gナビパッケージ 70th」を発売。
  - 「V-G」・「V-Gナビパッケージ」をベースに、70th専用シート、電源コンセント（100V-100W）、運転席側スライドドアオートクロージャー、フロントシートバックテーブル（折りたたみ格納式、カップホルダー&買い物フック）、ETCユニットなどを装備した。
- 2003年10月22日 - 一部改良。
  - インテリジェントキー等の快適装備を採用し、運転席・助手席アクティブヘッドレストを全車に標準装備。グレード体系を一部変更し、「V」のハイルーフを廃止。
  - 同時に70周年記念車第2弾となる「V-G 70th-II」・「V-G ナビパッケージ 70th-II」・「ハイウェイスター 70th-II」を発売。プラズマクラスターイオンエアコン、消臭天井、IR（赤外線）/UVカットグリーンガラス（フロントガラス）、インテリジェントキー、スライドドアオートクロージャー（運転席）を特別装備。また、ベース車には新たに「ハイウェイスター」を追加した。
- 2004年4月 - 仕様変更。車両型式を変更し、「平成17年基準排出ガス50%低減レベル（☆☆☆）」認定を取得した。
- 2004年12月22日 - 特別仕様車「V-S Limited」・「V-S Limited ナビパッケージ」を発売。
  - 「V-G」・「V-G ナビパッケージ」をベースに、インテリジェントキー、エアロパーツ、フロントバンパー組込ハロゲンフォグランプ、木目調フィニッシャー、運転席側スライドドアオートクロージャーを装備した。
- 2005年4月[4] - 生産終了。
- 2005年5月 - 3代目と入れ替わる形で販売終了。
- 2012年8月1日 - C26型（4代目）の一部改良に合わせて、C24型（2代目）全年式を対象とした「認定中古車制度」を開始。

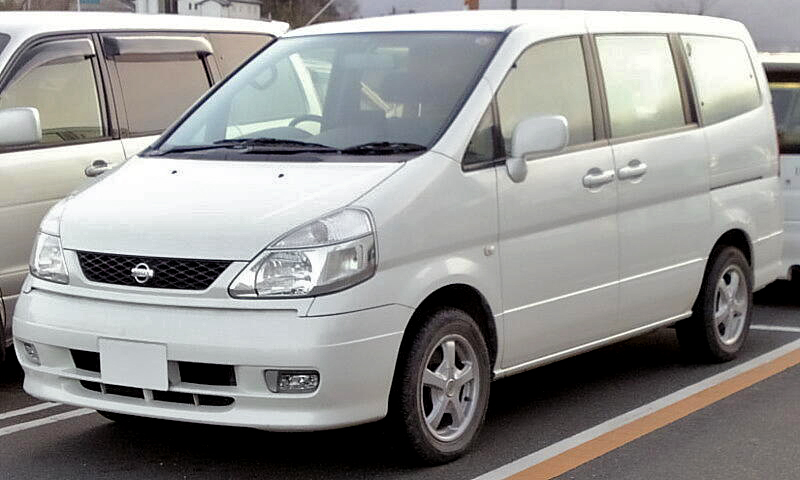
標準ルーフ フロント（前期型）
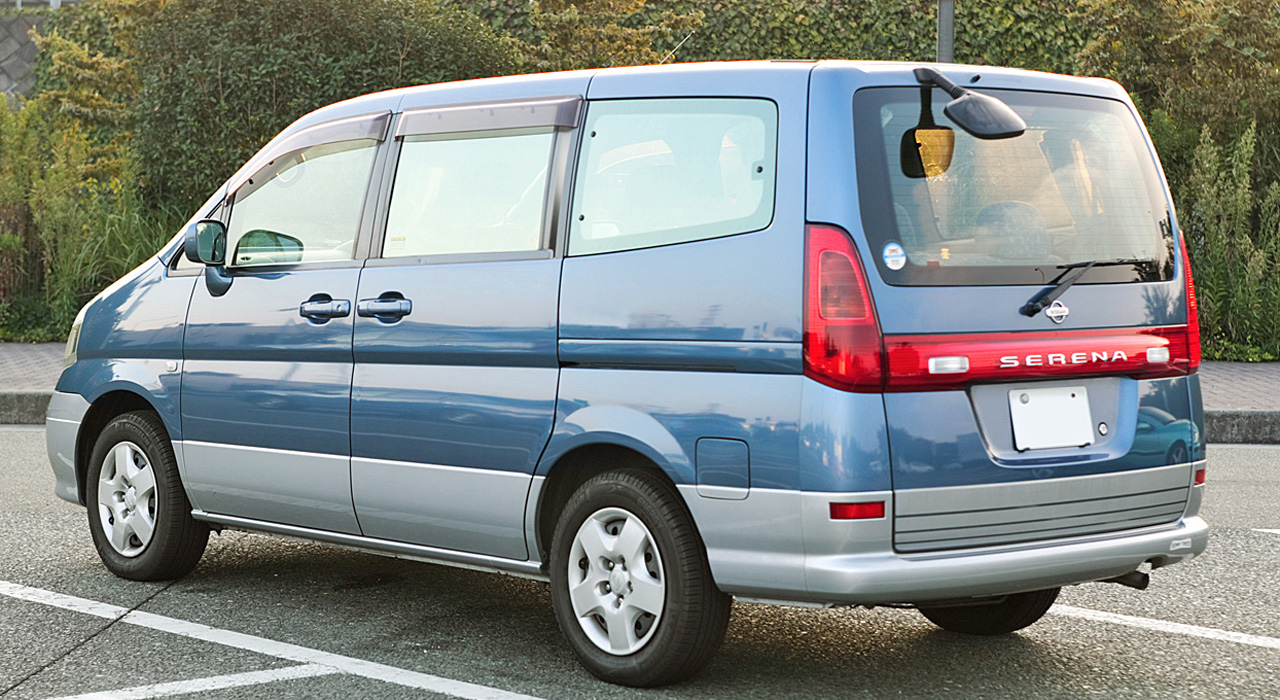
標準ルーフ リア（前期型）
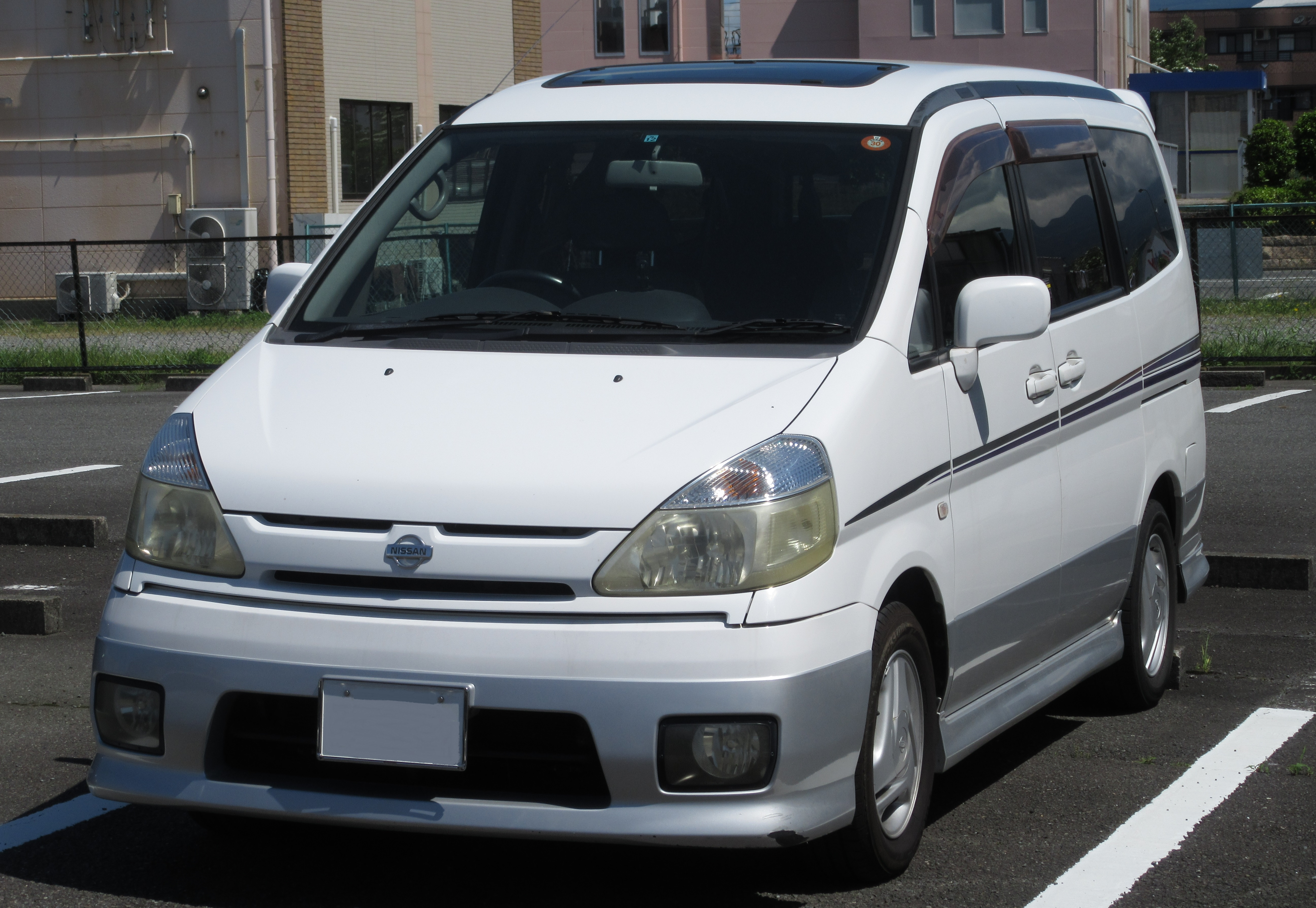
ハイウェイスター フロント（前期型）
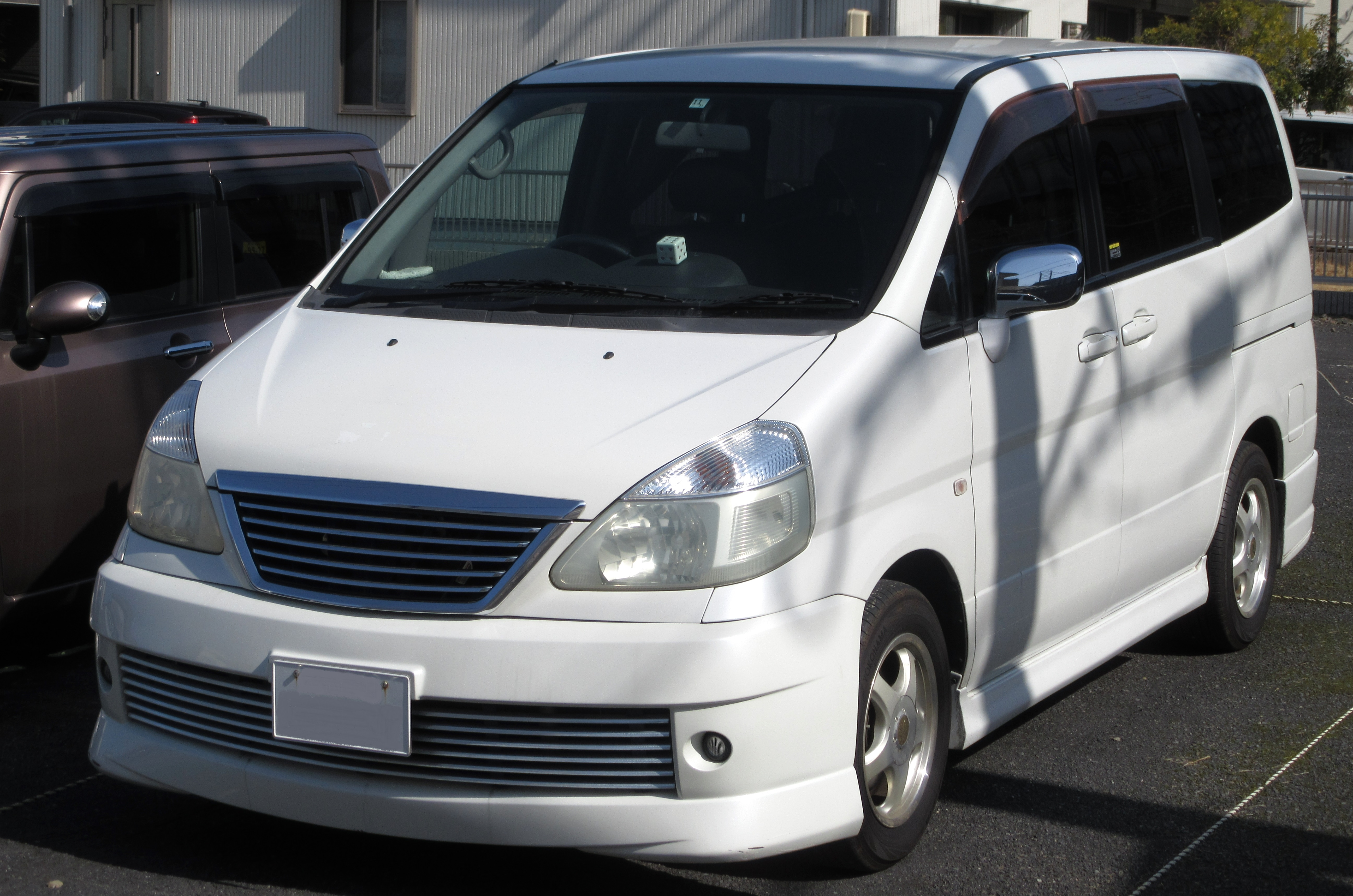
ライダー フロント（前期型）
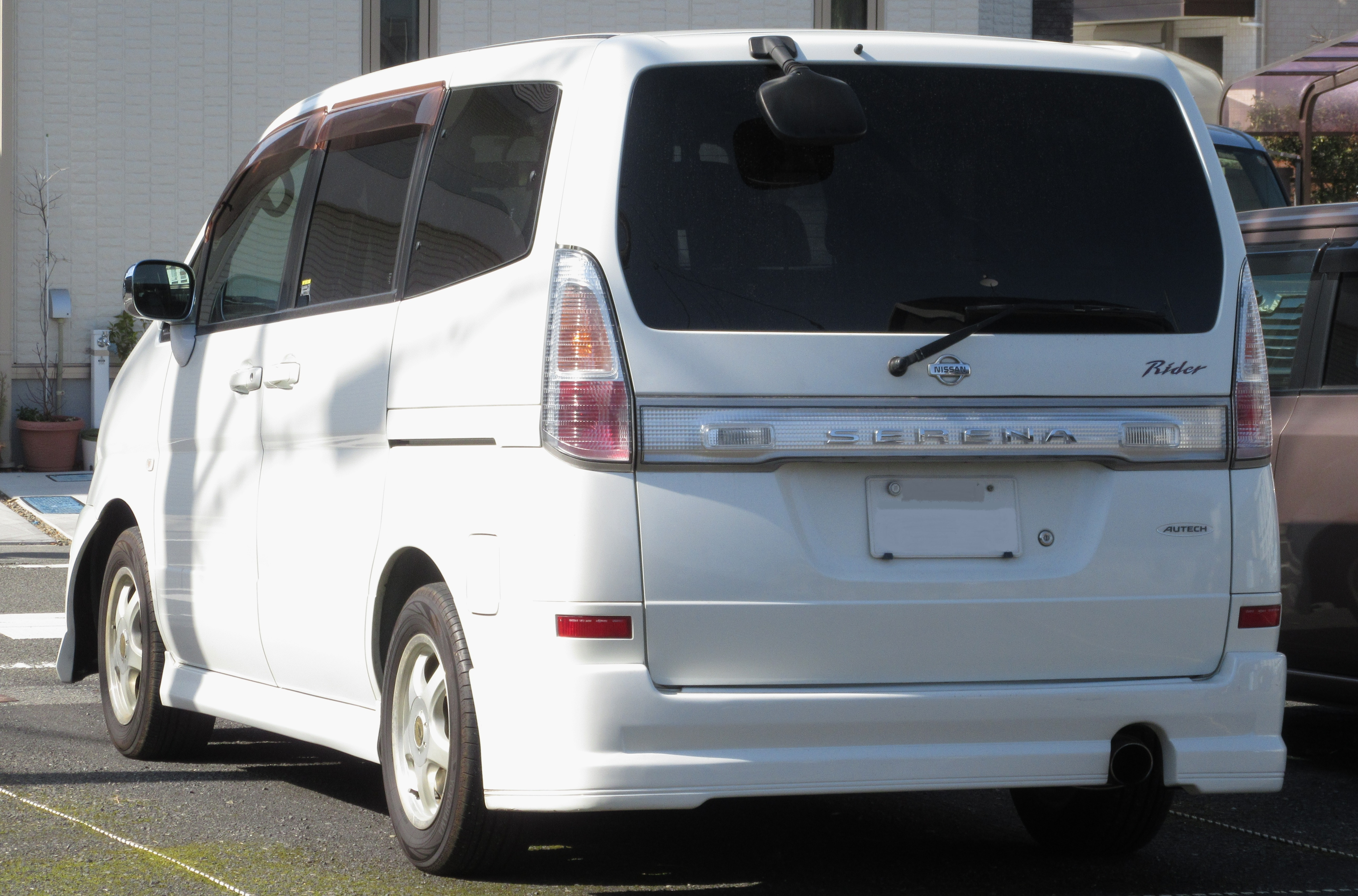
ライダー リア（前期型）

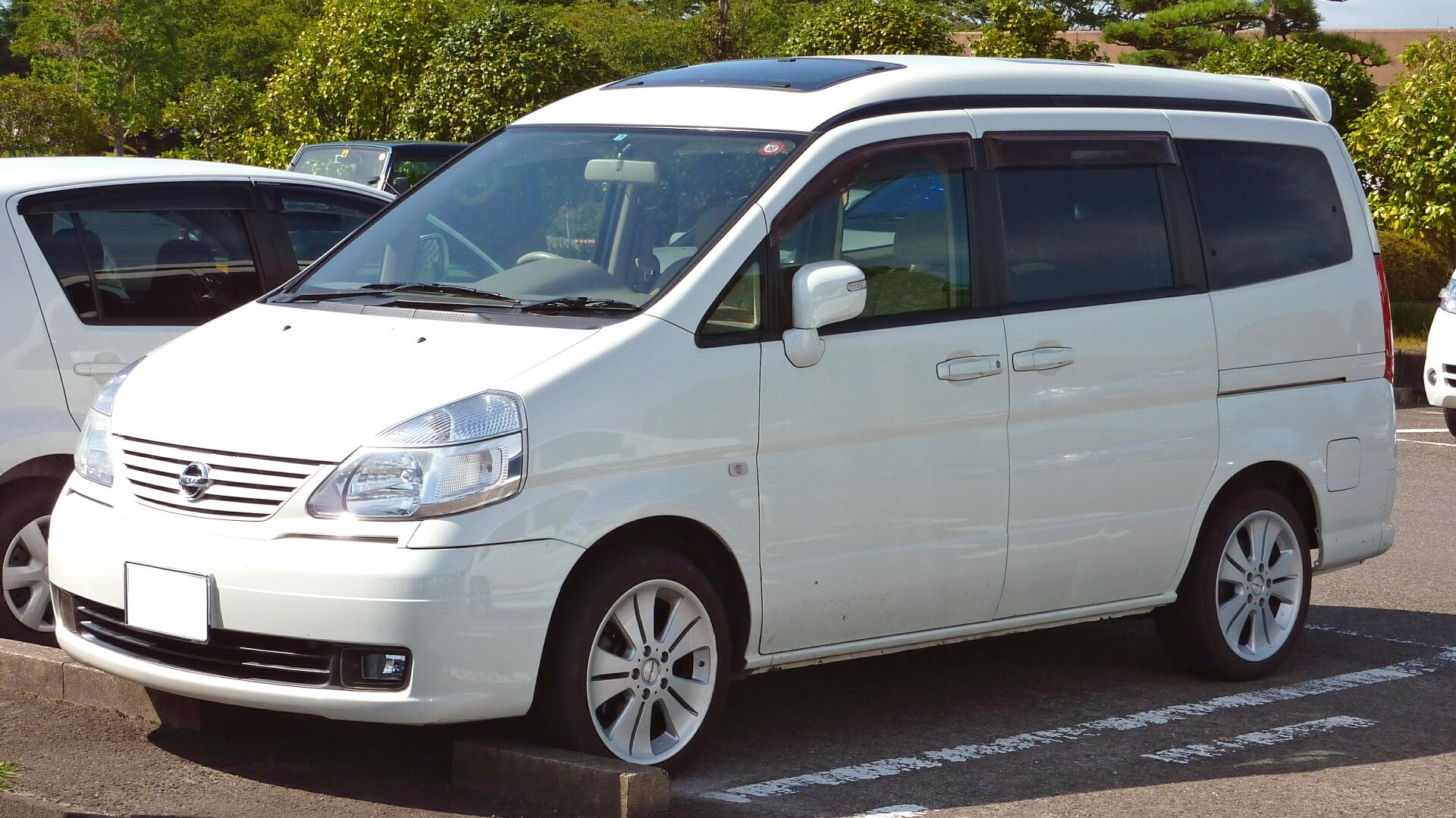
ハイルーフ フロント（後期型）
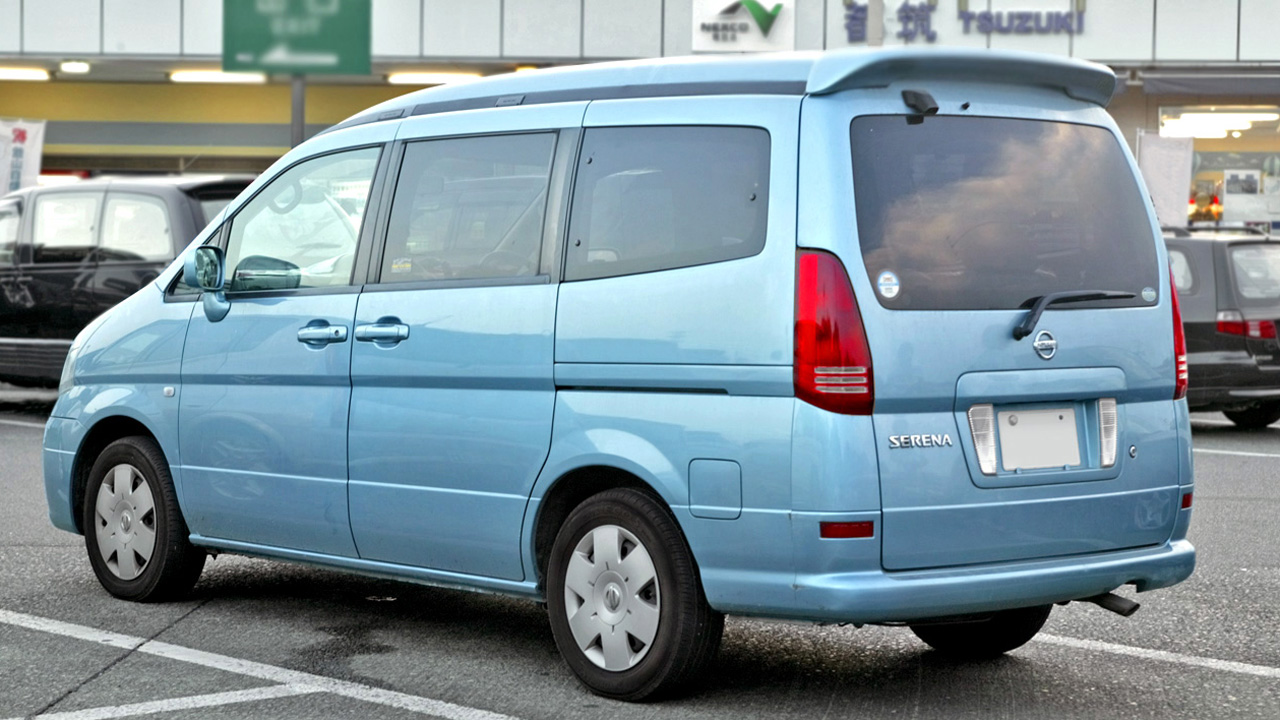
ハイルーフ リア（後期型）
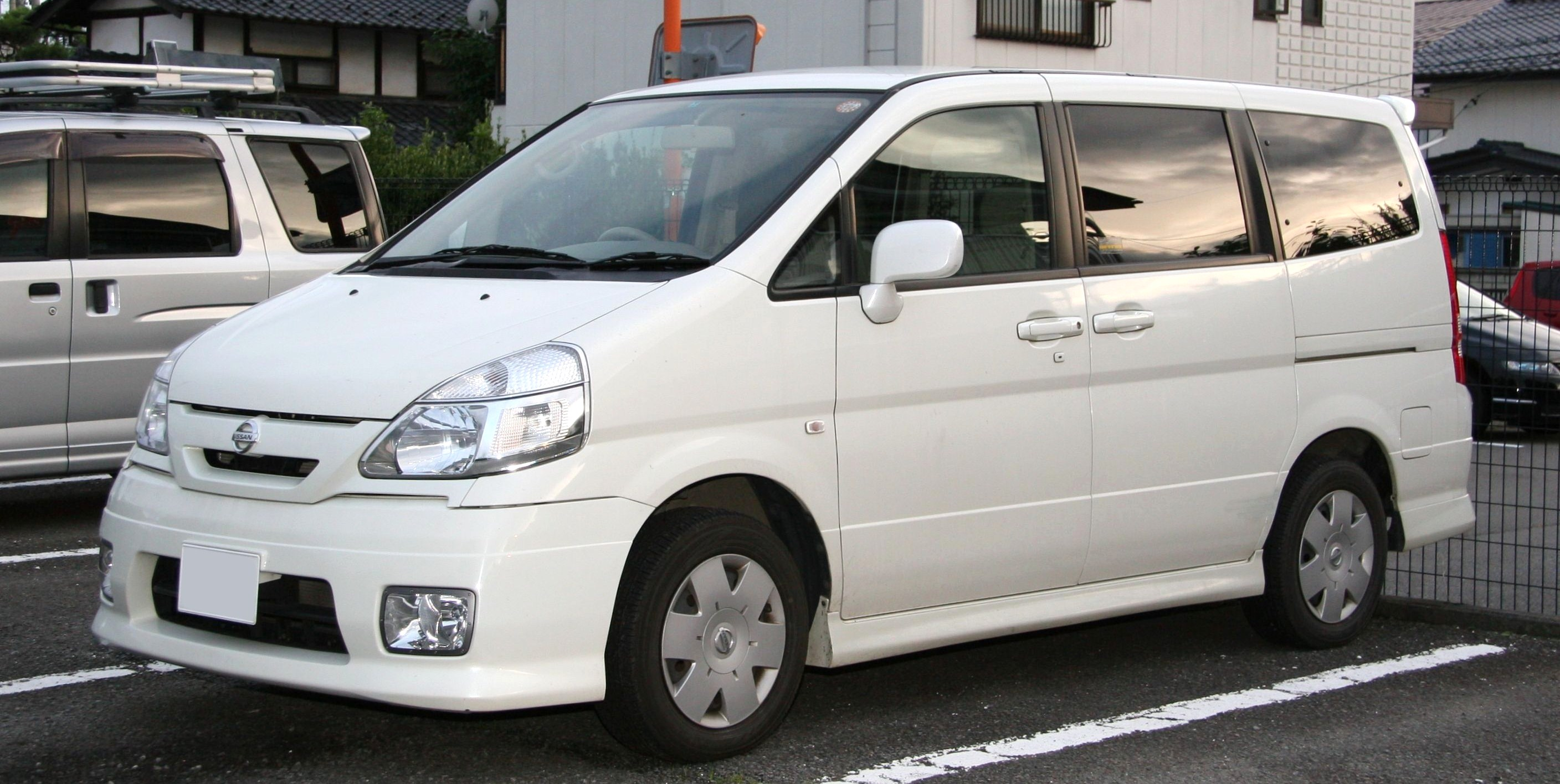
ハイウェイスター（後期型）
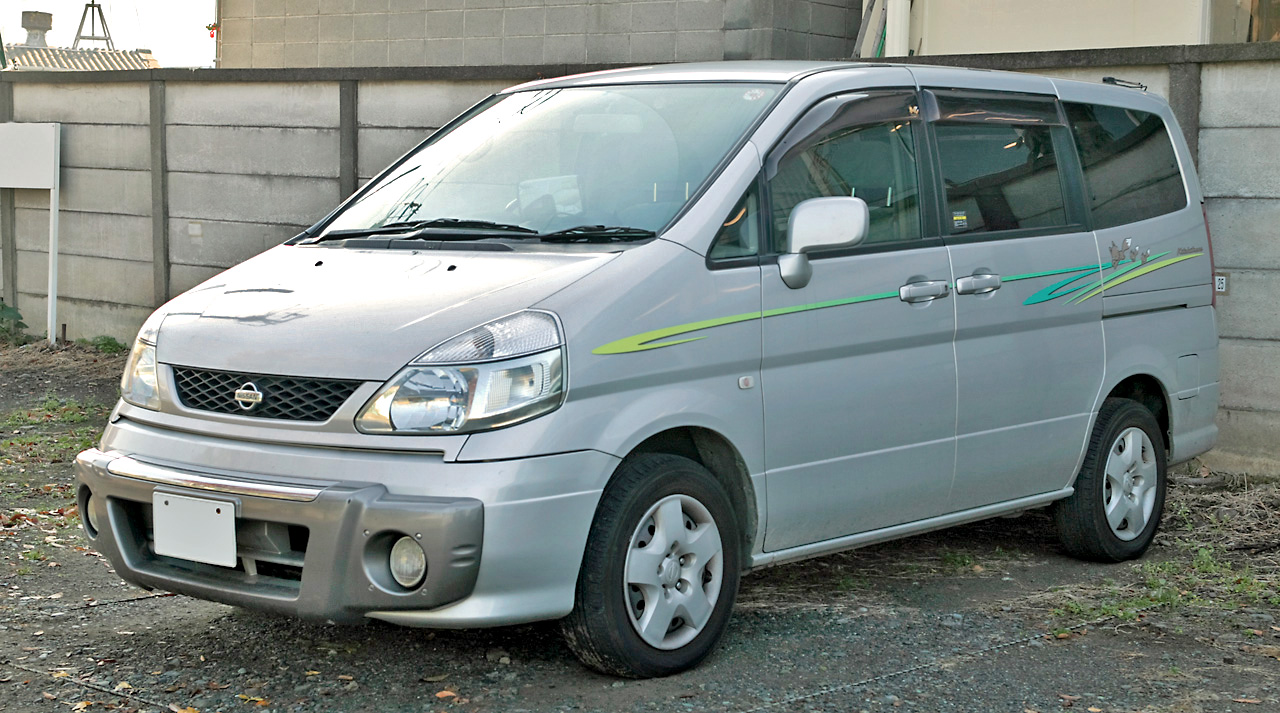
キタキツネ 専用フロントオーバーライダー付
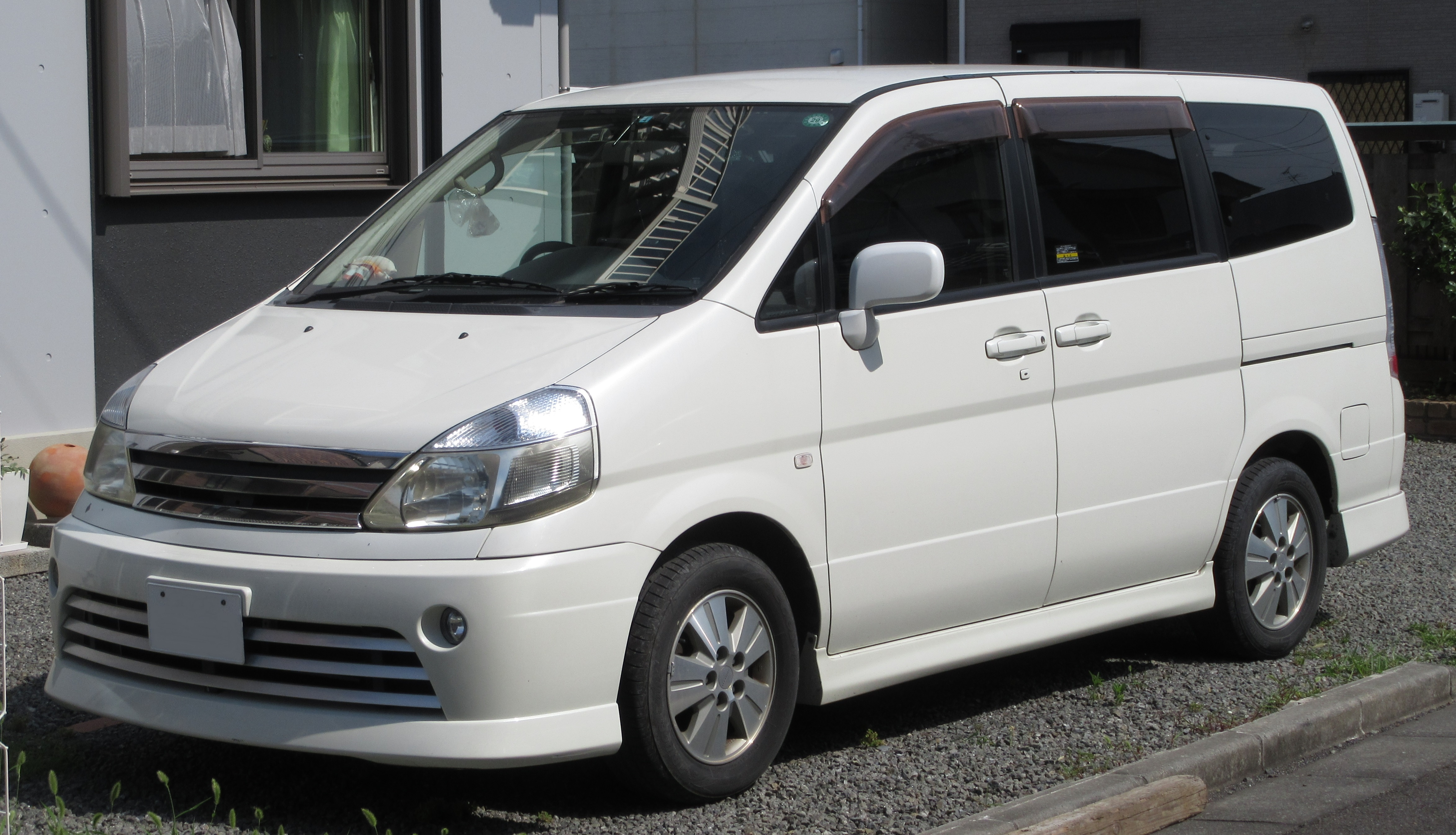
ライダー フロント（後期型）
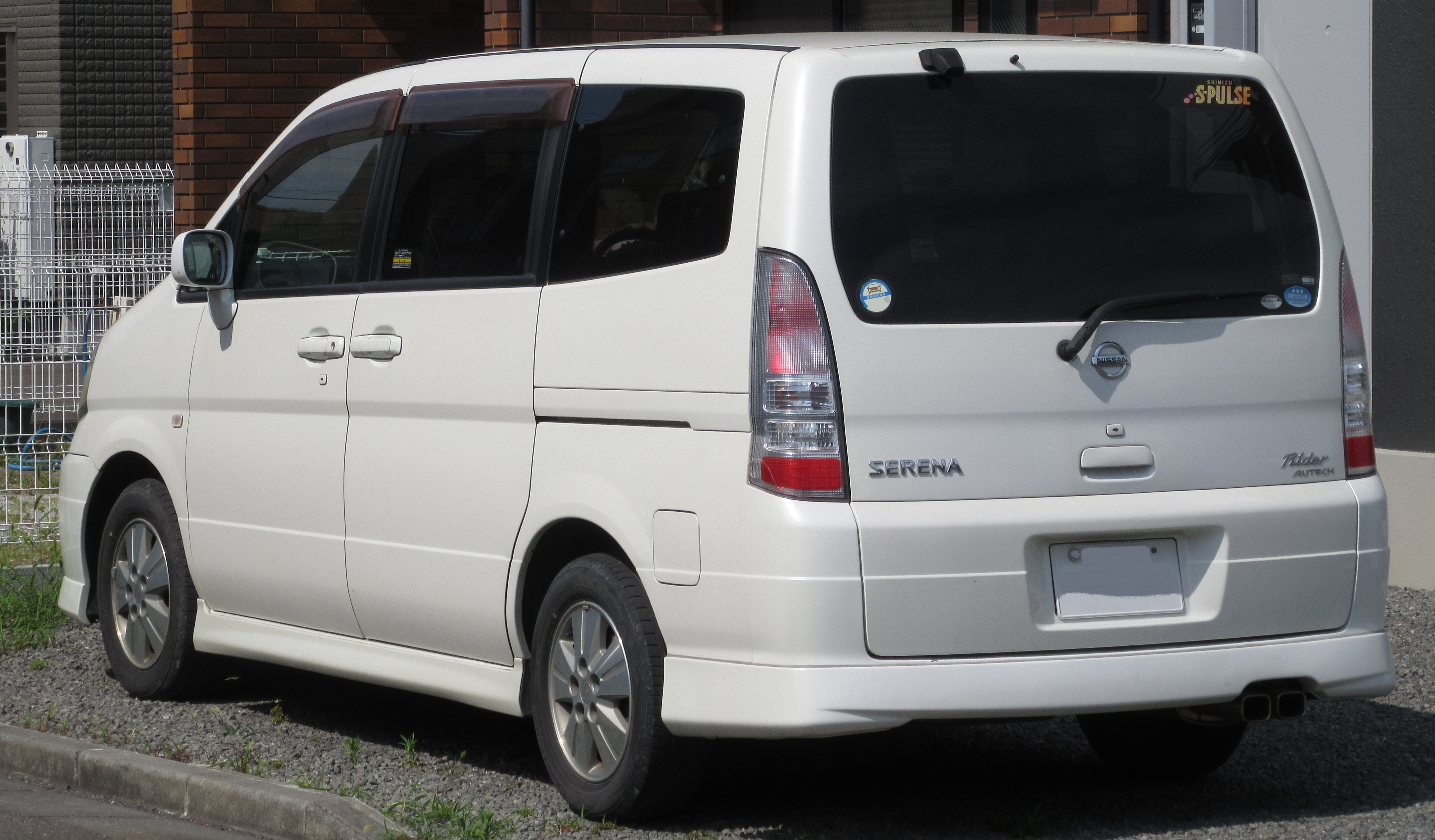
ライダー リア（後期型）
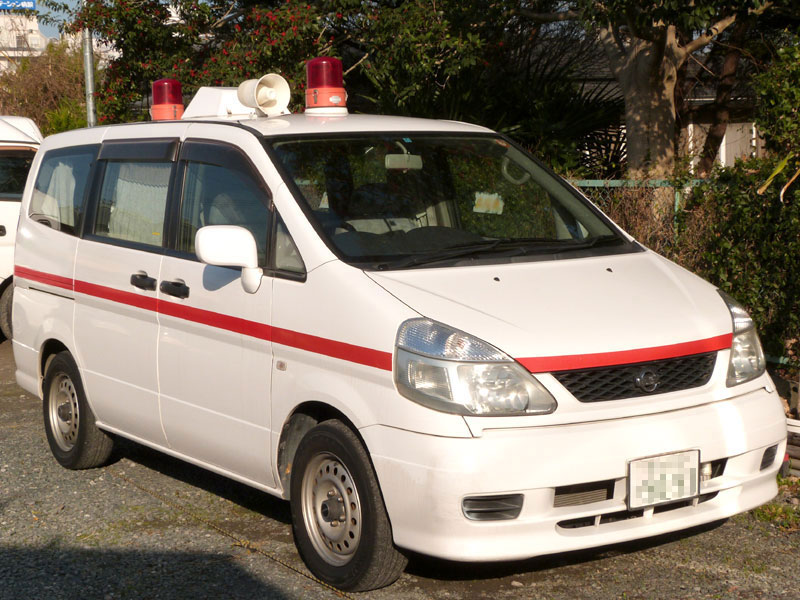
医療機関の救急車

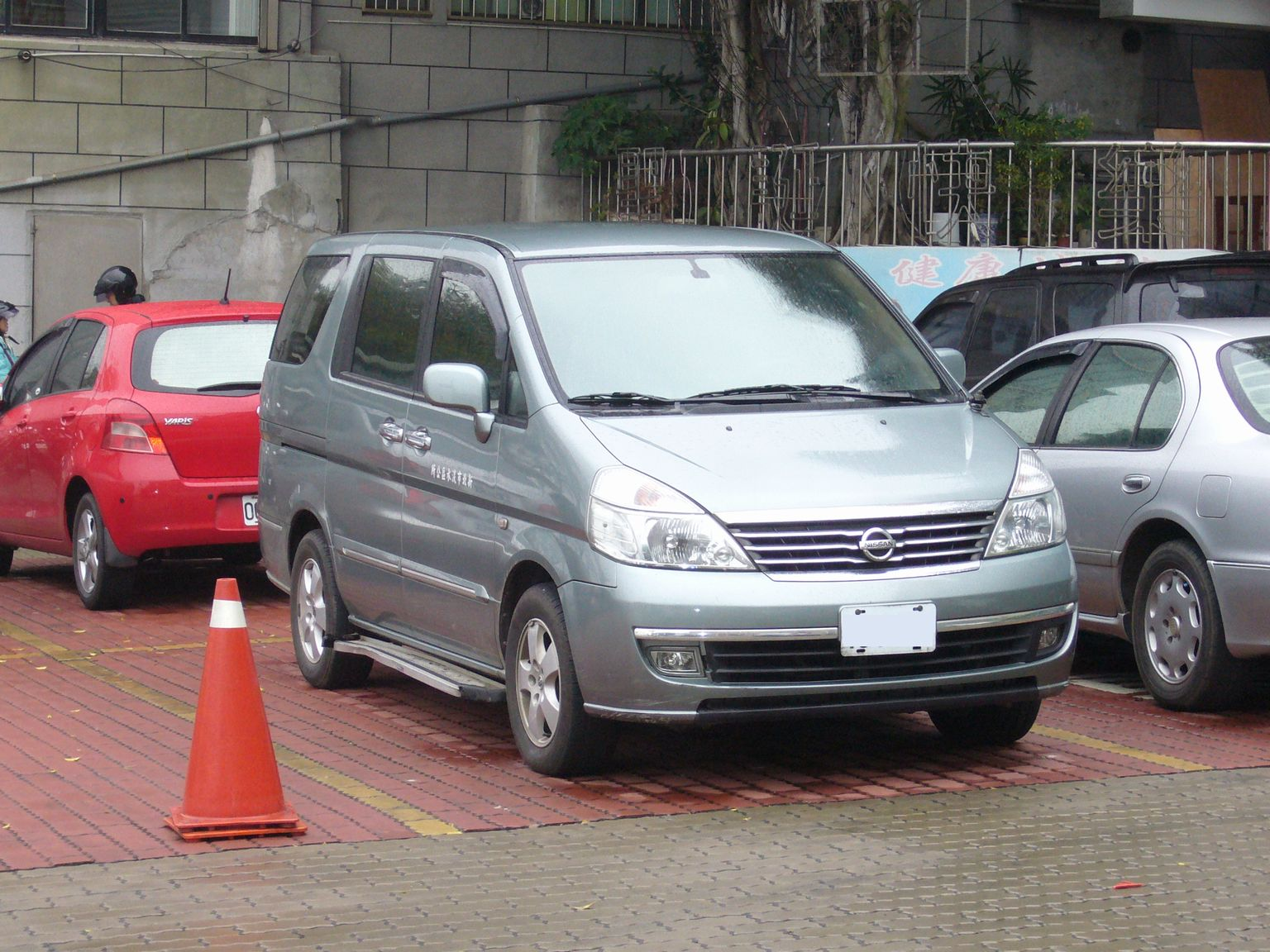
台湾仕様 フロント（後期）
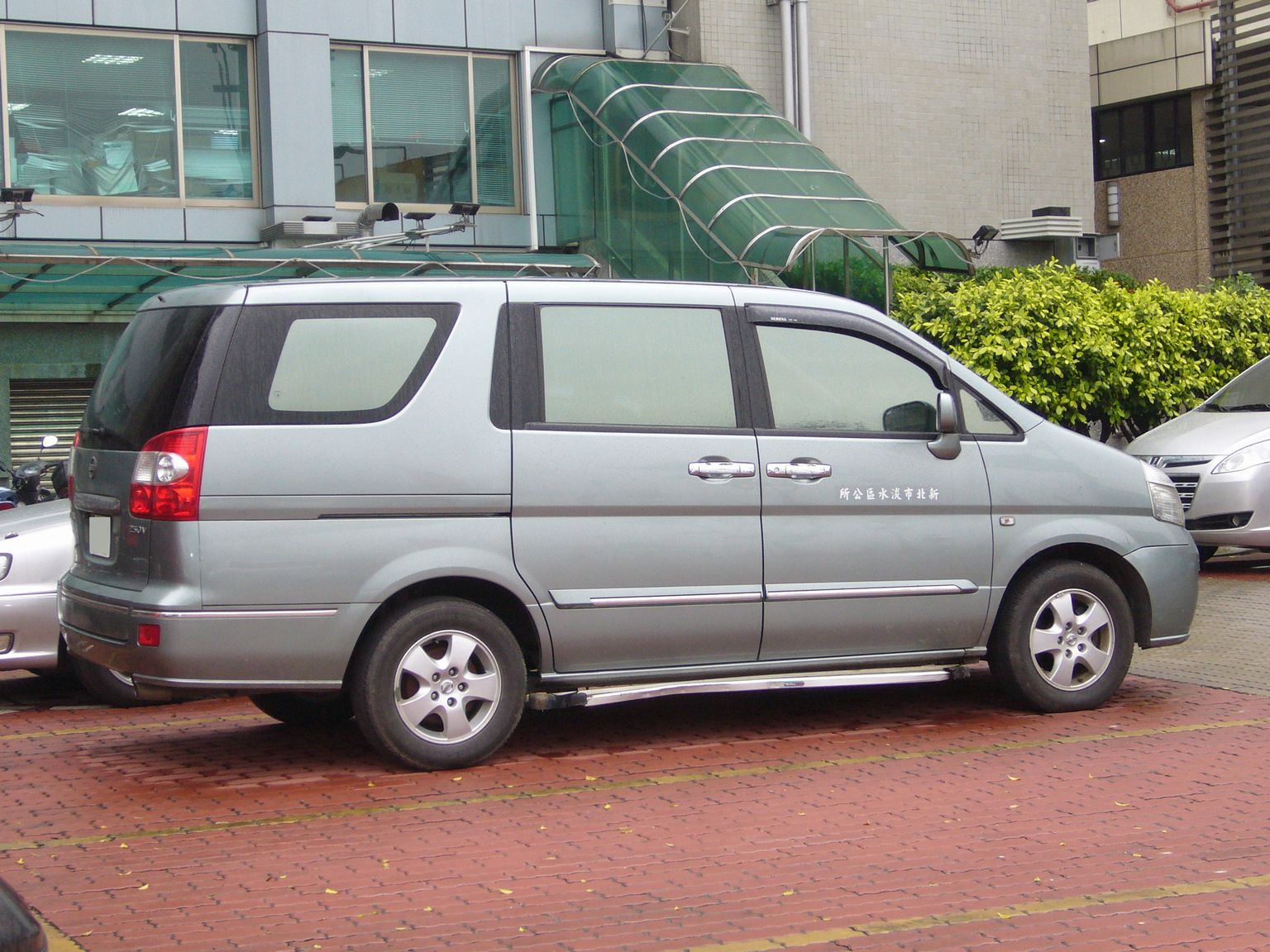
台湾仕様 サイド/リア（後期）
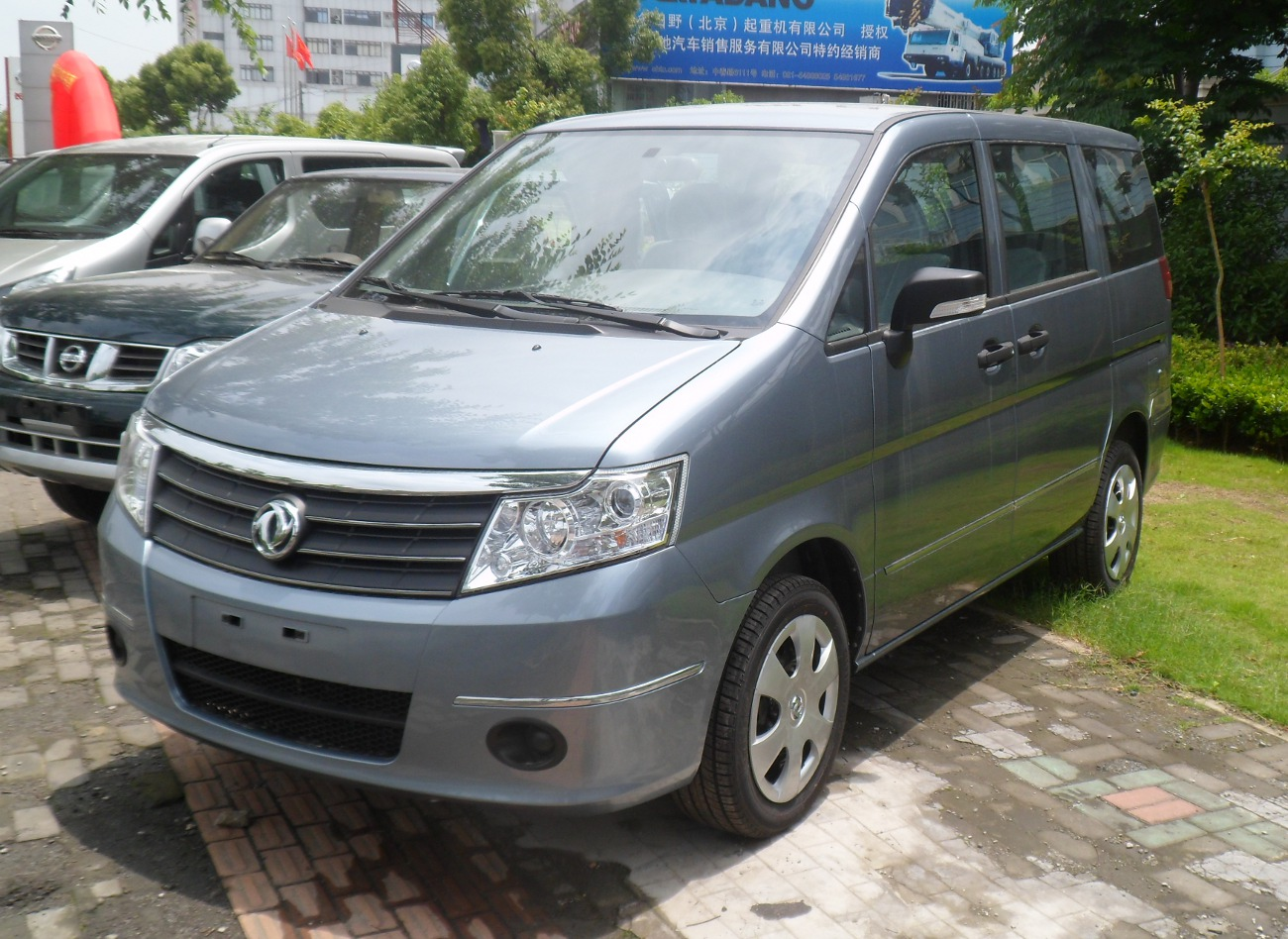
鄭州日産 帥客

## 3代目 C25型（2005年 - 2010年）
ラフェスタと同様、ルノーと共通の日産・Cプラットフォームを用いる。このモデルからリヤブレーキが従来のドラムブレーキからディスクブレーキに、サスペンションはフロントがストラット、リヤは2WD（FF）がトーションビーム、4WDはマルチリンクとなる。シフトレバーは競合車種と同様、インパネ式に変更された。他社の同クラス車種でもホイールベースは2,800mm台に達しているが、セレナは同クラス最長の2,860mmである。エンジンは2.0Lのみとなり、MR20DE型に置換。「エクストロニックCVT」との組み合わせにより鋭い応答性となめらかな加速、低燃費を実現し「平成22年度燃費基準+5%」を達成した。給油口は再び右側に変更された。
グレード体系は「20S」・「20RS」・「20G」・「20RX」の4グレードに整理。グレードにより異なるフロントグリルとなり、「20S」・「20G」はメッキ処理を施したワイドですっきりとしたデザインに、「20RS」・「20RX」はバンパーやフードとスムージングしたボディ同色のデザインとなった。ナンバープレートの装着位置が再びテールゲート中央へ変更された。
生産は日産車体が担当。香港にも輸出されている。

### 年表
- 2005年5月31日 - フルモデルチェンジ。SHIFT ワードは、「SHIFT_capacity 1BOXの可能性をシフトする。」。
  - 併せて、オーテックジャパン扱いのカスタムカー「ライダー」もフルモデルチェンジされ、スモークメッキのフロントグリル、専用チューニングサスペンション、ブラック基調のインテリアを採用し、よりスポーティー感を高めた「ライダーS」を追加した。
- 2005年11月 - 横浜市立大学とセレナをベースとするドクターカーを用いた共同研究を開始。
- 2005年12月27日 - 一部改良。全車で「平成17年基準排出ガス75%低減レベル（☆☆☆☆）」認定を取得。併せて、ヘッドランプレベライザー等を装備し、灯火器（改正）技術基準に適合させた。
- 2006年6月13日 - フルモデルチェンジ時に一旦廃止した「ハイウェイスター」を再設定。
  - クロムメッキの専用フロントグリルや専用エアロパーツ、アルミホイール（2WD車は16インチ、4WD車は15インチ）等を装備した。本仕様はクラウディングパネルを装着しているため全幅が1.7mを超え、3ナンバー登録となっている。ボディカラーは本仕様専用色の「ディープカシスパール」を含む4色を設定。併せて、既存グレードはボディカラーの入替を行い、従来の「エアブルーパールメタリック」に替わって「ファウンテンブルーパールメタリック」を追加した。
  - 更に、オーテックジャパン扱いの特別仕様車として、「20S」をベースに、専用本革シートや専用フロントグリル等を装備した「アクシス」と「ライダーS」をベースに、マジカルイルミネーション、専用キッキングプレート（イルミネーション付）、バイキセノンヘッドランプ、インテリジェントキー+エンジンイモビライザー、専用スポーティフロアカーペットを追加した限定車「ライダー アルファII」を追加した（「ライダー アルファII」は2007年3月末までの期間限定販売）。併せて「ライダー」・「ライダーS」の仕様変更も行った。
- 2006年12月19日 - 特別仕様車「20G HDDナビエディション」を発売。
  - 「20G」をベースに、カーウイングスナビゲーションシステム (HDD方式)、バイキセノンヘッドランプ（ハイ/ロービーム、オートレベライザー付）、撥水加工シート、パーソナルテーブル等を装備し、利便性を高めつつ価格を抑えた仕様である。なお、本仕様の発売に合わせ、「20G」を除く全グレードにはカーウイングスナビゲーションシステム (HDD方式)と両側スライドドアオートクロージャーをセットにした「HDDナビパッケージ」を設定し、一部グレードの仕様見直しやボディカラーの変更を行った。
  - また、オーテックジャパン扱いの特別仕様車「ハイウェイスター アーバンセレクション」も発売。「ハイウェイスター」をベースに、カーウイングスナビゲーションシステム（HDD方式）や地上デジタルテレビ放送用チューナーを追加装備したほか、フロントプロテクター、クリアリヤコンビランプ、助手席側リモコンオートスライドドア等を装備した。併せて「ライダー」・「ライダーS」・「アクシス」はベース車の一部改良に伴う一部仕様変更を行った。
- 2007年1月22日 - スズキへ「ランディ」の名称でOEM供給を開始。
- 2007年12月19日 - マイナーチェンジ。SHIFT_ワードは「SHIFT_family ties 家族の絆をシフトする。」に変更。
  - フロントデザインが刷新され、サイドターンランプ内蔵電動格納式リモコンカラードドアミラーを新たに採用。両側スライドドアオートクロージャーを全車標準装備し、オーディオレス仕様となった。「ハイウェイスター」はバイキセノンヘッドランプにアクティブAFSを追加し、専用サスペンションを採用。また、エルグランドで初採用したアラウンドビューモニターを「20G」と「ハイウェイスター」にセットオプションとして追加した。グレード体系を整理し、「20RS」・「20RX」を廃止した。1/2列目シートに大型ヘッドレストを装備。
  - オーテックジャパン扱いのグレードも一部変更し、「ライダーS」と「アクシス」を廃止。継続設定となった「ライダー」はサイドクラウディングパネルの変更により3ナンバー登録となった。併せて、ボディ剛性の向上やサスペンションチューニングを行い、しっかりとした走りを実現した「ライダー パフォーマンススペック」とエンジンにもチューニングを加え、力強く爽快な走りを実現した「ライダー ハイパフォーマンススペック」を追加した。「ハイウェイスター アーバンセレクション」は両側リモコンオートスライドドアが新たに追加され、こちらも継続設定された。
- 2008年5月7日 - 特別仕様車「20S ナンバーワンエディション」及び「20S ナンバーワンエディション ナビパッケージ」を発売（同年9月末までの期間限定販売）。
  - 2007年国内新規登録台数がミニバン部門で1位となったことを記念し、「20S」をベースに本革巻3本スポークステアリングを装備した。また「ナビパッケージ」は同仕様に「専用ナビパッケージ」を追加したもの。ボディカラーはホワイトパール3コートパール、スーパーブラック、ダイヤモンドシルバーメタリックの3色を設定する。
- 2008年7月1日 - オーテックジャパン扱いの特別仕様車「20S ナビプラスステップセレクション」を発売。
  - 助手席側に新開発の「スタイリッシュステップ」を採用。幅広い層に便利な乗降補助としての機能を持ちつつ、格納時はサイドシルプロテクターとなる画期的な装置である。助手席ドア・助手席側スライドドアの開閉と連動してステップも開閉するようになっており、切替機能によりドア開閉と非連動にすることも可能である。さらに、専用HDDナビゲーションシステムや後席専用モニター等を装備し、充実した仕様とした。
- 2008年12月18日 - 「ハイウェイスター」をベースに、両側リモコンオートスライドドアとバックドアオートクロージャーを装備した特別仕様車「ハイウェイスター Vセレクション」を発売。
  - 併せて、既存グレード（オーテックジャパン扱いのグレードを含む）において一部改良を実施。地上デジタルチューナーに12セグ/ワンセグ自動切換機能を搭載したカーウイングスナビゲーションシステム（HDD方式）をメーカーオプションに追加（「ハイウェスター アーバンセレクション」は標準装備）し、4WD車の全グレード及び「ハイウェイスター アーバンセレクション」の2WD車に寒冷地仕様を、「20G」にバイキセノンヘッドランプ+アクティブAFSを、「20S」・「ハイウェイスター」及びオーテックジャパン取扱の全グレードにインテリジェントエアコンシステムをそれぞれ標準装備化し、装備の充実を図った。
- 2009年4月23日 - 4WD車を一部改良。CVTの制御変更等を行い燃費を向上。これにより、「平成22年度燃費基準+15%」を達成した。
- 2009年9月30日 - 特別仕様車「20S Vセレクション」、「ハイウェイスター Vエアロセレクション」を発表（「ハイウェイスター Vエアロセレクション」は同日より、「20S Vセレクション」は10月7日よりそれぞれ販売開始）。
  - 前者は「20S」をベースに、助手席側リモコンオートスライドドア（挟み込み防止機構付）、インテリジェントキー、エンジンイモビライザーを装備。後者は「ハイウェイスター」をベースに、既に発売されている「ハイウェイスター Vセレクション」の特別装備に加え、フロントプロテクター、ピアノブラックフィニッシャーを装備し、リアコンビランプとLED式ハイマウントストップランプをクリアタイプに変更。さらに、本革シートとカーウイングスナビゲーションシステム（HDD方式・地デジ内蔵）を追加装備した「ブラックレザーナビパッケージ」も設定した。
- 2009年10月20日 - オーテックジャパン扱いのカスタムカー「ライダー」シリーズにHDDナビゲーションシステムを追加装備した特別仕様車「プラスナビHDD」を発売。
- 2010年4月26日 - 国内累計販売台数100万台達成（2010年2月末時点）を記念し、「ハイウェイスター Vエアロセレクション」にHDDナビゲーションシステム（地上デジタルチューナー内蔵）を追加装備した特別仕様車「ハイウェイスター Vエアロセレクション プラスナビHDD」を発表（5月14日販売開始）。
- 2010年10月[5] - 生産終了。在庫対応分のみの販売となる。
- 2010年11月 - 販売終了。
- 2012年8月1日 - C26型（4代目）の一部改良に合わせて、C25型（3代目）全年式を対象とした「認定中古車制度」を開始。
- 2013年1月24日 - セレナ・ラフェスタにおいて、部品の摩耗・損傷による異常（異音・振動）についての保証期間延長（リコールではない）が告知された。対象は、フロントサスペンションメンバー[6]・プルダウンロッド[7]・エンジンマウントインシュレータ[8]の3点。通常、新車からの5年・10万kmの保証のところ、9年・距離無制限の対応となった。

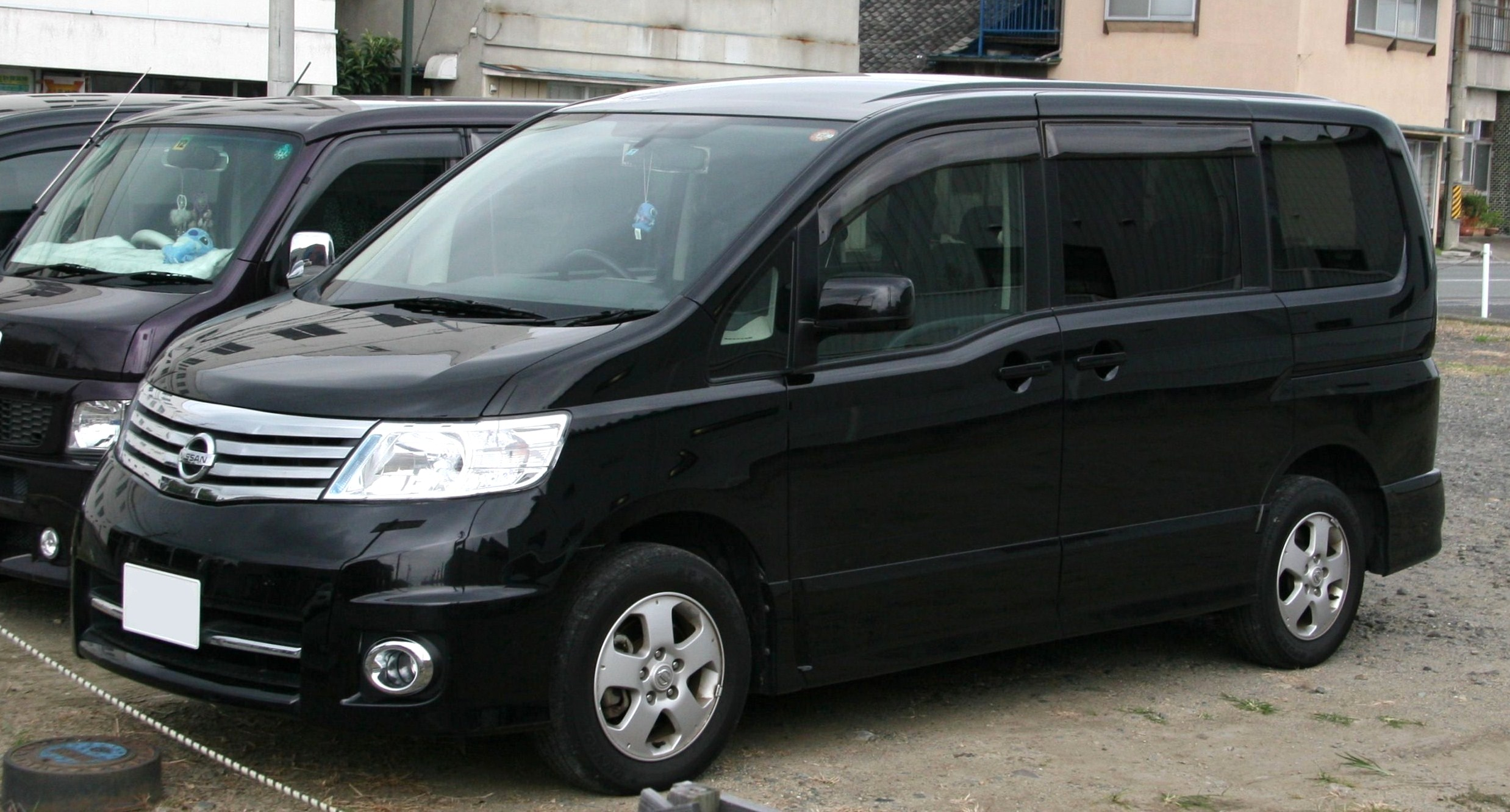
ハイウェイスター（前期型）
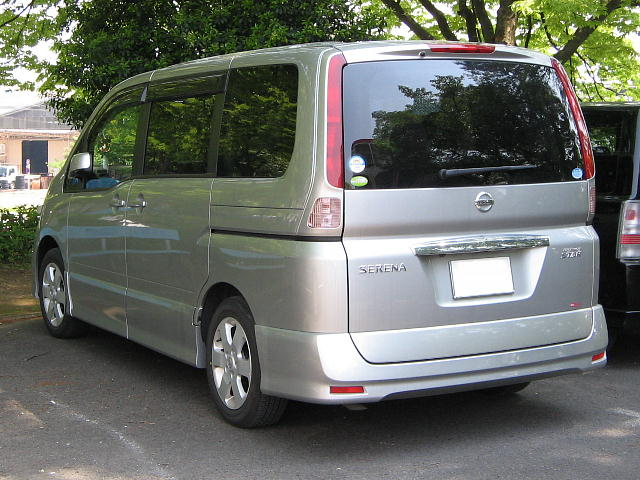
ハイウェイスター（リア、前期型）
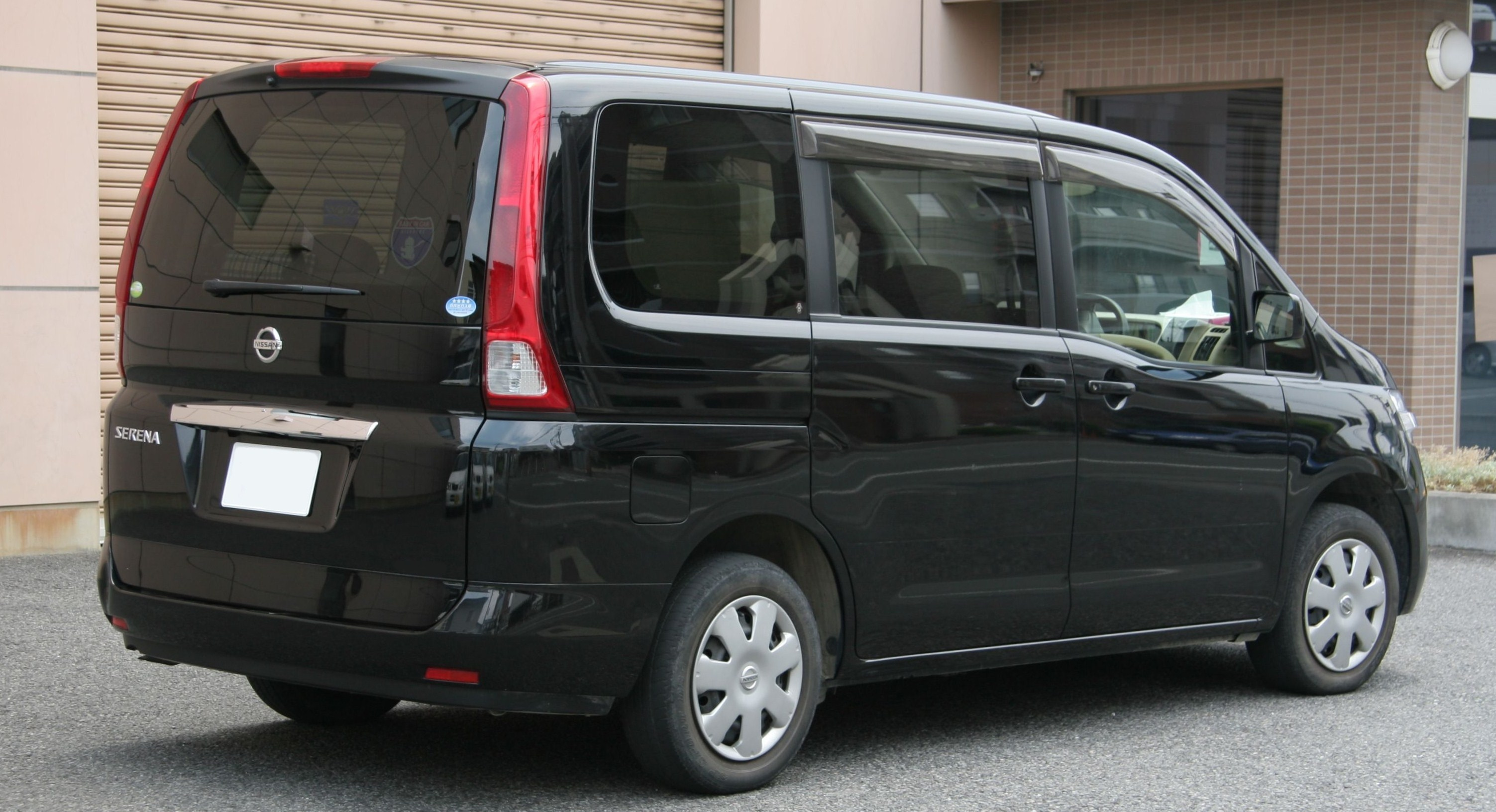
20S（リヤ、前期型）
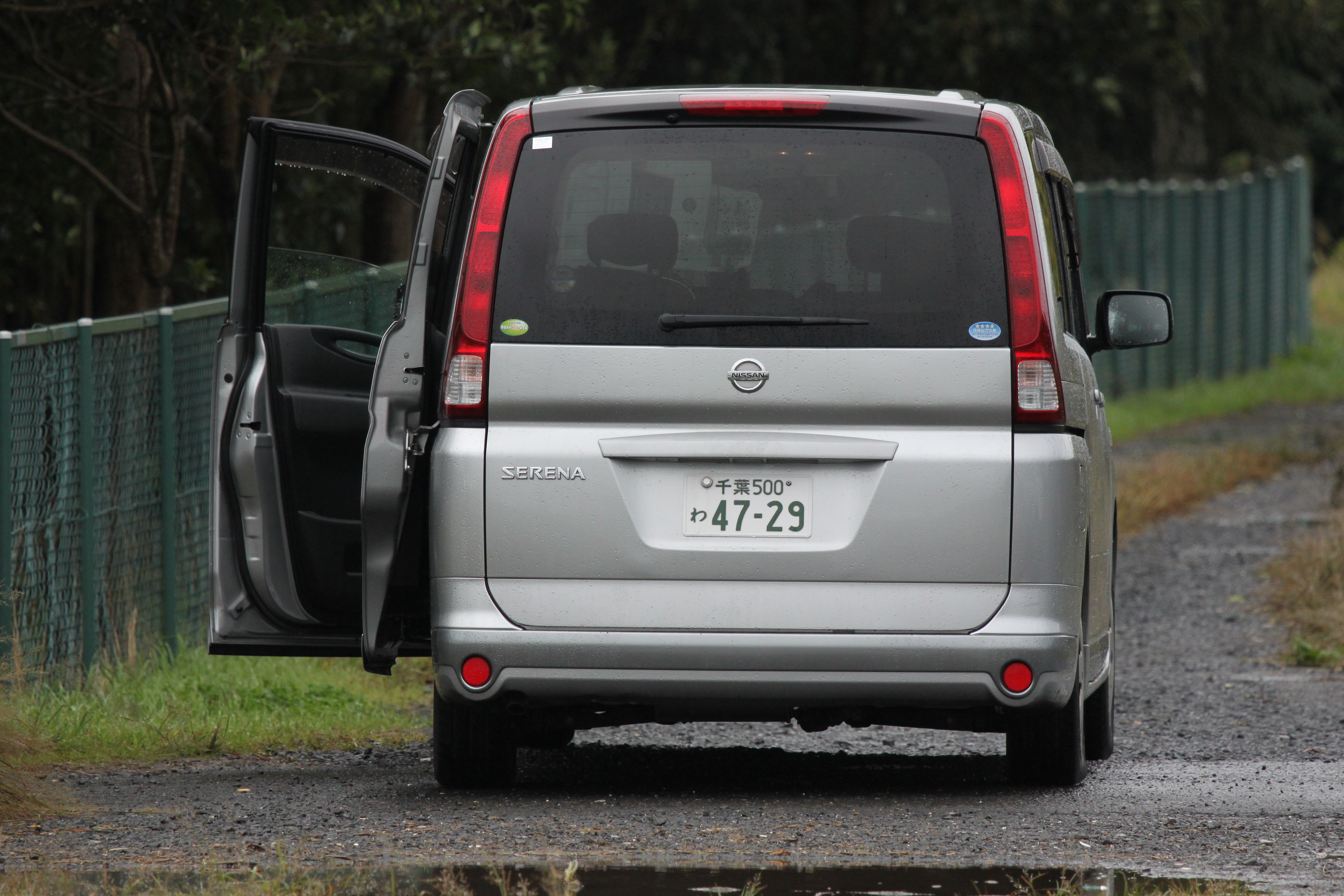
20RS（リア）
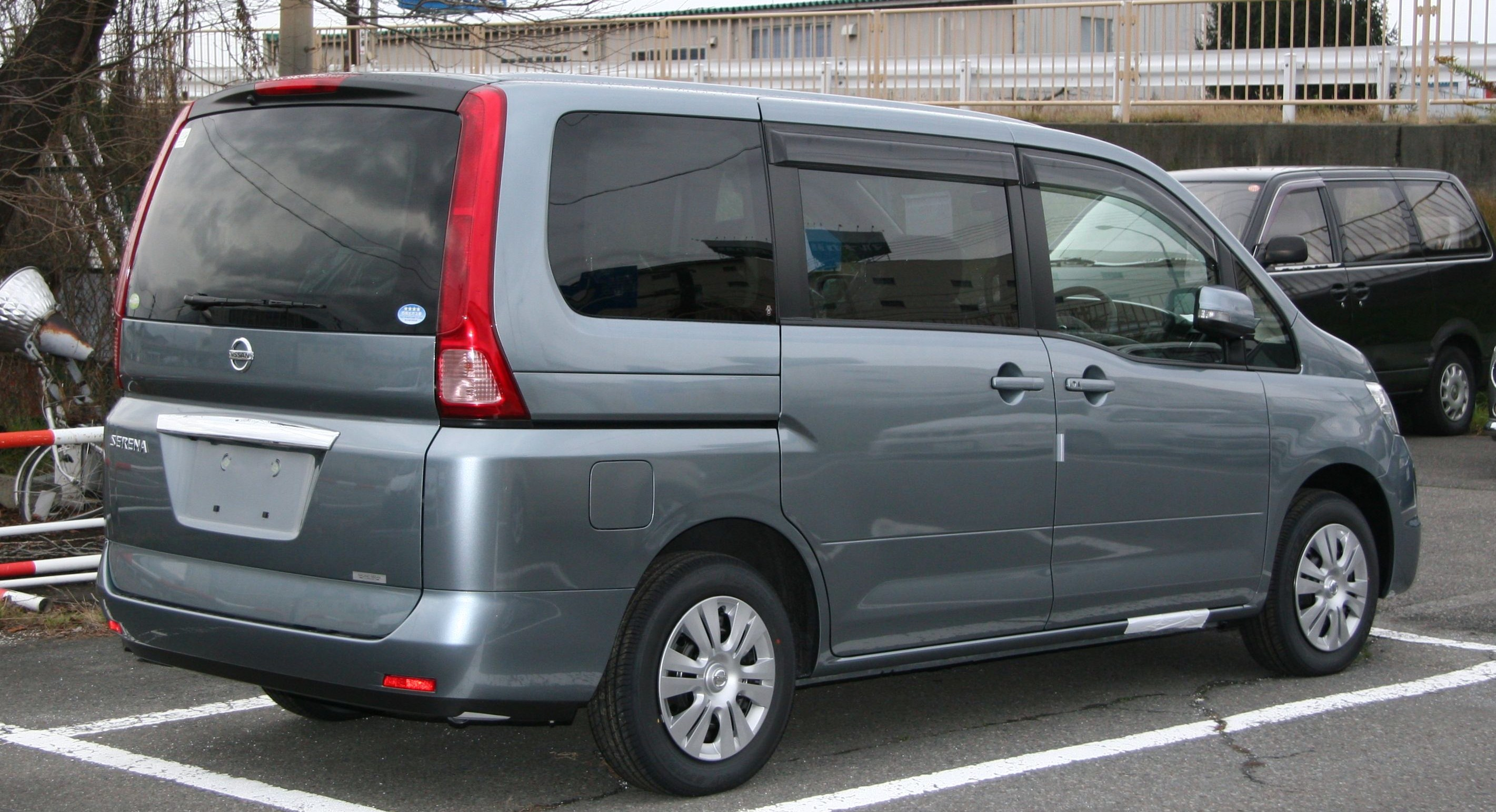
20S（リア、後期型）
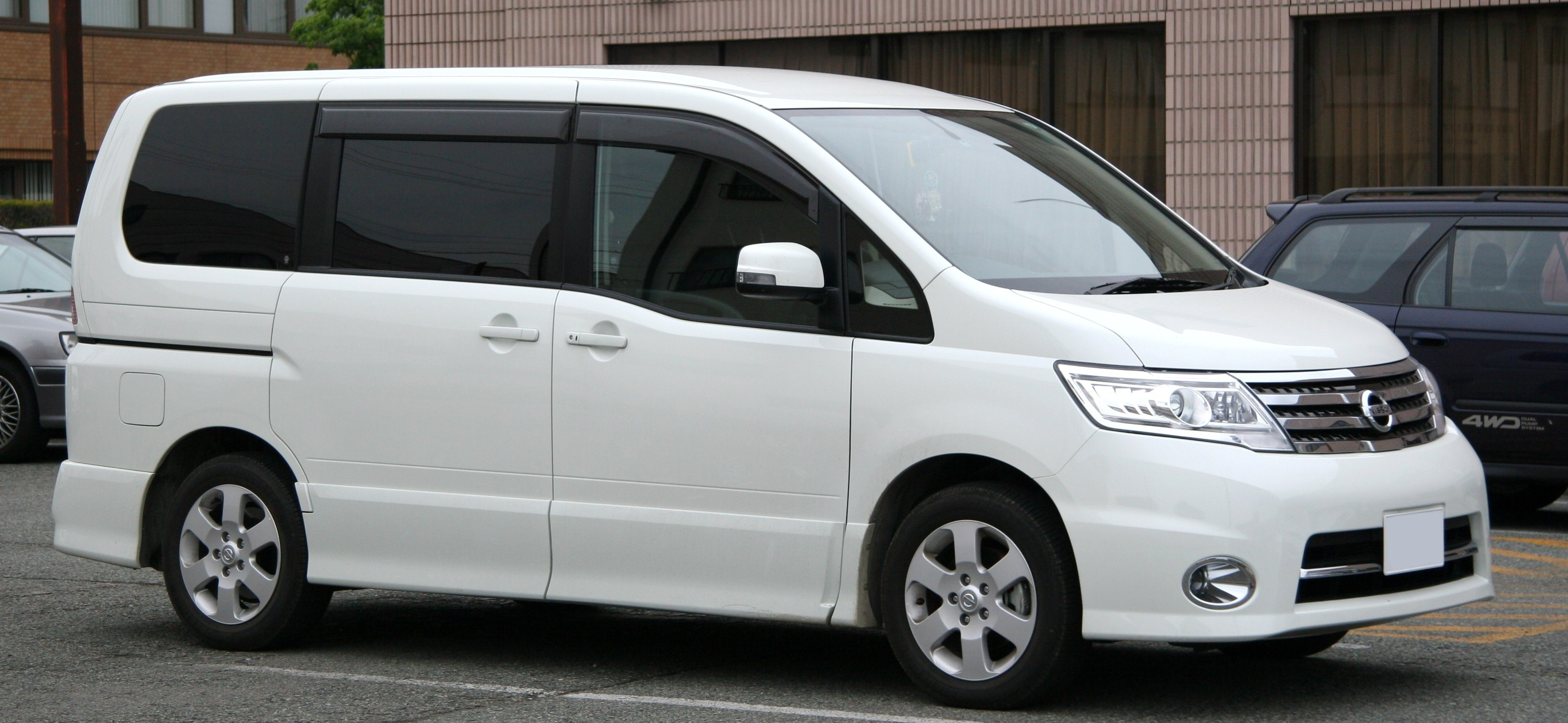
ハイウェイスター（後期型）
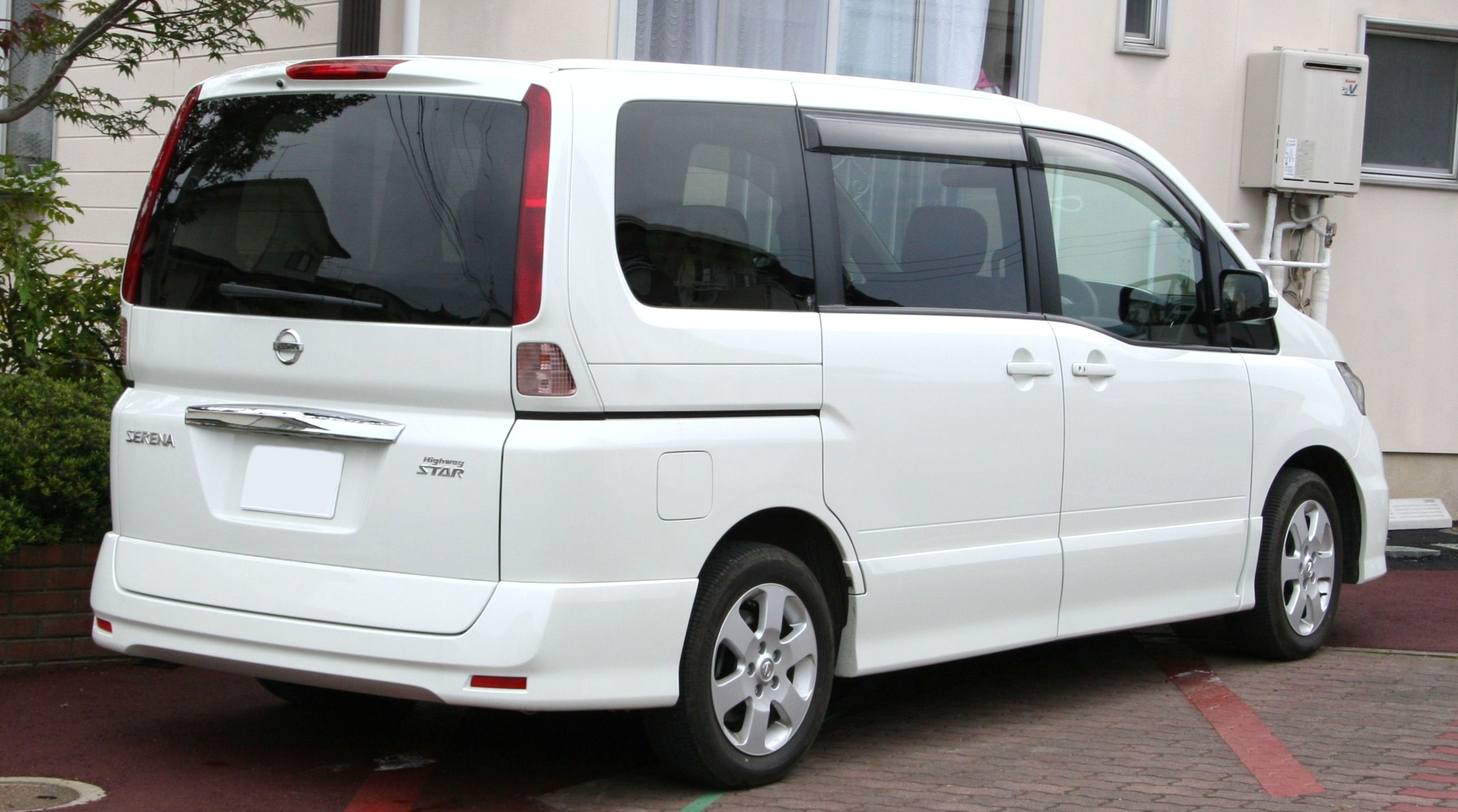
ハイウェイスター（リア、後期型）
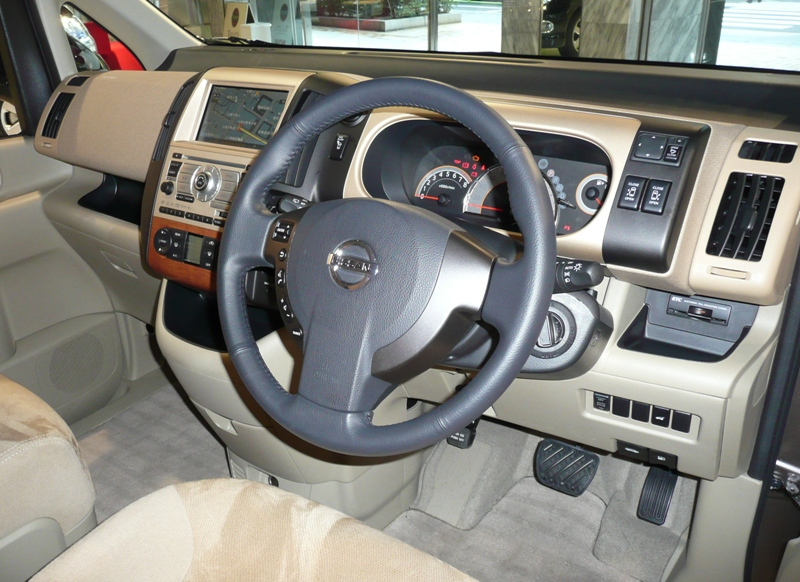
室内（前期型）
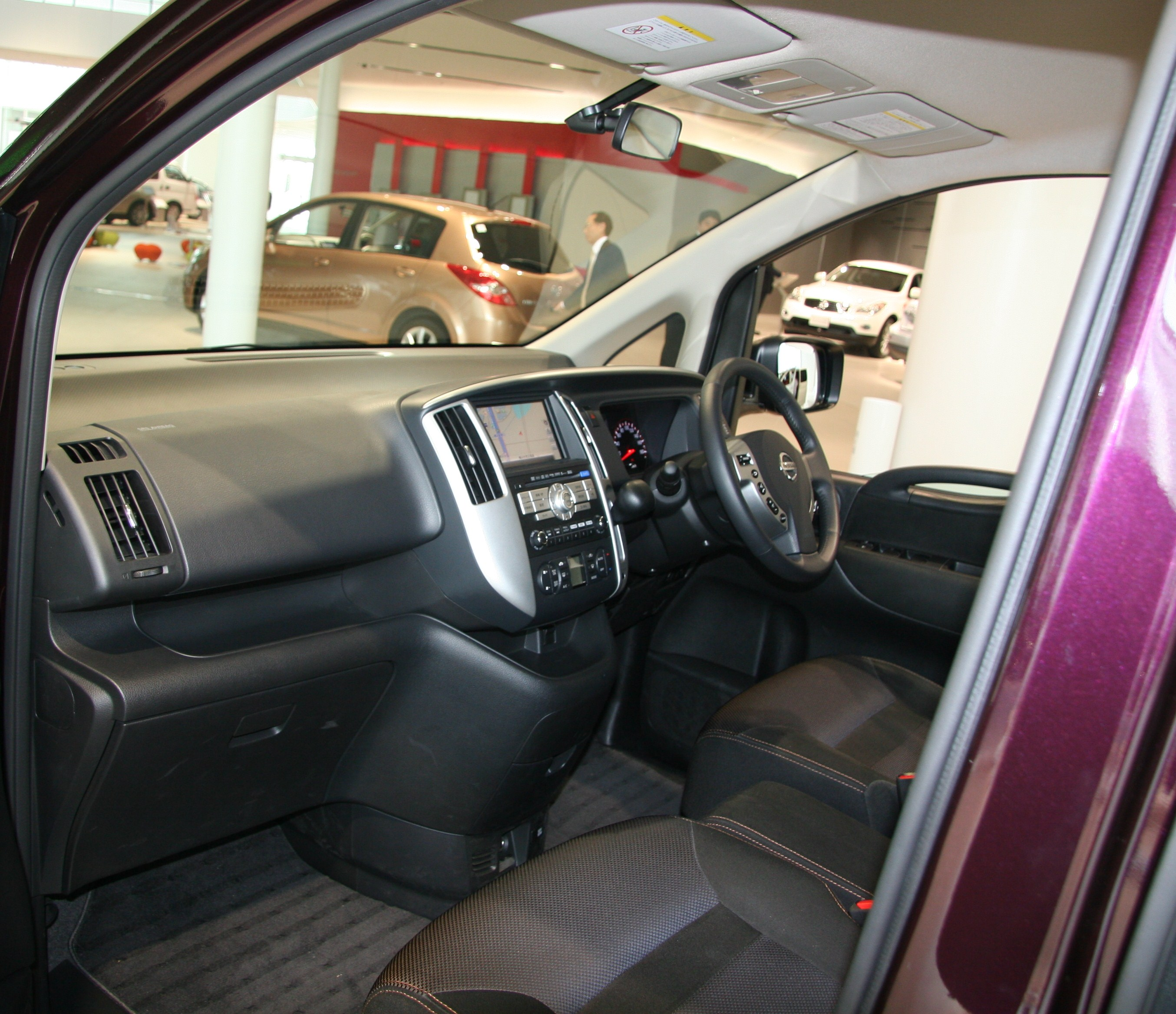
室内（後期型）

## 4代目 C26型（2010年 - 2016年）
階段状のショルダーライン（シュプールライン）や三角窓、パノラミックウィンドウなどといった先代のプラットフォームを継承しつつ、全体的になめらかな流れを意識したスタイルとなり、室内長も3代目比で300mm拡大した。5ナンバークラス最大級のフロントウインドシールドを採用し、視界と開放感を確保しつつ、被視認性も向上した。
エンジンを新型の2.0Lガソリン直噴エンジン、MR20DD型に変更。筒内噴射化で熱効率が高められ、低燃費と高トルクを両立した。また、低中回転域のトルクに厚みを持たせたことで、アクセルペダルの操作（無駄なスロットルの開閉）が少なくなり、燃料消費が抑制される。「20S」を除き、クランクプーリーベルトで直接始動させるECOモーター式のアイドリングストップシステムを搭載し、再始動時間の短縮と共にスターターモーター音（リダクションギア音）の無い静かな再始動を実現させた。アイドリングストップ時はエアコンのコンプレッサーが働かないため送風運転となるが、室内の温度が上昇した場合、エンジンを再起動させてエアコン運転に切り替える制御となっている。なお、直噴ガソリンエンジンの採用により、4WD車も「平成22年度燃費基準+25%」を達成した。また、4代目セレナは既存のガソリン車に低燃費技術を掛け合わせたエンジン進化型エコカー、「PURE DRIVE」の第4弾の車種となっており、「20S」以外の全グレードにはリアに「PURE DRIVE」エンブレムが装着される。
スライドドアは開口部を広げ、ボタンを押すだけで開閉できる「ワンタッチオートスライドドア」も装備。また、メーターには瞬間燃費計、車速に応じたアクセル開度を表示するエコドライブナビゲーターやECOメーターを備えた「マルチグラフィックアッパーメーター」を装備している。「20G」・「ハイウェイスター」にオプション装備される「アラウンドビューモニター」はスカイラインクロスオーバーで初採用した「駐車ガイド機能」、「フロント/リアワイドビュー」、「ナビ連動フロントワイドビュー」の各機能が追加された改良型となった。「20G」に搭載の「インテリジェントエアコンシステム」には高濃度プラズマクラスターイオン発生器とビタミンフィルターが追加された。
日本仕様車のグレード体系は、3代目・後期型のものを引き継ぎつつ、新たに「20S」と「20G」の中間グレードである「20X」を新設した。「ハイウェイスター」はエアロパーツの装着により、先代同様3ナンバー登録となる。また、車名ロゴを変更し、リアの車名ロゴは2代目・前期型以来となるガーニッシュ上の配置（但し、2代目・前期型までのものとは異なり、メッキのガーニッシュにロゴが入った一体成型デザイン）となった。
生産は九州工場が担当。歴代モデル同様に香港でも販売された。

### S-HYBRID
2012年の一部改良で、2WD車にのみ導入された。既存のECOモーターのエネルギー回生発電量と出力を高めて補助原動機化し、蓄電容量を高めるサブバッテリーをエンジンルームに追加したことでハイブリッド化を実現しており、シンプル且つコンパクトな設計で、エンジンルーム内にハイブリッドシステムがすべて収まるため、クラス最大の室内空間や使い勝手の良いシートアレンジはそのままで、燃費向上（JC08モードで15.2km/L）を実現し、2.0Lクラスの8人乗りミニバンでは初となる「平成27年度燃費基準+20%」を達成した。リアの「PURE DRIVE」エンブレムは「PURE DRIVE / S-HYBRID」エンブレムに改められ、サイドの前席ドア下部にも装着された。

### 年表
- 2010年10月4日 - 発売に先駆け、4代目セレナの画像を公開。合わせて発表予定日も公表された。
- 2010年11月8日 - フルモデルチェンジ（販売は同年11月29日より）。
  - また、オーテックジャパン扱いの「ライダー」もフルモデルチェンジを実施。ベースグレードが先代の「20S」から「20X」に変更された。
- 2011年2月9日 - 特別仕様車「ハイウェイスター Jパッケージ」を発表（翌2月10日販売開始）。
  - 「ハイウェイスター」をベースに、両側ワンタッチオートスライドドア（挟み込み防止機構付）やキセノンヘッドランプ（ロービーム、オートレベライザー付）等を標準装備。なお、本仕様はアイドリングストップシステム（ECOモーター式）、VDC、ヒルスタートアシストなどが非装備になり、ボディカラーもベースグレードでは設定されている「スチールブルーメタリック」が非設定となる。
- 2011年9月7日 - 先代でも発売されていた「ハイウェイスター Vセレクション」を誕生20周年記念特別仕様車として発売。
  - 今回は「ハイウェイスター」をベースに、両側ワンタッチオートスライドドア（挟み込み防止機構付）、オゾンセーフフルオートデュアルエアコン（2WD車のみ、4WD車はベース車に標準装備）に加え、カタロググレードでは最上位グレードの「20G」のみに標準装備されている高濃度プラズマクラスターイオン・ビタミンフィルター搭載のインテリジェントエアコンシステムとセカンドシートのリラックスモード付ヘッドレストも装備した。
- 2011年10月3日 - 九州工場が子会社の日産自動車九州に移管。生産は引き続き同社で行われる。
- 2011年10月5日 - オーテックジャパン扱いのカスタムカー「ライダー」に、ボディチューン、チューンドサスペンション、17インチダーク調光輝アルミホイール&高性能タイヤを装備し、スポーティで安定感の高いハンドリングと引き締まったフラットな乗り心地を高次元で融合した「ライダー パフォーマンススペック」とフロントグリル・バンパーグリル・ヘッドランプフィニッシャーにダーククロムを採用し、専用ダークエンブレム（Rider、AUTECH）、キセノンヘッドランプ、両側ワンタッチオートスライドドアを装備した特別仕様車「ライダー ブラックライン」、「ライダー パフォーマンススペック ブラックライン」を発表（同年10月19日販売開始）。
- 2011年12月20日 - 同年9月に発売された「ハイウェイスター Vセレクション」をベースに、フロントプロテクター、専用ダーククロムグリル、LEDフォグランプ、クリアタイプのLED式ハイマウントストップランプを装備した特別仕様車「ハイウェイスター Vエアロセレクション」を発売。本仕様車はオーテックジャパン扱いとなる。
- 2012年1月11日 - 2011年の販売台数が84,359台となり、ミニバン（3列シート車）販売台数がNo.1になった[9]。フルモデルチェンジが行われた2010年はホンダ・ステップワゴンに首位の座を譲ったものの、アイドリングストップ搭載車が全販売台数の約90%を占めるほどの環境性能の高さが評価されたこと、「ハイウェイスター Vセレクション」の追加設定に伴う魅力アップによって販売台数を伸ばし、2年ぶりにミニバン販売台数における首位を奪還した。
- 2012年7月18日 - 8月の公式発表に先駆け、スマートシンプルハイブリッド「S-HYBRID」をセレナの2WD車に導入することを発表[10]。
- 2012年8月1日 - 一部改良。
  - 「20S」を除く2WD車全車に新開発のスマートシンプルハイブリッド「S-HYBRID」を搭載[注釈 2]。この他、ヘッドランプにブルーインナーレンズを追加し、リアコンビネーションランプとハイマウントストップランプにクリアタイプのLEDを採用。併せて、法規対策として全車で2列目・3列目シート中央席にELR3点式シートベルトを標準装備し、タイヤを低燃費タイヤに変更。「ハイウェイスター S-HYBRID」と「ハイウェイスター（4WD車）」には助手席側ワンタッチスライドドアを追加した。また、燃費の改善により4WD車の「20X」・「20G」・「ハイウェイスター」も「平成27年度燃費基準+10%」を達成した。ボディカラーはナチュラルハーブ2コートメタリック、ブレードシルバーメタリック、スチールブルーメタリックの3色を廃止し、クリスタルミストメタリックに加え、「ハイウェイスター」系にはフーガハイブリッドと同じエターナルスノーホワイトチタンメタリック（オプションカラー）を追加した。尚、今回の一部改良では細かなデザイン変更があるS-HYBRID搭載車を含めた全グレードでボディサイズの変更はなく、4WD車や「20S」の2WD車に至っては外観デザインの変更もない。
  - また、オーテックジャパン扱いのカスタムカー「ライダー」は走行時の安定感を高める専用サスペンション（「ライダー パフォーマンススペック（ブラックラインを含む）」は専用チューンドサスペンション）を採用し、2WD車はローダウン化、助手席側ワンタッチパワースライドドアと2列目シートのパーソナルテーブルを標準装備。2WD車は全仕様でベースグレードが「20X S-HYBRID」に変更した。さらに、C26型では初採用となる防水シート（セルクロス/カブロン/パートナー コンビシート）や、バックドアインナーフック、ロングアシストレール等を装備し、汚れを気にせずに使用できる多目的ギアとした特別仕様車「クロスギア」を追加した。
  - さらに、2012年7月までのC26型を対象とした「認定中古車制度」を開始。
- 2012年11月29日 - 特別仕様車「ハイウェイスター エアロモード」を発売。
  - 「ハイウェイスター（S-HYBRID/G S-HYBRID/4WD車）」をベースに、本来はオプション設定となっているキセノンヘッドランプとフロントプロテクターを装備し、専用のダーククロムグリルとグロスブラックの専用パワーウインドウスイッチフィニッシャーを採用した。
- 2013年1月10日 - 2012年の販売台数が前年を上回る96,020台となり、2011年に引き続き2年連続でミニバン（3列シート車）販売台数No.1を獲得[11]。
- 2013年6月26日 - 特別仕様車「ハイウェイスター Vセレクション」及び「ハイウェイスター Vエアロモード」を発売。
  - 「ハイウェイスター（S-HYBRID/4WD車）」をベースに、ベースグレードでは設定がなく、上級グレードの「ハイウェイスターG S-HYBRID」に装備されている両側ワンタッチオートスライドドア（挟み込み防止機構付）とベースグレードではメーカーオプション設定となっているキセノンヘッドランプ（ロービーム、オートレベライザー付）を標準装備しつつ、ベース車の63,000円高に抑えた。
  - 「エアロモード」は、同仕様車の特別装備内容に加え、フロントプロテクター、専用ダーククロムグリル、専用グロスブラックパワーウインドウスイッチフィニッシャーも特別装備した。なお、「ハイウェイスター Vエアロモード」は2012年11月発売の「ハイウェイスター エアロモード」に両側ワンタッチオートスライドドア（挟み込み防止機構付）を追加した仕様であるが、「ハイウェイスター エアロモード」の上級仕様である「ハイウェイスターG S-HYBRID エアロモード」は本仕様車発売後も継続販売された。
- 2013年12月25日 - マイナーチェンジ[12]。
  - 外内装デザインが刷新され、ヘッドランプを2段構えのデザインに変更するとともに、フロントグリルもデザインを変更。「ハイウェイスター」系では16インチアルミホイール、LEDリアコンビネーションランプ、サイドシルプロテクターのデザインも変更した。ボディカラーは大幅な入れ替えを行い、黒系をスーパーブラックからダイヤモンドブラックパール（オプションカラー）に差し替え、「ハイウェイスター」専用色はエターナルスノーホワイトチタンメタリックとオーロラモーヴマルチフレックスカラー（どちらもオプションカラー）を廃止し、替わって、タイガーアイブラウンパールメタリック（オプションカラー）を追加。さらに、プレミアムディープコーラルメタリック（オプションカラー）、ロゼブロンズチタンメタリック（20S/20X/20G専用色）、ブルームーンホワイトパール3コートパール（オプションカラー）を追加し、全9色のラインナップとなった。
  - インテリアも「ハイウェイスター」や「20G」においてデザインが一新されたほか、「ハイウェイスターG S-HYBRID」はメーカーオプションとして「プレミアムハイコントラストインテリア」を設定。さらに、「20X」・「ハイウェイスター」には防水シート、ロングアシストレール、バックドアインナーフックといった機能的なアイテムを備えた「クロスギア パッケージ」も新たに設定された。また、安全装備面においては前方の車両だけでなく歩行者も検知できるエマージェンシーブレーキとLDW（車線逸脱警報）を「20S」を除く全グレードに標準装備するとともに、踏み間違い衝突防止アシスト・ふらつき警報・MOD（移動物検知）機能付アラウンドビューモニターをひとまとめにした「アドバンスドセーフティ パッケージ」を追加した（アラウンドビューモニターは通常、E12型ノートやデイズと同じ自動防眩ルームミラーに映し出されるが、メーカーオプションのNissanConnectナビゲーションを装着した場合はナビ画面に表示される。ディーラーオプションのアラウンドビューモニター対応日産オリジナルナビゲーションを装着した場合はスイッチ操作により、ルームミラー側とナビ側を切り替えて表示することが可能）。その他、全車にフロントウィンドウ トップシェード、シフトインジケーター照明、外気温計、チケットホルダーを追加するとともに、「20G」及び「ハイウェイスター」系にはスーパーUVカット断熱グリーンガラス（フロントドア）を、「20S」を除く全グレードには3列目シート用パーソナルテーブルとステアリングスイッチ夜間照明、アイドリングストップメッセージ表示を追加した（前者は「20S」にもメーカーオプションで装備可能）。2WDのS-HYBRID搭載車は燃費も向上された。
  - オーテックジャパン扱いの「ライダー（パフォーマンススペック、ブラックラインを含む）」もフロント周り、アルミホイール、インテリアの加飾フィニッシャーのデザインが変更された。
- 2014年1月10日 - 2013年の販売台数が96,407台となり、2007〜2009年の時以来となる3年連続ミニバン（3列シート車）販売台数No.1を獲得。さらに、年間単位としては過去最高の販売台数を記録した[13]。
- 2014年4月4日 - 2013年度（2013年4月〜2014年3月）の販売台数が95,716台となった。なお、前述のとおり、ミニバン（3列シート車）販売台数において、年間単位においては2010年に一旦首位の座を明け渡した時があったが、年度単位においては、C25後期型発売以降の2008年度（2008年4月〜2009年3月）から6年連続でミニバン販売台数ナンバーワン獲得となった[14]。
- 2014年5月8日 - オーテックジャパン扱いのカスタムカー「ライダー」シリーズに、特別仕様車「ライダー ブラックラインZZ（ダブルズィー）」を発売[15]。
  - 「ライダー」及び「ライダー ブラックライン」の主要装備に加え、通常はオプション設定となっている専用フロントプロテクターと専用LEDデイタイムランニングライト、LEDフォグランプ（フロントバンパー組み込み）、専用バックドアモールを特別装備し、エクステリアの個性をさらに強めた。なお、高い剛性感としなやかな乗り心地を実現した「ライダー パフォーマンススペック ブラックラインZZ」も設定される。
  - 併せて、「ライダー」は一部仕様向上を行い、「20G」及び「ハイウェイスター」系に標準装備されているスーパーUVカット断熱グリーンガラス（フロントドア）を「ライダー」全車に標準装備された。
- 2014年10月1日 - 特別仕様車「ハイウェイスター Vセレクション+Safety S-HYBRID」・「ハイウェイスター Vセレクション+Safety」を発売。
  - 「ハイウェイスター（S-HYBRID/4WD車）」をベースに、LEDヘッドランプ（ロービーム、オートレベライザー付、プロジェクタータイプ、シグネチャーLEDポジションランプ付）、両側ワンタッチオートスライドドア（挟み込み防止機構付）、アルミホイール（S-HYBRIDは16インチ、4WD車は15インチ）を特別装備しつつ、ベース車の8万円高に抑えた。本仕様車にも「アドバンスドセーフティパッケージ」が設定されるほか、「クロスギアパッケージ」のオプション設定も用意される[16]。
  - 併せて、一部改良を実施。スーパーUVカット断熱グリーンガラスを「20X」系にも標準装備したほか、ボディカラーは「クリスタルミストメタリック」に替わり、「インペリアルアンバーパール（オプションカラー）」を新たに設定した。
- 2014年10月24日 - 特別仕様車「ハイウェイスターG エアロモード S-HYBRID」・「ハイウェイスター Vエアロモード+Safety S-HYBRID」・「ハイウェイスター Vエアロモード+Safety」を発表（11月13日販売開始）[17]。
  - 「ハイウェイスターG S-HYBRID」及び同月1日に発売した特別仕様車「ハイウェイスター Vセレクション+Safety（S-HYBRID/4WD車）」をベースに、フロントプロテクター（透過式LEDイルミネーション組込）、専用ダーククロムグリル、専用グロスブラックパワーウィンドウフィニッシャーを追加装備した。なお、本仕様車にも各グレードに「アドバンスドセーフティパッケージ」が設定される。
- 2015年7月15日 - 特別仕様車「ハイウェイスター Vセレクション+Safety II S-HYBRID」・「ハイウェイスター Vセレクション+Safety II」・「ハイウェイスター Vエアロモード+Safety II S-HYBRID」・「ハイウェイスター Vエアロモード+Safety II」・「20X Vセレクション+Safety S-HYBRID」・「20X Vセレクション+Safety」を発売[18]。
  - 「ハイウェイスター」系の特別仕様車は、2014年10月発売の「ハイウェイスター Vセレクション+Safety S-HYBRID」・「ハイウェイスター Vセレクション+Safety」及び「ハイウェイスター Vエアロモード+Safety S-HYBRID」・「ハイウェイスター Vエアロモード+Safety」より、従来は別設定となっていた「アドバンスドセーフティパッケージ」を標準装備化し、車両本体価格を「アドバンスドセーフティパッケージ」付の従来モデルよりも10,800円値下げした。また、「20X Vセレクション+Safety S-HYBRID」・「20X Vセレクション+Safety」は「20X（S-HYBRID/4WD車）」をベースに、通常は「20G S-HYBRID」・「20G」・「ハイウェイスターG S-HYBRID」に標準装備されている両側ワンタッチオートスライドドア（挟み込み防止機構付）を特別装備しつつ、ベース車の5.4万円高に抑えた。
  - 併せて一部改良を実施、PTC素子ヒーターと前席クイックコンフォートヒーター付シートのセットを「20S」を除くに全車（前述の特別仕様車は「クロスギアパッケージ」を追加した3点のセットオプションも設定可能）に、ディーラーオプションのナビを装着する方に向け、ステアリングスイッチ（オーディオ）、GPSアンテナ、TVアンテナ、TVアンテナ用ハーネスの4点をセット化した「日産オリジナルナビ取付パッケージ」を全車にそれぞれオプション設定した（「日産オリジナルナビ取付パッケージ」を選択した場合、メーカーオプションのステアリングスイッチとの同時装着は不可となる）。ボディカラーは「ハイウェイスター」系専用色のタイガーアイブラウンパールメタリック（オプションカラー）を廃止し、全車で設定できる新色としてシャイニングブルーパールメタリックを追加した。
- 2015年11月25日 - 「20S」を一部改良。
  - これまで非装備だったエマージェンシーブレーキとLDW（車線逸脱警報）を新たに標準装備（メーカーオプションでレス設定も可能）。これにより、エマージェンシーブレーキとLDW（車線逸脱警報）が全車標準装備となった。
  - 併せて、「20S」をベースに「ハイウェイスター」専用エクステリアを採用するとともに、助手席側ワンタッチオートスライドドア、プッシュエンジンスターター&インテリジェントキー、スーパーUVカットガラス（フロントドア）も装備した新グレード「ハイウェイスター Sエディション」を設定した[19]。
  - また、オーテックジャパン扱いの「ライフケアビークル」シリーズの「20S」ベース車にもエマージェンシーブレーキとLDW（車線逸脱警報）を標準装備したほか、「ライダー」には「20S」をベースに「ライダー」専用エクステリア・インテリアに加え、プッシュエンジンスターター&インテリジェントキー、助手席側ワンタッチパワースライドドアなども装備した「ライダー Sエディション」が追加された。
- 2016年7月[20] - 生産終了。在庫対応分のみの販売となる。
- 2016年8月 - 5代目と入れ替わる形で販売終了。

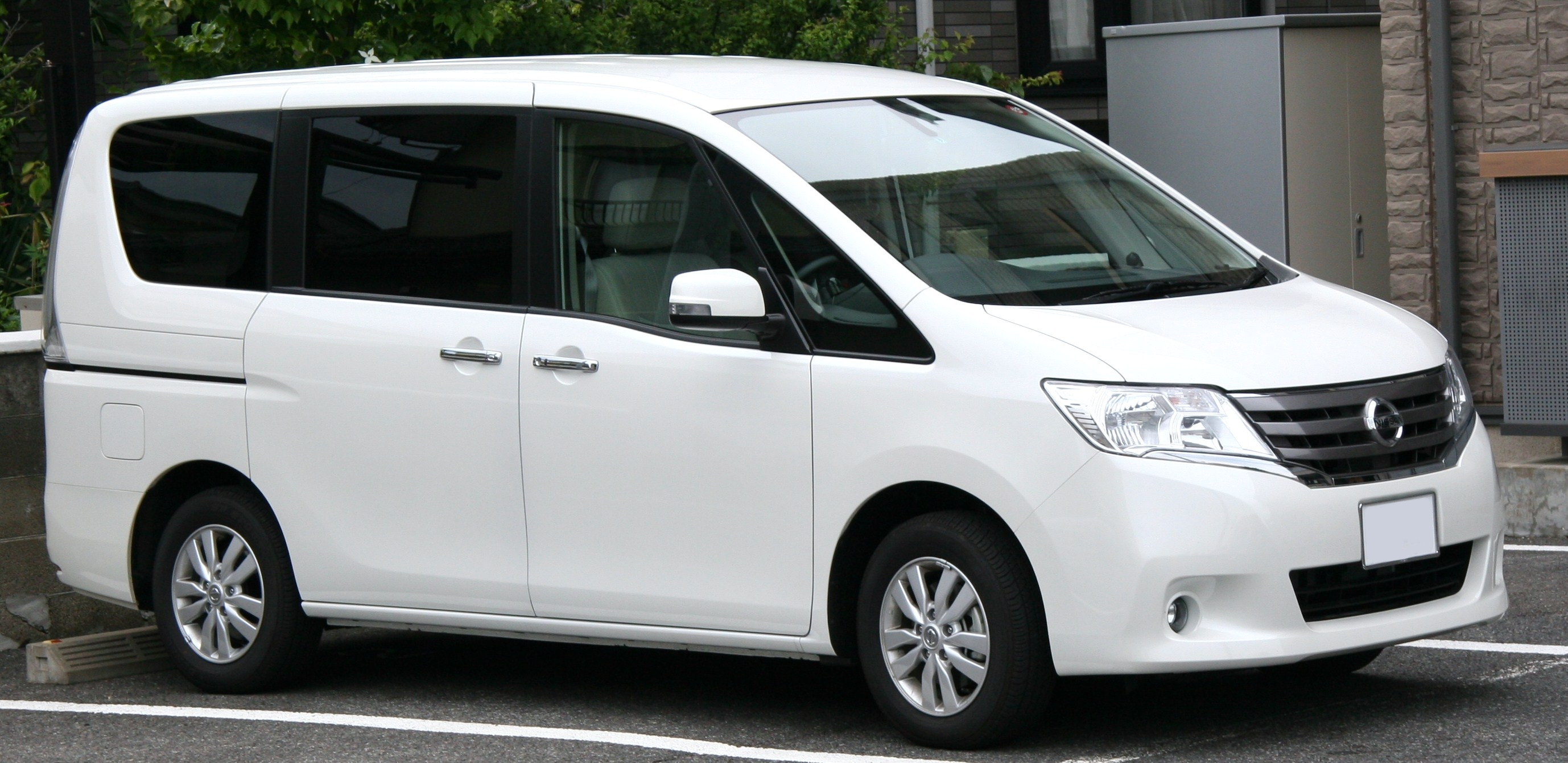
前期型 20G（2010年11月 - 2013年12月）[注釈 3]
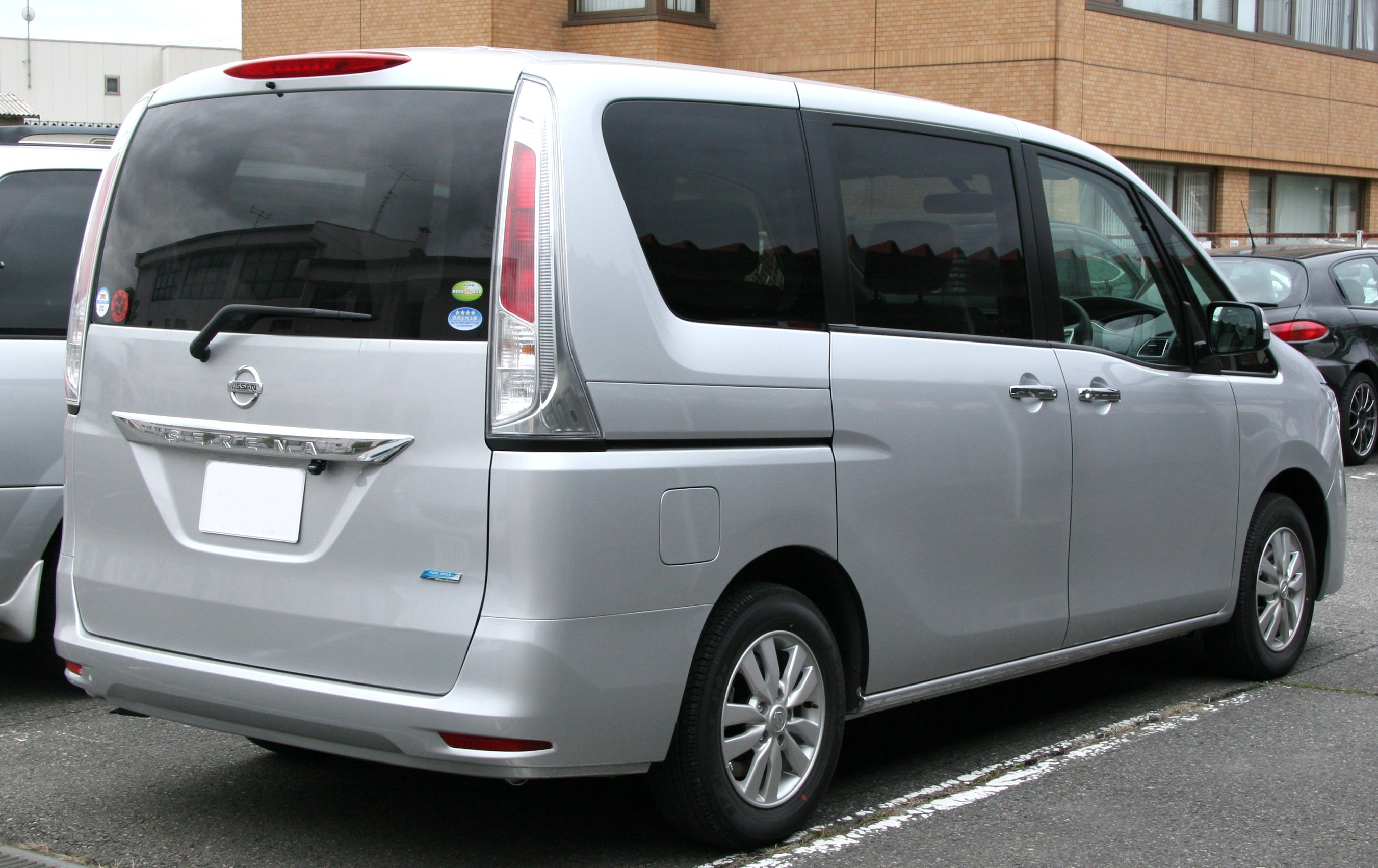
前期型 20G リア
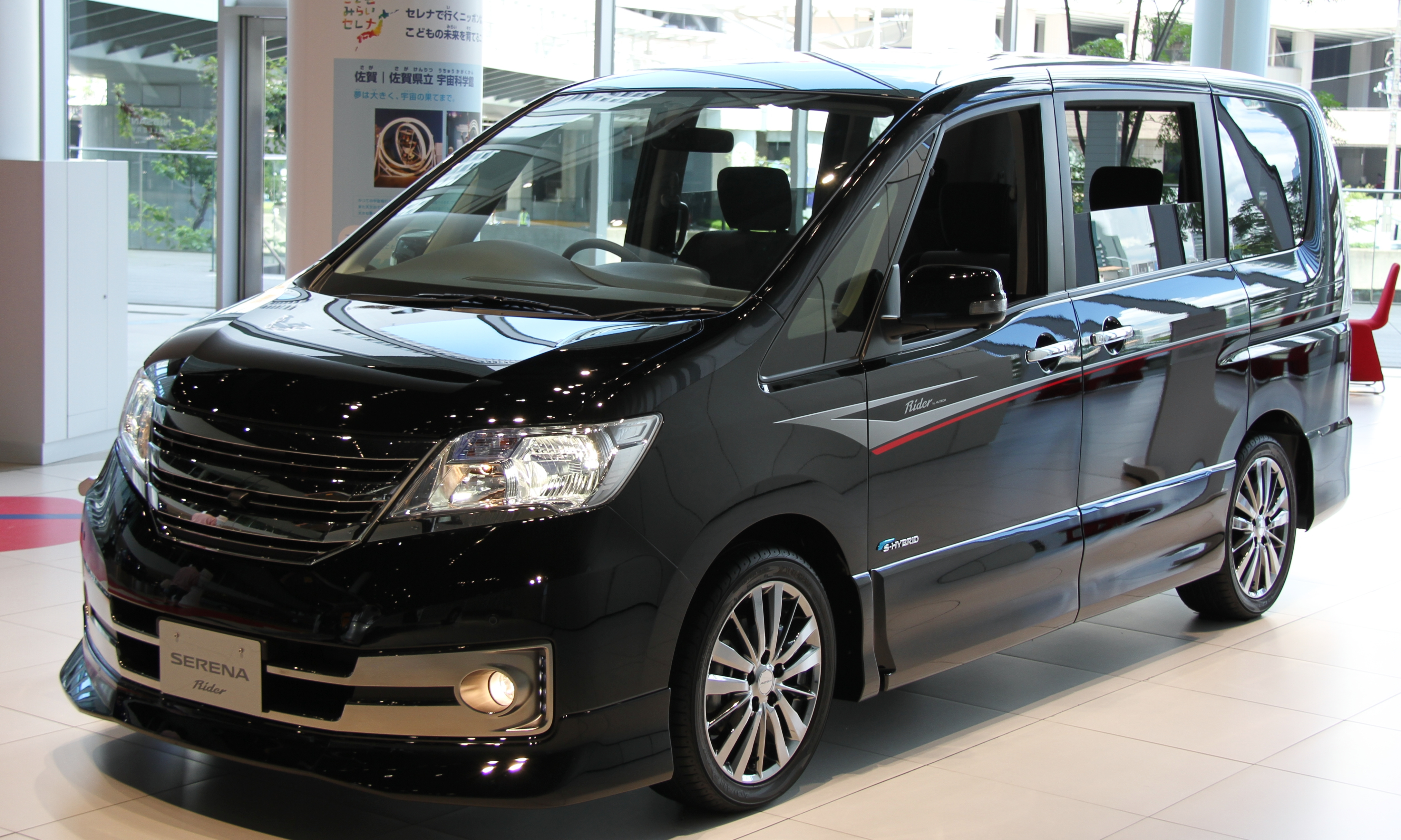
前期型 ライダー パフォーマンススペック ブラックライン S-HYBRID（2012年8月 - 2013年12月）
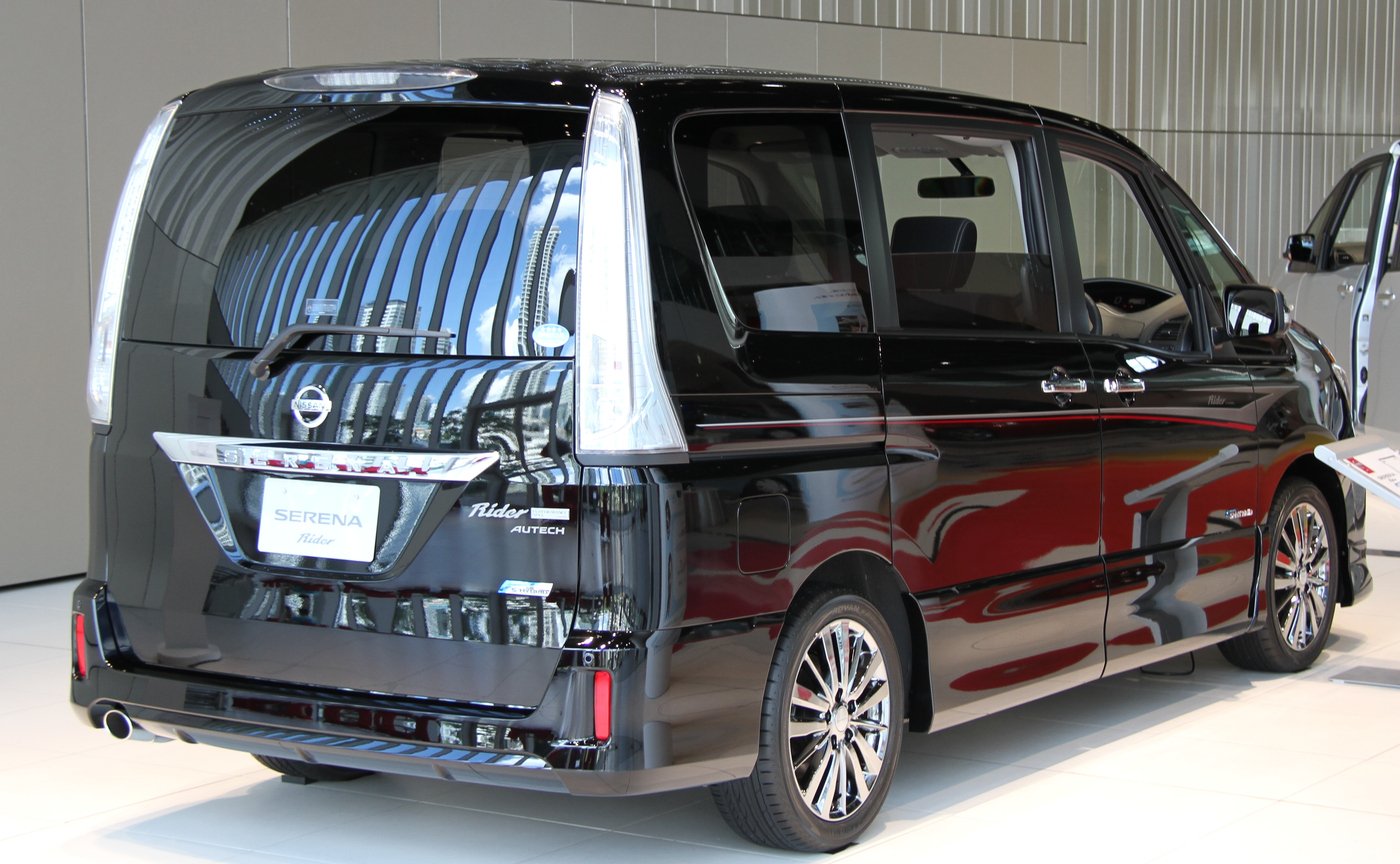
前期型 ライダー パフォーマンススペック ブラックライン S-HYBRID リア
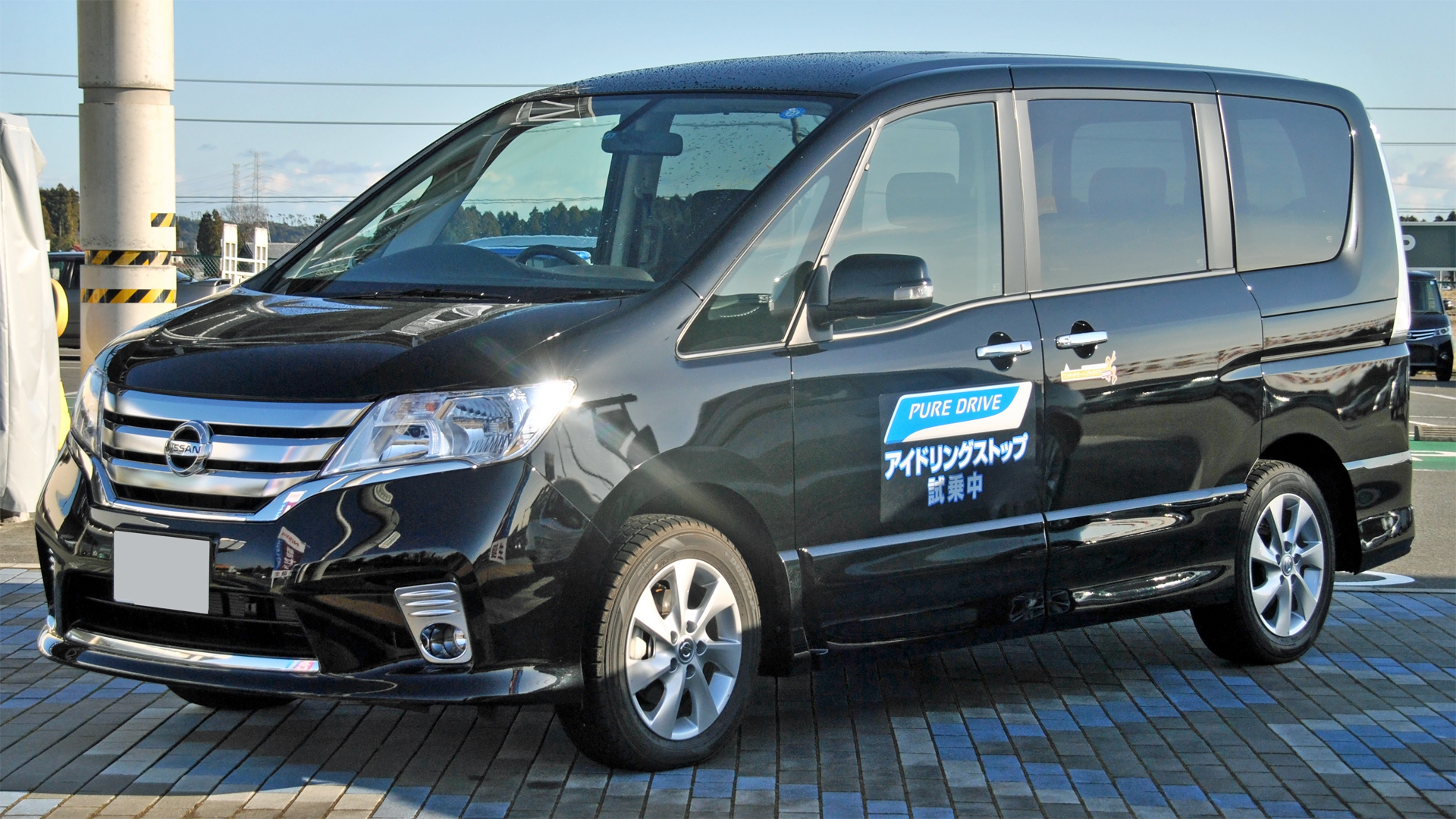
前期型 ハイウェイスター ガソリン2WD車 （2010年11月 - 2012年7月）
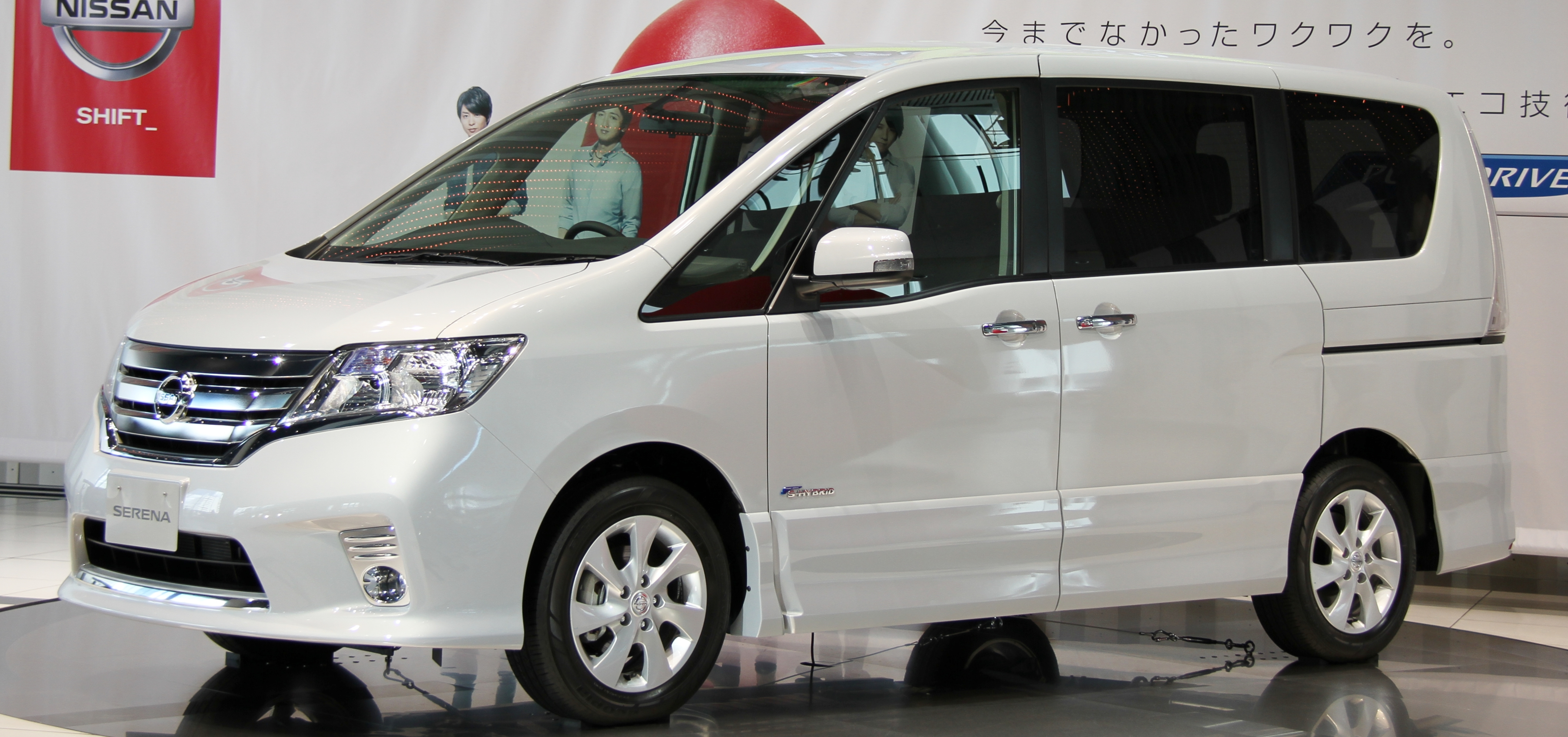
前期型 ハイウェイスターG S-HYBRID（2012年8月 - 2013年12月）
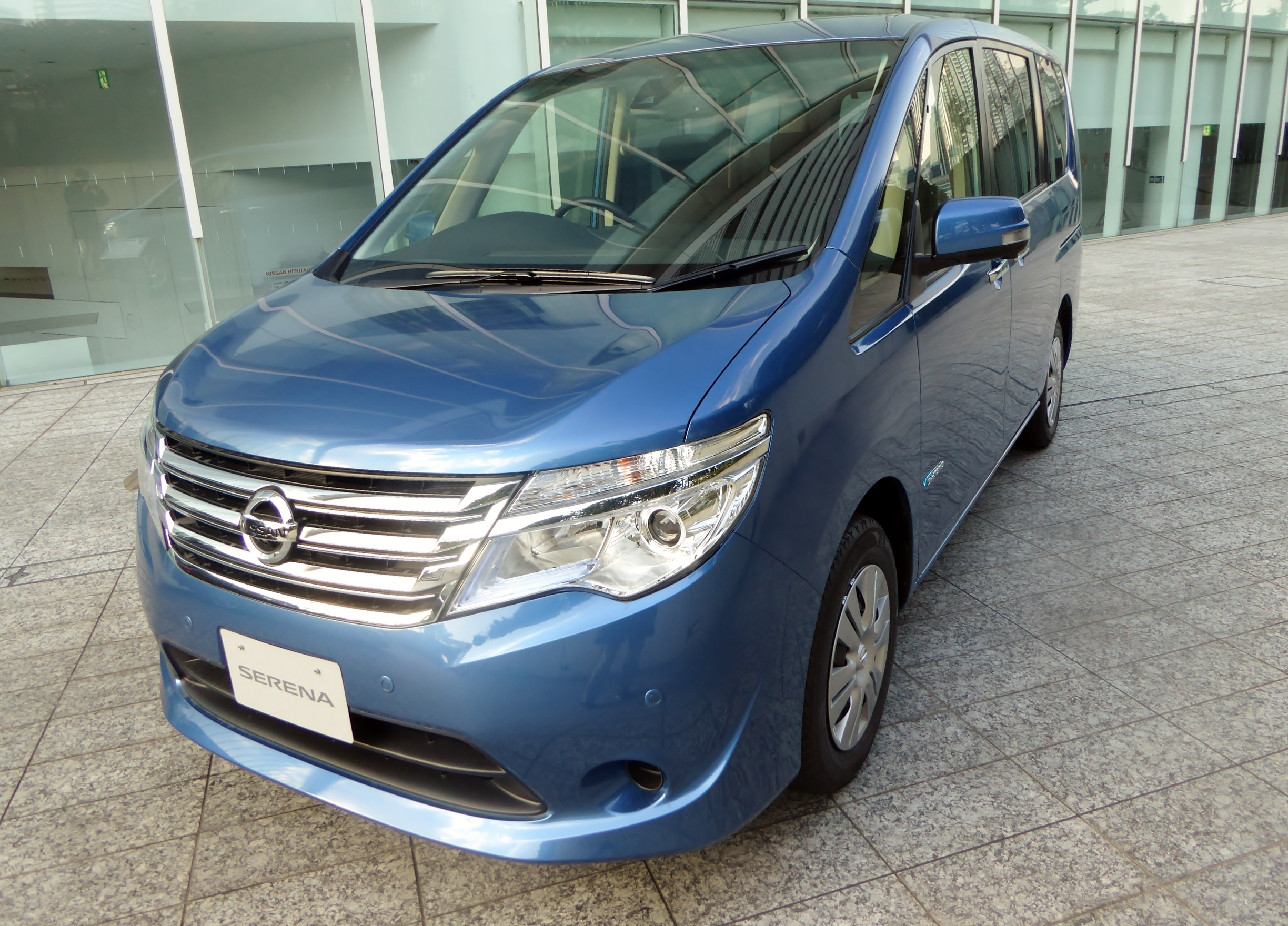
後期型 20X Vセレクション+Safety S-HYBRID（2013年12月 - 2016年8月）
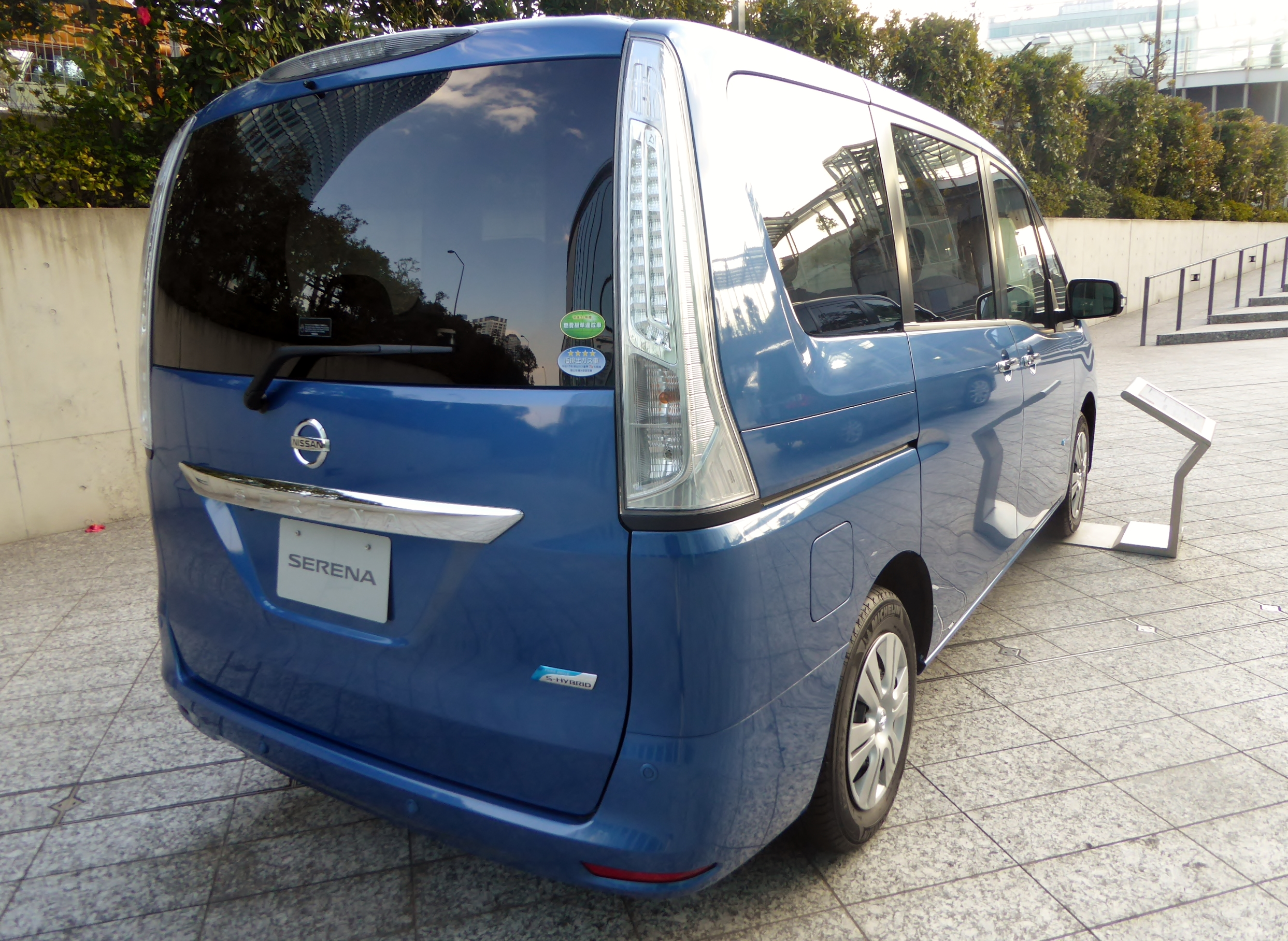
後期型 20X Vセレクション+Safety S-HYBRID リア
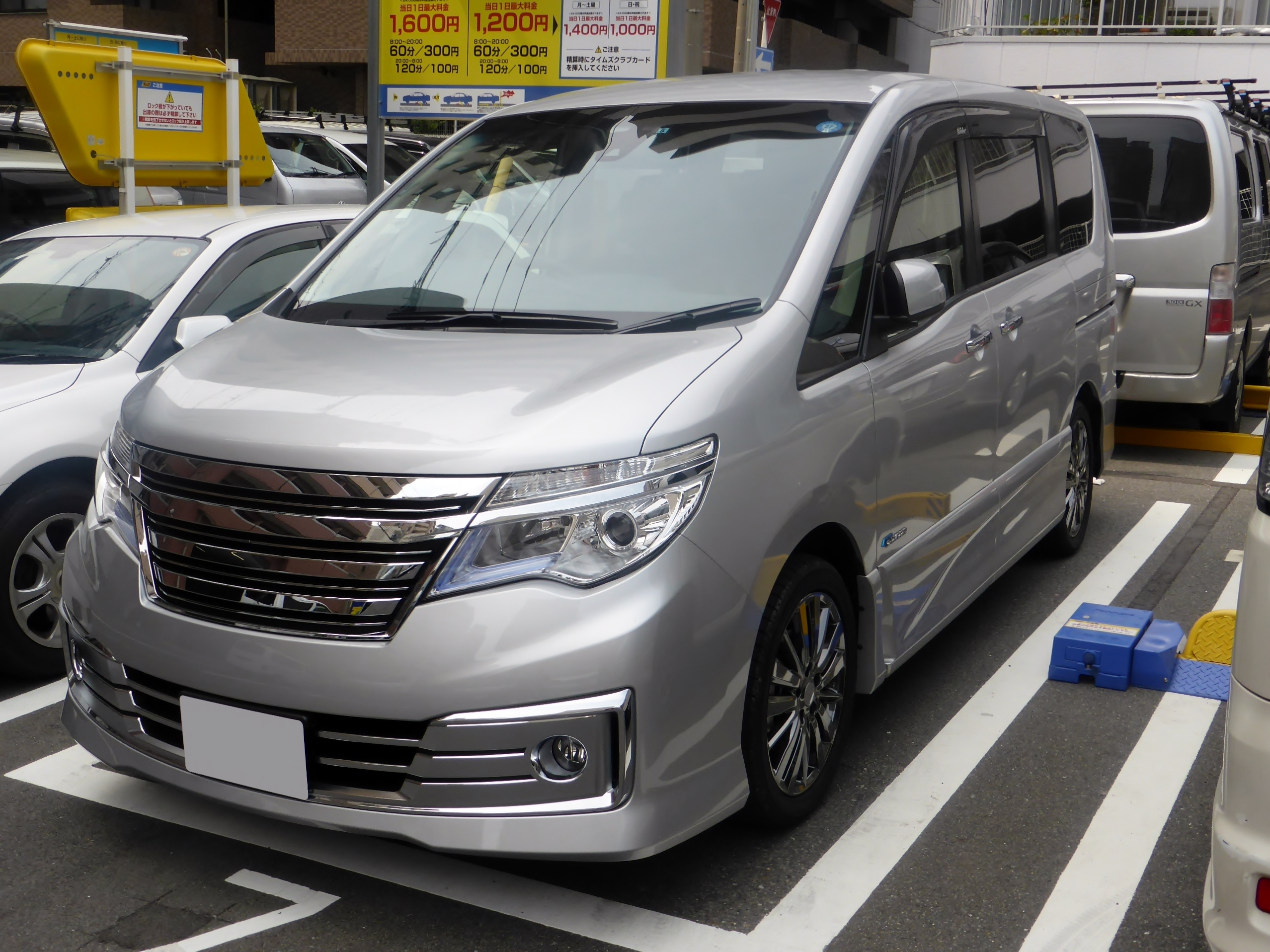
後期型 ライダー S-HYBRID
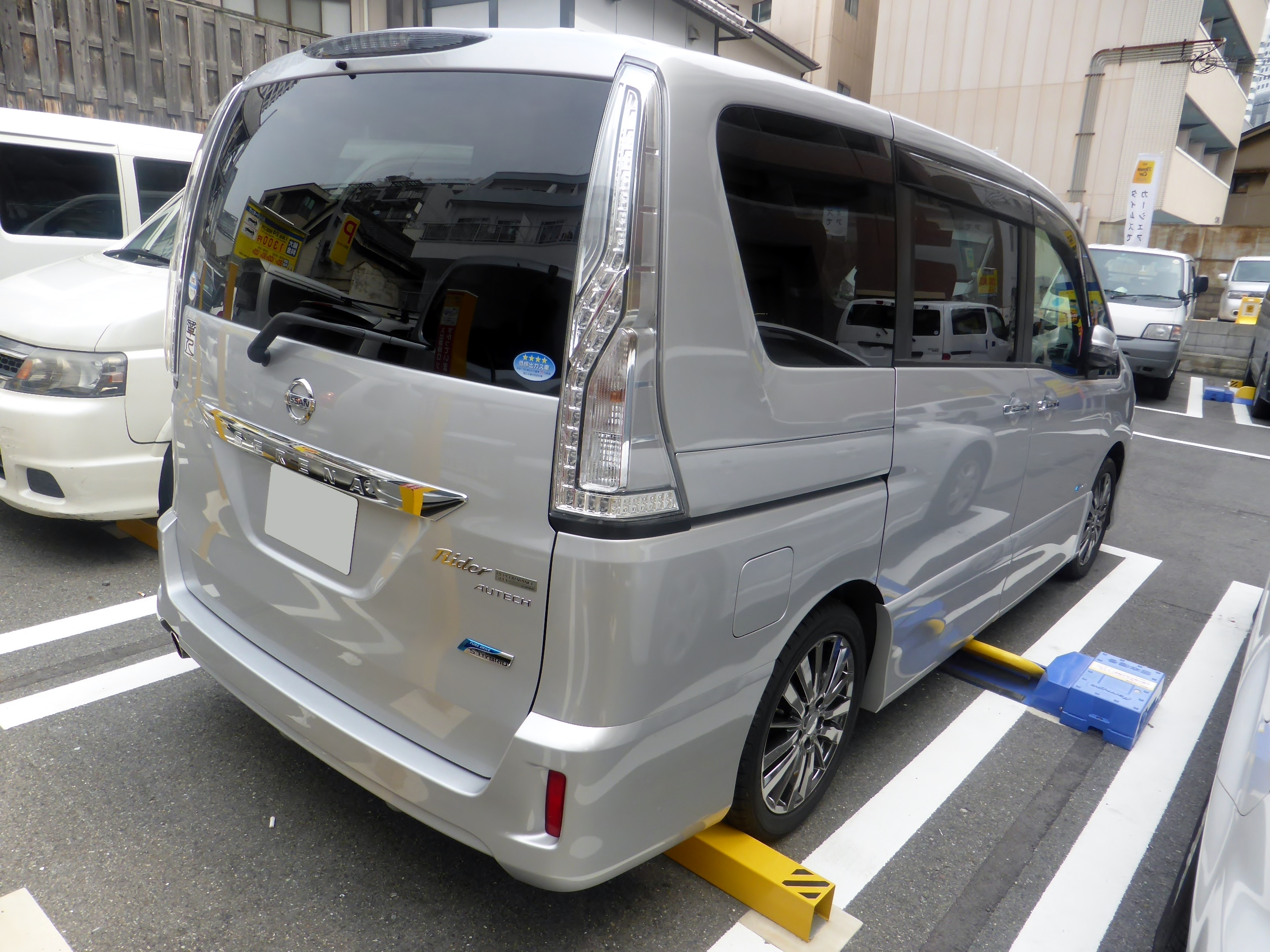
後期型 ライダー S-HYBRID リア
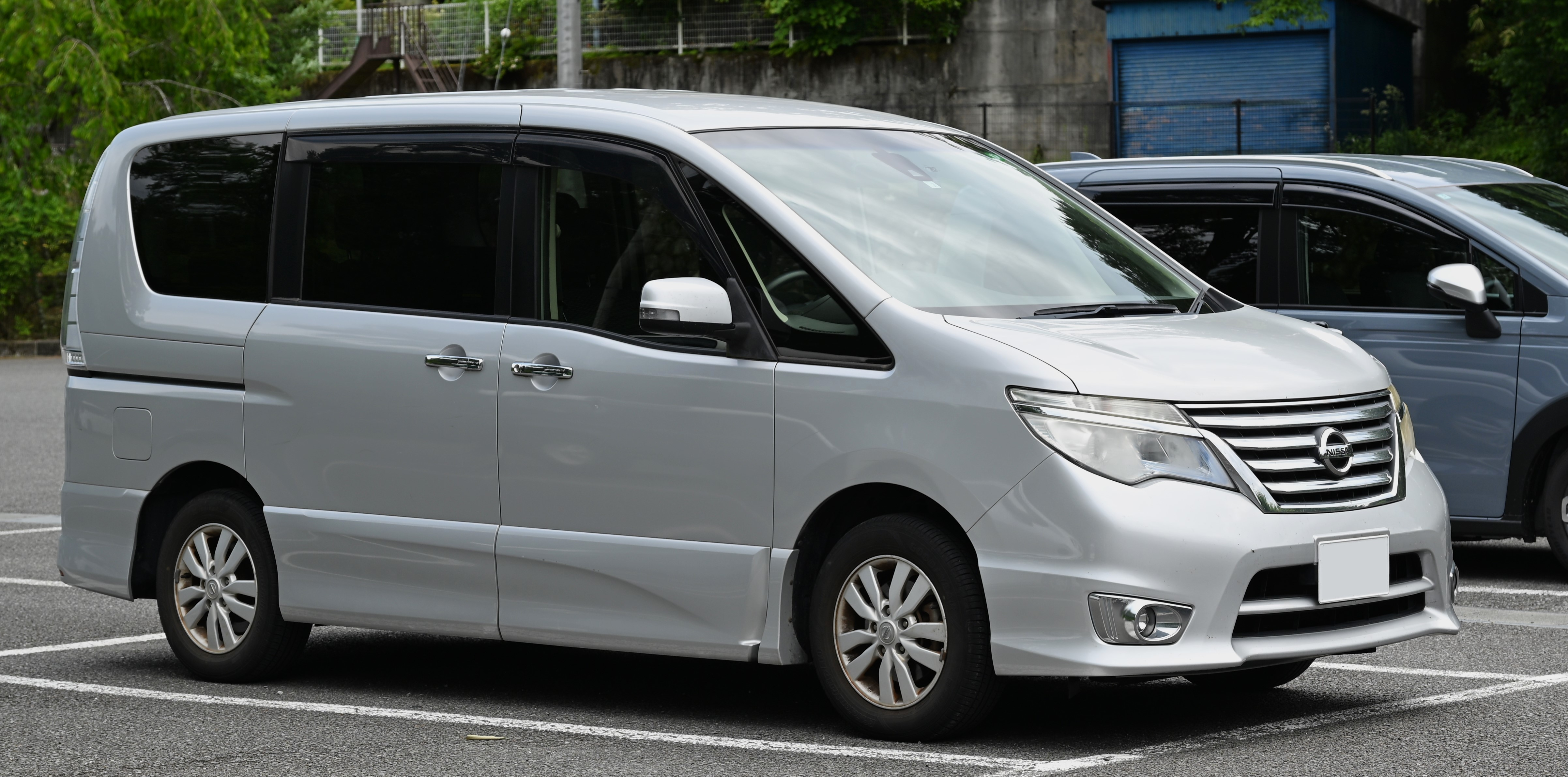
後期型 ハイウェイスター
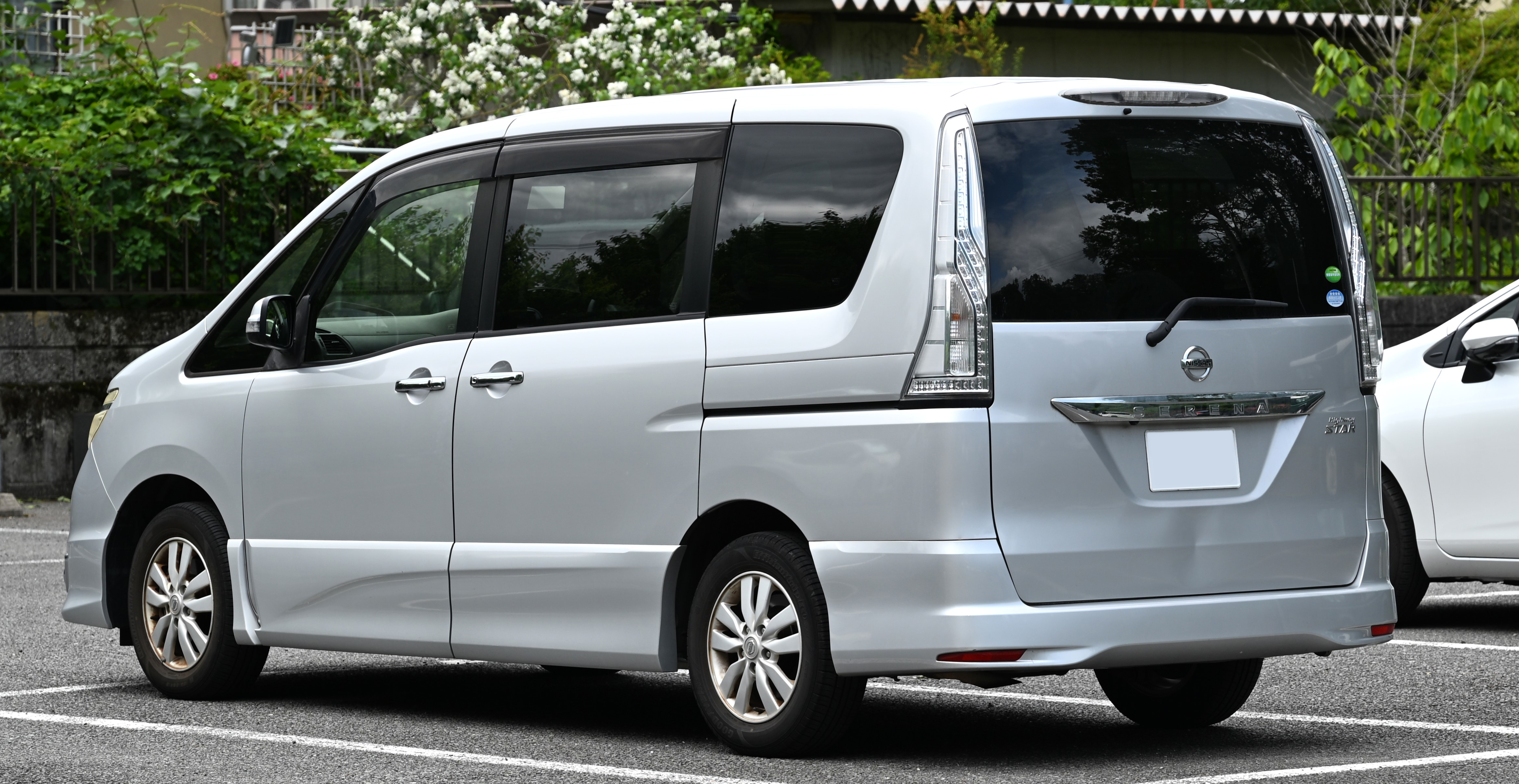
後期型 ハイウェイスター リア
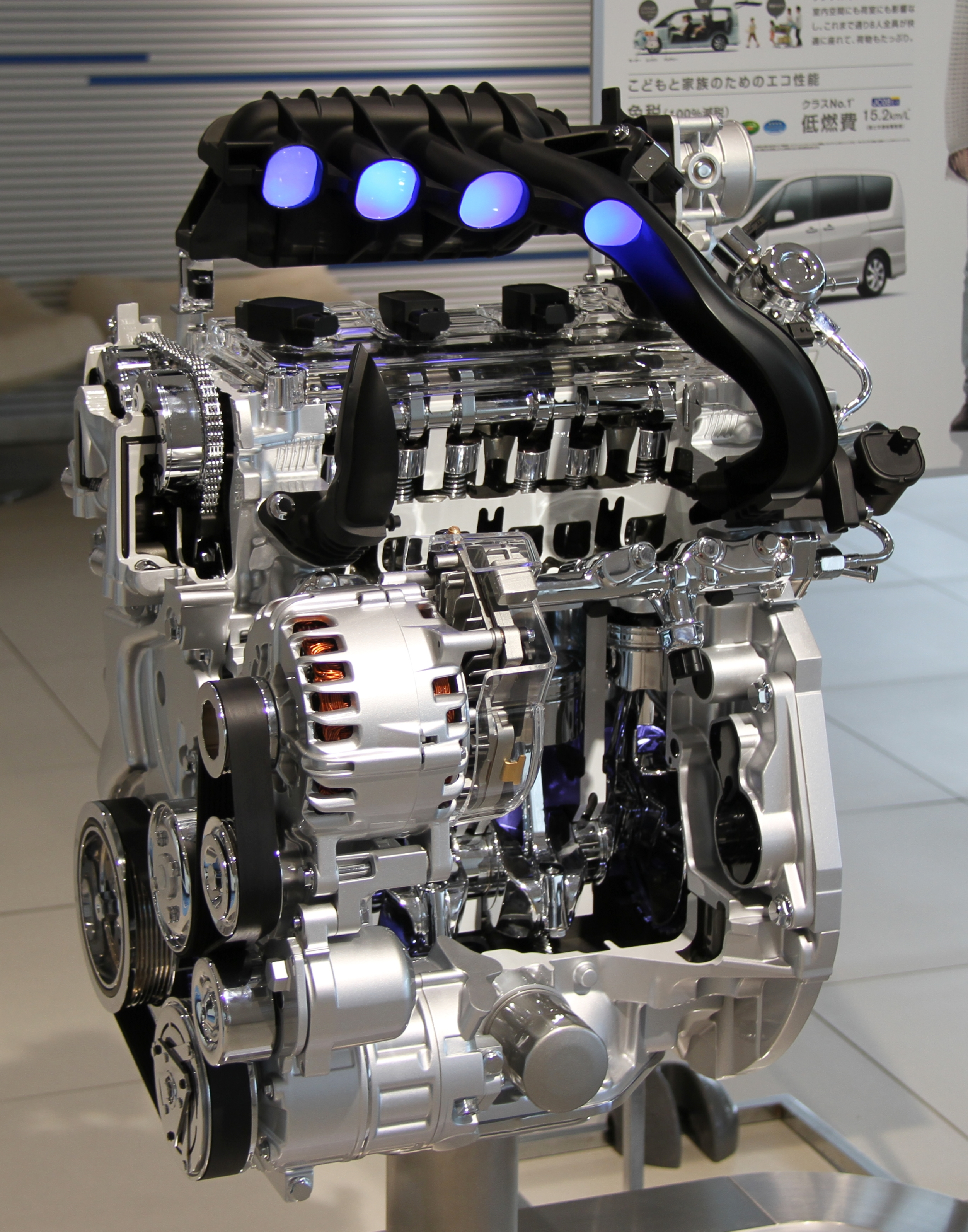
S-HYBRIDシステム
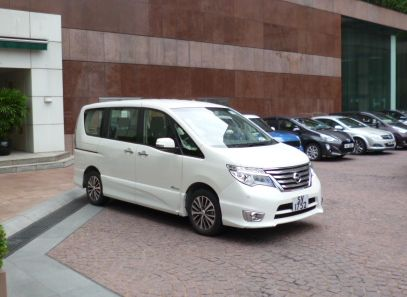
香港仕様　後期型　ハイウェイスター　フロント
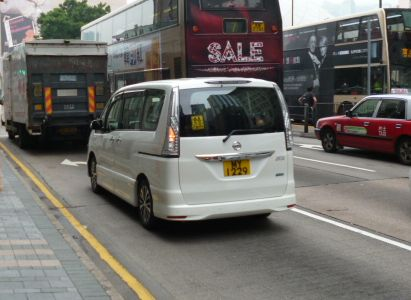
香港仕様　後期型　ハイウェイスター リヤ
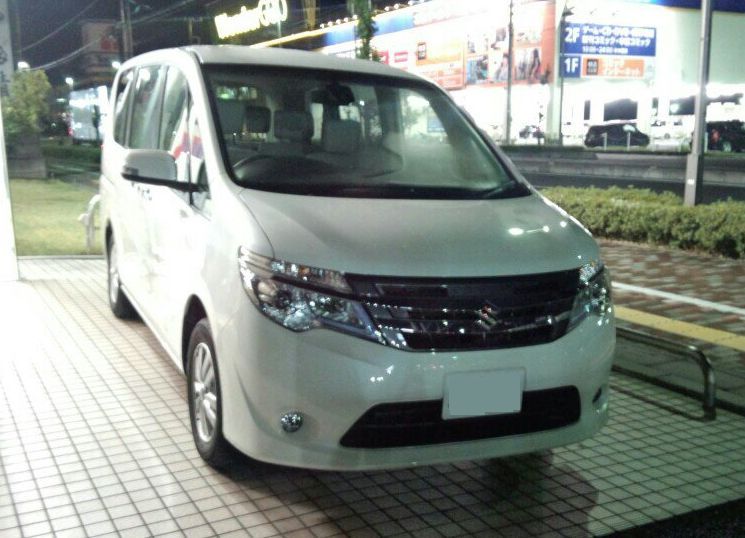
兄弟車のスズキ・ランディ（後期型、2.0G）

## 5代目 C27型（2016年 - 2022年）
外観は新世代のグローバルデザインランゲージを導入。フロントグリルへの新世代の日産のデザインの象徴である「Vモーション」を採用をはじめ、「フローティングルーフ」も採用。3代目から採用されているサイドウィンドー下端線の「シュプールライン」はより伸びやかなデザインとなって継承。ランプシグネチャーはブーメラン型となった。ボディカラーは4代目・後期型から引き続き設定される5色に、新色のアズライトブルーパール、マルーンレッドマルチフレックスパールメタリック（オプションカラー）、カシミアグレージュチタンパールメタリック（オプションカラー）を加えた8色展開とするとともに、2トーンカラー4種もオプション設定（マルーンレッドマルチフレックスパールメタリック/ダイヤモンドブラックパール2トーン以外の色は受注生産対応）した。
内装はインストルメントパネルに「グライディングウィング」デザインを採用。インテリアカラーは一部グレードにオプション設定されている「プレミアムインテリア」を含む5色を設定した。室内長を4代目よりも180mm拡大して3,240mmとし、Aピラーやメーターデザインをスリム化、1列目と2列目のヘッドレストを穴あきタイプとすることで前方や後方の視界を向上した。装備面ではオートスライドドアを改良し、インテリジェントキーを身に着けている状態でスライドドアの下にキック操作するだけでドアが自動開閉する量販車で世界初のハンズフリーオートスライドドアを採用したほか、バックドアはウィンドウ部分のみの開閉も可能なハーフバックドアを備えたデュアルバックドアとなり、給油口は蓋を開けてそのままノズルを差し込む構造で、燃料油キャップを省いたキャップレス給油口を日産車で初めて採用した。
事前発表時に予告されていた「プロパイロット」を新採用、セットオプションの「セーフティパックB」としてメーカーオプション設定した。本システムはMobileye製の画像処理チップとソフトウェアで構成された、高速道路や自動車専用道路での同一車線に対応した運転操作支援システムである。ステアリングにあるプロパイロットスイッチを押し、車速を設定してセットスイッチを押すことでシステムが作動するようになっており、前を走る車や走行車線の白線を認識し、アクセルやブレーキの自動制御によって前の車との車間距離を保つ補助を、ステアリングの自動制御によって走行車線の中央を走行する補助を行う。なお、左折・右折時には白線を認識できないため自動的に解除されるほか、居眠り運転などの対策としてドライバーがステアリングホイールを5秒以上離すと警告音が作動し、10秒以上離すと「プロパイロット」が解除されて手動運転に戻る。その際に、安全装備の一つである「インテリジェントDA（ふらつき警報）」が作動し、マルチディスプレイ上に休憩を促す表示（休憩しませんか?）がされる。操舵制御については、既にSUBARUの「EyeSight（Ver.3）」に備わる「アクティブレーンキープ」によって高速走行（時速65km以上）時には実用化されていたが、時速約60km未満での操舵及び走行時の車間制御を実現したのは日本初、1.5L - 2.0Lクラス・8人乗りミニバンに限っては世界初となった（オートパイロットを搭載するテスラ・モデルSには7人乗り仕様の設定あり）。また、「プロパイロット」搭載車には、渋滞時に停車してもブレーキを保持するオートブレーキホールドも装備されるほか、パーキングブレーキには日産のガソリン車初であると同時に、2Lミニバンクラス初となる電動式が採用され（「プロパイロット」非搭載車は従来通り、フットリリース式）、パーキングブレーキ用スイッチはルノー・タリスマン/ルノーサムスン・SM6と同一品を採用している。「プロパイロット」以外にも、4代目・後期型で採用したスマート・ルームミラー、アラウンドビューモニター、エマージェンシーブレーキ、踏み間違い衝突防止アシスト、LDW（車線逸脱警報）を引き続き採用するほか、3代目エクストレイルで採用された、駐車枠を指定することで自動でステアリング操作を行い、駐車や車庫入れをサポートする「インテリジェントパーキングアシスト」も新たに採用された。
エンジンは4代目同様にMR20DD型が踏襲されるが、S-HYBRID車においてモーターをSM24型に変更したことにより、JC08モード燃費を17.2km/L（「X」と「ハイウェイスター」の2WD車）に向上するとともに、4WD車にもS-HYBRIDを搭載したことで燃費を向上し、4代目では2WD車の一部グレードのみだった平成32年度燃費基準達成車をS-HYBRID車全グレードに拡大した。「S」もJC08モード燃費を15.0km/Lに向上され、「平成27年度燃費基準+10%」を達成した。S-HYBRID車は4代目同様に、左右フロントドアの左下とバックドアの右下に「PURE DRIVE / S-HYBRID」エンブレムが装着される。オートスライドドア装着車はスライドドア開閉時のブザーの音色・パターンが4代目までの歴代セレナ（音色）や2018年3月1日に発売されたe-POWERモデル（音色とパターン）と異なる。
グレード体系は法人向け仕様の「B」、ガソリン車の「S」、S-HYBRID車の「X」・「G」・「ハイウェイスター」・「ハイウェイスターG」が設定される。なお、「S」と「ハイウェイスターG」は2WD車のみの設定となる。

### 年表
- 2016年7月13日 - フルモデルチェンジに先駆け、車両のフロント画像や概要などを初公開[22]。新システム「プロパイロット」を搭載することも併せて発表された[23]。
- 2016年8月24日 - フルモデルチェンジ、同日より販売開始[24]。
  - 併せて、オーテックジャパン扱いのカスタムカー「ライダー」と福祉車両「ライフケアビークル」シリーズもフルモデルチェンジ。「ライダー」は外観にフロントバンパー下部にブルーホールLEDを採用。内装はインストパネルにスエード調の専用表皮を張り込み、シートやステアリングと合わせてブルーステッチをあしらい、メタル調塗装のエクステリアパーツや専用マフラーなどで構成された「ライダーダイナミックエクステリアパッケージ」をオプション設定した。また、オーテックジャパンの創立30周年を記念した特別仕様車「ライダー"AUTECH 30th Anniversary"」も同時に設定（2017年3月までの期間限定販売）。「ライダー」の装備内容に加え、通常はオプション設定の専用LEDフォグランプと「ライダーダイナミックエクステリアパッケージ」を特別装備したほか、専用プレミアムレザーインテリアも特別装備し、セレナでは唯一となる本革シート（ストーンホワイト、ブルーステッチ付）仕様とした。「ライフケアビークル」シリーズは4代目から継続設定される「助手席スライドアップシート」・「セカンドスライドアップシート」・「送迎タイプ」に加え、新たにリモコン操作で昇降する全自動リフターを装備し、車両後部から車いすのまま車内への乗り込みが可能な「チェアキャブ リフタータイプ」を新設。また、4代目では「ライフケアビークル」シリーズで発売されていた「アンシャンテ ステップタイプ」が小さな子供がいる家庭向けモデル「ステップタイプ」となり、「ライフケアビークル」シリーズから独立してラインナップされた。なお、「ハイウェイスター」、「ハイウェイスターG」、「ライダー」、「ライダー"AUTECH 30th Anniversary"」については、2017年3月までの期間限定で、通常はオプション設定のプロパイロット、踏み間違い衝突防止アシスト、LDP（車線逸脱防止支援システム）、フロント&バックソナー、電動パーキングブレーキなどを標準装備した特別仕様車「プロパイロットエディション」も併せて設定される。
- 2016年9月27日 - 発売から約1ヶ月を経過した同年9月26日時点での総受注台数が20,784台となり、月間販売目標（8,000台）の2.5倍に達した[25]。
- 2016年9月29日 - 2016年度グッドデザイン賞を受賞[26]。
- 2016年11月15日 - 2017年次RJCカー・オブ・ザ・イヤーを受賞。同時に、装備の一つである「プロパイロット」が2017年次RJCテクノロジー・オブ・ザ・イヤーを受賞。ミニバンでRJCカー・オブ・ザ・イヤー関連の2つの賞を同時受賞したのは初[27]。
- 2016年11月30日 - 初代モデルの発売から25周年を記念した「25thスペシャルセレクション」を2017年3月末までの期間限定で発売[28]。
  - 「X」・「ハイウェイスター」をベースに、共通でインテリジェントパーキングアシスト、MOD（移動物 検知）機能付アラウンドビューモニター、日産オリジナルナビ取付パッケージ、快適パック（スーパーUVカット断熱グリーンガラス(フロントドア)、パーソナルテーブル(セカンド左右/サード左右)など）を特別装備し、2WD車には4WD車に標準装備されているオートデュアルエアコンと寒冷地仕様を、「X」には両側ワンタッチオートスライドドア、プッシュエンジンスターター、インテリジェントキーを、「ハイウェイスター」にはLEDヘッドランプ、16インチアルミホイール（2WD車のみ）、両側ハンズフリーオートスライドドアをそれぞれ特別装備した「25thスペシャルセレクションA」。「25thスペシャルセレクションA」の特別装備に加え、プロパイロット、スマート・ルームミラー、電動パーキングブレーキ、オートブレーキホールド、LDP（車線逸脱防止支援システム）を追加した「25thスペシャルセレクションB」の2種類が設定される。
  - 併せて、本仕様車限定の特典として、ディーラーオプションに利用可能な5万円分のオプション券が進呈される（オプション券は本仕様車専用パンフレットでの提供となる）。さらに、このオプション券も使用可能な本車種限定のスペシャルオプションセットが用意されており、UV&IRカットフィルムとクリーンフィルタープレミアムのセット、ETC2.0ユニットとリバース連動下向きドアミラー（助手席側）のセット、ミシュラン製スタッドレスタイヤ（195/65R15）4本セットの3種類で、いずれも特別価格で提供される。
- 2016年12月1日 - 香港・マカオ・ブルネイ・イギリス・アイルランド・マレーシア・シンガポール・ニュージーランドでの販売が開始された。
- 2016年12月9日 - 「2016-2017 日本カー・オブ・ザ・イヤー」イノベーション部門賞を受賞[29]。
- 2016年12月13日 - 先々代、先代に引き続き、スズキへ「ランディ」としてOEM供給することを発表。同月20日に販売を開始した。
- 2017年2月6日 - オーテックジャパン扱いの「ライフケアビークル」に、「チェアキャブ スロープタイプ」を追加（2月20日販売開始）[30]。
  - バックドアから車いすのまま車内に乗り込めるように、手動式スロープと車いす固定装置を装備した車いす仕様車で、車いす乗車位置を車両前方に、中央寄りに設定することで運転席に近い位置に乗車可能とし、リクライニングタイプなどの大きなサイズの車いすに対応できるスペースも確保した。また、車いす乗車位置の横にフルフラットリクライニングが可能な1人掛けの専用シートを装備し、3列目シートは格納時に側面の窓をふさがない設計とした。
  - ラインナップは2列目左側に車いす乗車位置を確保し、右側に1人掛けの専用シートを設置した「車いす1名セカンド仕様」、車いす乗車位置を2列目左側に加えて3列目にも確保することで同時に2名乗車可能な「車いす2名仕様」、3列目シートの左右を格納してから車いすを乗車する「車いす1名 サード仕様」、「車いす1名サード仕様」に乗降用手すり、オートステップ、専用形状の2人掛けセカンドシートを追加して福祉施設の送迎に特化した「車いす1名 送迎仕様」をラインナップする。ベース車グレードは「車いす2名仕様」と「車いす1名 サード仕様」は「B」と「X」の2グレード、「車いす1名 送迎仕様」は「B」・「S」・「X」の3グレード、「車いす1名 セカンド仕様」は「X」と「ハイウェイスター」の2グレードが用意される。
- 2017年5月24日 - 3代目・4代目にも設定されていた特別仕様車「Vセレクション」を5代目ベースの新仕様で発売[31]。
  - 「X」・「ハイウェイスター」をベースに、共通装備として、ベースグレードではメーカーセットオプションで用意されているスーパーUVカット断熱グリーンガラス（フロントドア）、パーソナルテーブル（セカンド・サード左右）、カップホルダー12個、USB電源ソケット（セカンド・サード各2個）、セカンドシート 超ロングスライド+横スライド、サードスライドシート、シートバックフック8個、シートバックポケット（運転席・助手席、スマートフォン・タブレット収納付） をひとまとめにした「快適パック」と、ステアリングスイッチ（オーディオ）、6スピーカー、TVアンテナ、GPSアンテナ、リヤビューモニター用プリハーネスをひとまとめにした「日産オリジナルナビ取付パッケージ」を標準装備。さらに、「X Vセレクション」は両側ワンタッチオートスライドドアを、「ハイウェイスター Vセレクション」はLEDヘッドランプ、両側ハンズフリーオートスライドドア、16インチタイヤ&アルミホイール（2WD車のみ）をそれぞれ標準装備した。
  - 併せて、オーテックジャパン扱いの「ステップタイプ」のベースグレードに「X Vセレクション」・「ハイウェイスター Vセレクション」を追加し、「ライダー」にも特別仕様車「Vセレクション」を設定した。「ライダー Vセレクション」は「ライダー」をベースに、LEDヘッドランプ、ハンズフリーオートスライドドア（運転席側）、「日産オリジナルナビ取付パッケージ（「X Vセレクション」とは異なり、ステアリングスイッチ(オーディオ)を除く4点を装備。ステアリングスイッチは後述する「セーフティパックA」に含まれてる仕様が装備されるため）」、「セーフティパックA（SRSカーテンエアバッグシステム&サイドエアバッグシステム（前席）、踏み間違い衝突防止アシスト、インテリジェントパーキングアシスト、進入禁止標識検知、アラウンドビューモニター(MOD機能付)、ふらつき警報、フロント&バックソナー、ヒーター付ドアミラー、ステアリングスイッチ(アドバンスドドライブアシストディスプレイ設定、クルーズコントロール、オーディオ)をひとまとめにしたもので、ベースグレードではメーカーオプション）」、オートデュアルエアコン、専用LEDフォグランプ（ホワイト）、専用テールフィニッシャー&専用マフラーを標準装備し、フロントバンパーにメタル調フィニッシュを追加。また、黒本革シート仕様の「ライダー Vセレクション ブラックレザー」も設定される。
- 2017年5月29日 - 平成28年度自動車アセスメント（JNCAP）において、衝突安全性能評価で最高評価の「ファイブスター賞」を、予防安全性能評価で最高評価の「ASV++（ダブルプラス）」を同時に獲得したことを発表。特に、予防安全性能評価においては、平成28年度から導入された「前方歩行者との衝突に対する被害軽減ブレーキの評価」を含め、全ての予防安全装置の評価で満点となり、JNCAP初の満点となった[32]。
- 2017年7月6日 - 2017年上半期（2017年1月 - 6月）の販売台数が54,344台を記録、ミニバン（3列シート車）において販売台数第1位となった[33]。なお、ミニバンにおける年間上半期の販売台数第1位獲得は、4代目のC26型で獲得した2013年以来4年ぶりとなる。
- 2017年7月 - C26型の終了に伴い、販売を一時中止していた香港市場にてC27型の販売を開始。全グレードがハイウェイスターとなり、「ハイウェイスター」と日本の「ハイウェイスターG」に相当する「ハイウェイスターVIP」の2種を用意する。但し、プロパイロットは非設定。
- 2017年10月24日 - 電動パワートレイン「e-POWER」搭載モデル「セレナ e-POWER」を第45回東京モーターショー2017にて公開することを発表。発売は2018年春が予定されており、同日より特設サイトを開設して順次車両情報を行うことも併せて発表された[34]。
- 2017年11月21日 - 「セレナNISMO」を発表、販売開始[35]。
  - NISMOロードカーの第6弾でかつ初のミニバンモデルである。「ハイウェイスター」をベースに、外観は専用エクステリアパーツを装着、内装はレッドアクセントをあしらったほか、ボディ補強やサスペンションチューニングも施された。ボディカラーはモノトーンは「NISMO」専用色となる新色の「ダークメタルグレーメタリック」を含む3色、2トーン（受注生産）は全色「ダイヤモンドブラックパール」との組み合わせで、「NISMO」専用設定3色を含む4色が設定されている。なお、「NISMO」はオーテックジャパン扱いで、持ち込み登録となる。
- 2017年11月24日 - 日産が新たなカスタムカー「AUTECH」の導入を発表。その第一弾となる「セレナAUTECH」が初披露された[36]。
- 2017年11月29日 - 「第9回マザーズセレクション大賞」を受賞[37][38]。
- 2018年1月12日 - 前述のカスタムカー「AUTECH」を発表（2月1日販売開始）[39]。オーテックジャパン扱いとなる。
  - 「X」をベースに、専用エクステリア・専用インテリアをはじめ、LEDフォグランプ、ブルーステッチが施された専用本革巻3本スポークステアリング、専用アルミロードホイール（2WD車は16インチ、4WD車は15インチ）などを装備。また、C27型セレナで唯一となる本革仕様「専用本革インテリア」をメーカーオプションに設定した。さらに、2WD車のみ、タイヤ・アルミロードホイールを17インチにサイズアップし、ボディ補強とサスペンションチューニングが施され、専用チューニングコンピューター (ECM)、専用テールフィニッシャー&専用マフラーを追加した「AUTECH SPORTS SPEC」も設定される。
  - なお、「ライダー」シリーズは「AUTECH」と入れ替わりで販売終了となった。
  - 併せて、同時に2017年5月発売の特別仕様車「X Vセレクション」と「ハイウェイスター Vセレクション」にはオプションに防水シートを追加設定されることも発表された（2月14日販売開始）。
- 2018年2月28日 - 「セレナ e-POWER」を発表（翌3月1日発売）[40]。
  - 外観は、左右フロントドア下とバックドア右側に「e-POWER」ロゴの専用エンブレムが装着されると同時に、｢HighwaySTAR｣のエンブレムの位置がバックドア左側に移動された。これにあわせて、フロントグリルにブルーアクセントを追加。リアサイドスポイラーが追加されるとともに、ホイールはエアロアルミホイールに、LEDリアコンビネーションランプは専用仕様となる。ボディカラーについては、既存色に加え、「e-POWER」専用色として「ミントホワイトパール3コートパール（特別塗装色）」が設定された。内装はセカンドシートがアームレストを装備したキャプテンシートとしたことで7人乗りとなり、アドバンスドアシストディスプレイはパワーメーター、エネルギーフローメーター、バッテリー残量計を追加。専用装備として電制シフトやフロントセンタートレイ（LED間接照明付）などを追加している。「e-POWER」については、新たに、バッテリー単独での走行を行う「マナーモード」と、バッテリー単独走行時に事前に充電を行う「チャージモード」が追加設定された。グレードは、「e-POWER X」、「e-POWER XV」、「e-POWER ハイウェイスター」、「e-POWER ハイウェイスターV」の4つが用意される。
  - 併せて、オーテックジャパン扱いの「AUTECH」、「ステップタイプ」、「ライフケアビークル」にもe-POWERモデルが追加設定され、「AUTECH」には、「e-POWER ハイウェイスター」をベースにした「e-POWER AUTECH」、「ステップタイプ」には「e-POWER XV」と「e-POWER ハイウェイスターV」を、「ライフケアビークル」には「セカンドスライドアップシート」に「e-POWER XV」と「e-POWER ハイウェイスターV」が、「チェアキャブ スロープタイプ」の「車いす1名サード仕様」に「e-POWER X」と「e-POWER ハイウェイスター」がそれぞれ追加された。
- 2018年7月5日 - 2018年上半期（2018年1月 - 6月）の販売台数が56,095台を記録、ミニバン（3列シート車）において販売台数第1位となった[41]。ミニバンにおける年間上半期の販売台数第1位獲得は、前述した2017年に続き2年連続。
- 2018年9月6日 - 仕様の一部向上を実施。同日発売された[42]。
  - S-HYBRID車とガソリン車にて安全装備の充実化が図られ、後述のe-POWERモデルに標準装備されているハイビームアシストがS-HYBRID車・ガソリン車にも拡大設定されたほか、標識検知機能には最高速度標識検知と一時停止標識検知機能が追加され、「踏み間違い衝突防止アシスト」はe-POWERモデルと同じ前方歩行者検知機能を追加する機能向上がされた。また、2017年5月に発売された「X Vセレクション」・「ハイウェイスター Vセレクション」は安全装備の充実化に伴い、「X VセレクションII」・「ハイウェイスター VセレクションII」に変更された。
  - 併せて、「NISMO」及びオーテックジャパン扱いの「AUTECH」、「ステップタイプ」、「ライフケアビークル」も仕様が一部向上され、ハイビームアシストの標準化や安全装備の充実化が図られ、「AUTECH」はボディカラーに専用色となる「カスピアンブルーメタリック（特別塗装色）」が設定された（ボディカラーの追加設定に関しては「e-POWER AUTECH」にも適応される）。
  - なお、S-HYBRID車は左右フロントドアの左下とバックドアに装着の「S-HYBRID」専用エンブレムがT32・2017年6月改良型エクストレイルに準じた新デザインに変更され、バックドアは「S-HYBRID」エンブレムの位置が右下から左下に、「ハイウェイスター」と「ハイウェイスターG」に装着の「HighwaySTAR」エンブレムの位置が右側からe-POWERモデルの「e-POWER ハイウェイスター」・「e-POWER ハイウェイスターV」と同じ左側にそれぞれ移動された。
- 2019年1月10日 - 2018年暦年（2018年1月 - 12月）の日本国内での販売台数が99,865台を記録、ミニバンセグメント（定員6名以上の国産車）において第1位を獲得[43]。同セグメントにおける暦年の年間販売台数第1位獲得は4代目のC26型が獲得した2013年以来5年ぶりとなり、当時の最高記録だった販売台数をさらに上回る記録となった。
- 2019年1月11日 - オーテックジャパン扱いの「e-POWER AUTECH Safety Package」に「プレミアムパーソナライゼーションプログラム」が追加設定された[44]。本プログラムを適応した場合、全席本革シートとなり、シートカラーがストーンホワイト、タン、ブラックの3色から選択できる。ただし、通常は装備されるSRSサイドエアバッグが非装着となる。また、オーテックジャパンの職人による手作業で仕立てるため、完全受注生産となる。
- 2019年4月4日 - 2018年度（2018年4月 - 2019年3月）の日本国内での販売台数が100,017台を記録し、ミニバンセグメント（定員6名以上の国産車）において第1位を獲得したことが発表された。同セグメントにおける年度の年間販売台数第1位獲得は4代目のC26型が獲得した2013年度以来5年ぶりとなり、セレナでは初となる年度における年間販売台数10万台越えとなった[45]。
- 2019年8月1日 - マイナーチェンジ[46]。
  - 外観デザインが一新され、特に「ハイウェイスター」は「ダブルVモーショングリル」にクロームのグリルパターンが配され、LEDリアコンビネーションランプを専用設計に変更。e-POWERは16インチアルミホイールが新たに設定された（「e-POWER ハイウェイスターG」は標準装備、「e-POWER XV」・「e-POWER G」・「e-POWER ハイウェイスターV」はメーカーオプション設定）。ボディカラーはモノトーンにおいて「シャイニングブルーパール」とe-POWER専用色の「ミントホワイトパール3コートパール（特別塗装色）」を廃止する替わりに、新色の「サンライズオレンジマルチフレックスパールメタリック（特別塗装色）」と「ダークメタルグレーメタリック」が追加。2トーンにも新色2色が追加されるとともに、全色が「ダイヤモンドブラックパール」との組み合わせに統一され、「マルーンレッドマルチフレックスパールメタリック/ダイヤモンドブラックパール 2トーン」は標準タイプのセレナにも設定された。
  - 安全装備においては、ハイビームアシストの進化版として、搭載されているフロントカメラで前方の状況を検知し、対向車や先行車の有無に応じて両側に12個ずつ配置されたLEDの照射パターンを変化することにより対向車がいる状態でもハイビームの維持が可能な日産車初の「アダプティブLEDヘッドライトシステム[注釈 9]」となり、走行中に隣接レーンの後側方の接近車両との接触回避を支援する「インテリジェント BSI（後側方衝突防止支援システム）」や「BSW（後側方車両検知警報）」、後退時、後方を横切ろうとする車両を検知して注意喚起する「RCTA（後退時車両検知警報）」が全車に標準装備され、「プロパイロット」は下り坂での設定速度保持やブレーキ操作が可能となり、ワイパー作動時の機能向上を図る改良が施された。また、従来はオプション設定だった「踏み間違い衝突防止アシスト」は全車標準装備となった。
  - グレード体系が拡充され、S-HYBRID車には「XV」と「ハイウェイスターV」、e-POWERモデルには「e-POWER G」と「e-POWER ハイウェイスターG」がそれぞれ追加された。
  - 併せて、オーテックジャパン扱いの「ステップタイプ」と福祉車両「ライフケアビークル」シリーズも同時にマイナーチェンジされた。「ステップタイプ」と「ライフケアビークル」シリーズはベース車に準じたデザイン変更や安全装備の拡充を行うとともに、「ライフケアビークル」シリーズの「チェアキャブ スロープタイプ」に関しては、「車いす1名セカンド仕様」と「車いす1名サード仕様（「B」・「X」のみ）」において、セカンドシートの形状変更により乗員定員を1名増やした。また、「AUTECH」もマイナーチェンジされること、2019年秋発売予定であるとアナウンスされた。
- 2019年10月17日 - 「AUTECH」がマイナーチェンジ（11月15日発売）[47]。
  - 同年8月のマイナーチェンジ時に予告されていたもの。ベース車同様、安全装備が拡充されたことに加え、外観はフロントグリルのドットパターンがより強調され、ブルーに輝く専用シグネチャーLEDを採用。16インチアルミロードホイールのデザインが変更され、e-POWER車にも設定された。内装はシート地にレザレットが採用されたほか、シートやハンドルなどにブルーが配され、ピラーや天井色はブラックに変更された。ボディカラーはモノトーンを「ブリリアントホワイトパール3コートパール（特別塗装色）」、「ダイヤモンドブラックパール（特別塗装色）」、新色の「ダークメタルグレーメタリック」、「AUTECH」専用色の「カスピアンブルーメタリック（特別塗装色）」の4色に絞られた一方、2トーンは「マルーンレッドマルチフレックスパールメタリック・ダイヤモンドブラックパール 2トーン」と「AUTECH」専用色の「カスピアンブルーメタリック・ダイヤモンドブラックパール 2トーン」が追加され、3色となった。
- 2020年1月10日 - 2019年暦年（2019年1月 - 12月）の日本国内での販売台数が92,956台を記録し、ミニバンセグメントにおいて2年連続で第1位を獲得[48]。
- 2020年2月10日 - オーテックジャパンより車中泊仕様の「マルチベッド」が発売[49]。1月10日から12日に開催された東京オートサロンにてコンセプトカーの先行展示が行われた[50]。
  - キャンプ等のレジャーや、災害発生時の一時避難場所（特に2016年熊本地震で問題となった車中泊避難における静脈血栓塞栓症（エコノミークラス症候群）に起因する災害関連死の対策）としての利用等、需要が伸びている車中泊に対応したモデルである。「XV」・「ハイウェイスターV」・「e-POWER XV」・「e-POWER ハイウェイスターV」をベースに、2列シート（S-HYBRIDモデルは5人乗り、e-POWERモデルは4人乗り）とする代わりに収納式ベッドシステムを備えた仕様で、通常はオプション設定の防水シートを標準装備するとともに、ベッドボードはシートと同じ防水性のある素材を採用。そのほか、サイドマルチパイプラックや釣り道具・サーフボードを積載するためのアイテムをオプション設定する。
- 2020年8月17日 - 一部仕様向上[51]。
  - インテリジェントFCW（前方衝突予測警報）を全車に標準装備したほか、従来はオプション設定だったプロパイロットを「ハイウェイスターV」・「ハイウェイスターG」・「e-POWER ハイウェイスターV」・「e-POWER ハイウェイスターG」に標準装備化。インテリジェント ルームミラーのオプション設定を「XV」・「ハイウェイスターV」・「e-POWER XV」・「e-POWER ハイウェイスターV」にも拡大。USB電源ソケットを1.0Aから2.4Aに変更した。グレード体系が整理され、ガソリンモデル（「B」・「S」）が廃止された。
  - オーテックジャパン扱いの「AUTECH」、「ステップタイプ」、「ライフケアビークル」シリーズ、「マルチベッド」も一部仕様向上。ベース車に準じた仕様向上を行うとともに、「AUTECH SPORTS SPEC」はe-POWERモデルの「e-POWER AUTECH SPORTS SPEC」を追加。専用ボディ補強・専用サスペンション・専用チューニングコンピューター・専用車速感応式パワーステアリング・専用VDCをe-POWERモデルの特性に合わせたチューニングが施された。「ライフケアビークル」シリーズはベース車グレードが拡充され、「XV」を「チェアキャブ スロープタイプ（車いす1名セカンド仕様・車いす1名サード仕様・車いす2名仕様に設定）」と「チェアキャブ リフタータイプ」に、「e-POWER XV」を「チェアキャブ スロープタイプ 車いす1名 サード仕様」にそれぞれ追加し、「チェアキャブ スロープタイプ 車いす1名 セカンド仕様」に設定の「ハイウェイスター」を「ハイウェイスターV」に、「チェアキャブ スロープタイプ 車いす1名 サード仕様」に設定の「e-POWER ハイウェイスター」を「e-POWER ハイウェイスターV」にそれぞれ入れ替えた。
  - なお、WLTCモードによる燃料消費率並びに排出ガスに対応（S-HYBRIDモデルの2WD車[注釈 10]とe-POWERモデルはJC08モードも併記）し、e-POWERモデルは「平成30年排出ガス基準75%低減レベル（☆☆☆☆☆）」認定、S-HYBRIDモデルは「同50%低減レベル（☆☆☆☆）」認定をそれぞれ取得した。なお、「XV」・「G」・「ハイウェイスター」・「ハイウェイスターV」の4WD車と「X」は燃料消費率のWLTCモードへの移行に伴い、「XV」・「G」・「ハイウェイスターV」の4WD車は「平成27年度燃費基準+5%」達成、「X」の2WD車は平成27年度燃費基準達成[注釈 11]、「X」と「ハイウェイスター」の4WD車は平成27年度燃費基準未達成（燃費基準達成ステッカーなし）となった。
- 2020年12月17日 - 特別仕様車「アーバンクロム」を発表（2021年1月14日発売）[52]。
  - 「ハイウェイスターV」の2WD車及び「e-POWER ハイウェイスターV」をベースに、フロントグリルに漆黒メッキ、サイドターンランプ付電動格納式リモコンドアミラー（キーロック連動格納機能付）にブラックをそれぞれ採用するとともに、スモーククリア塗装を施した専用16インチアルミホイールを装備した。ボディカラーはブリリアントホワイトパール3コートパール（特別塗装色）、ダイヤモンドブラックパール（特別塗装色）、ダークメタルグレーメタリック、マルーンレッドマルチフレックスパールメタリック（特別塗装色）の4色が設定されており、ブリリアントホワイトパール3コートパールとマルーンレッドマルチフレックスパールメタリックにはダイヤモンドブラックパールとの2トーン（特別塗装色）も設定される。
- 2021年11月24日 - 特別仕様車「XV エアロ」が発売された[53]。
  - 「XV」・「e-POWER XV」をベースに、外観はハロゲンフォグランプを組み込んだ専用フロントバンパー、サイドシルプロテクター、リアエアロバンパー、LEDリアコンビネーションランプを特別装備したほか、「XV エアロ」にはアルミホイール（2WD車は16インチ、4WD車は15インチ）も特別装備された。内装色はブラックに統一するとともに、シート全席に抗菌加工が施された。
  - また、オーテックジャパン扱いの車中泊仕様車「マルチベッド」のベースグレードに「XV エアロ」が追加された。
  - なお、「XV エアロ」の発売に伴って仕様変更も行われ、カタロググレードが「X」・「XV」・「ハイウェイスターV」・「e-POWER XV」・「e-POWER ハイウェイスターV」・「e-POWER ハイウェイスターG」の6グレードに整理された。
- 2022年7月28日 - スズキ・ランディのフルモデルチェンジに伴うOEM供給先変更（ベース車をトヨタ・ノアに変更）に伴い、スズキへのOEM供給を終了。

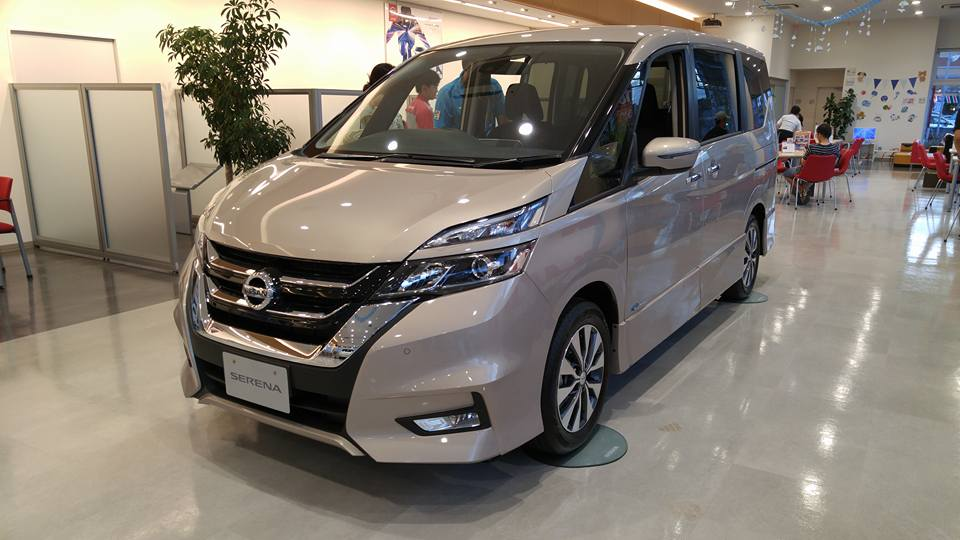
2016年7月販売型 ハイウェイスターG プロパイロットエディション
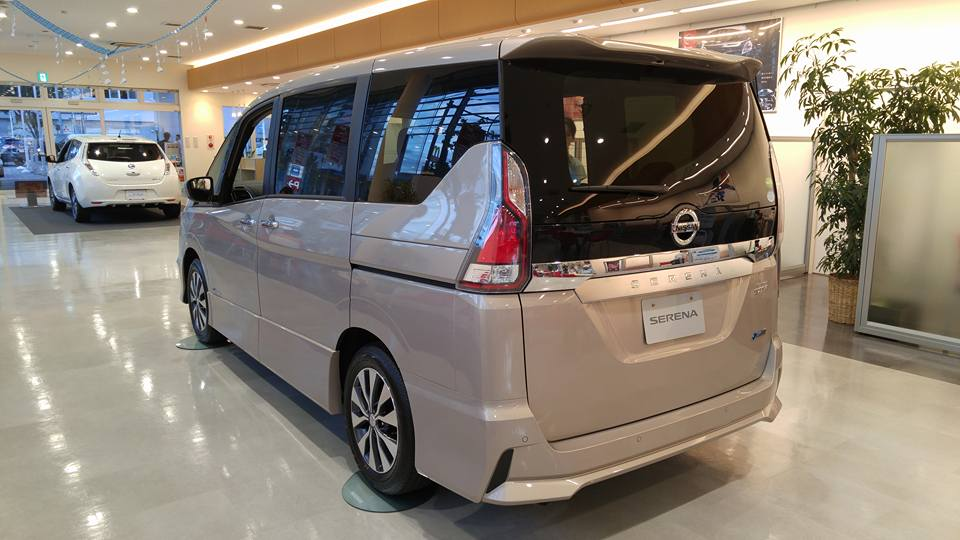
2016年7月販売型 ハイウェイスターG プロパイロットエディション サイド/リア
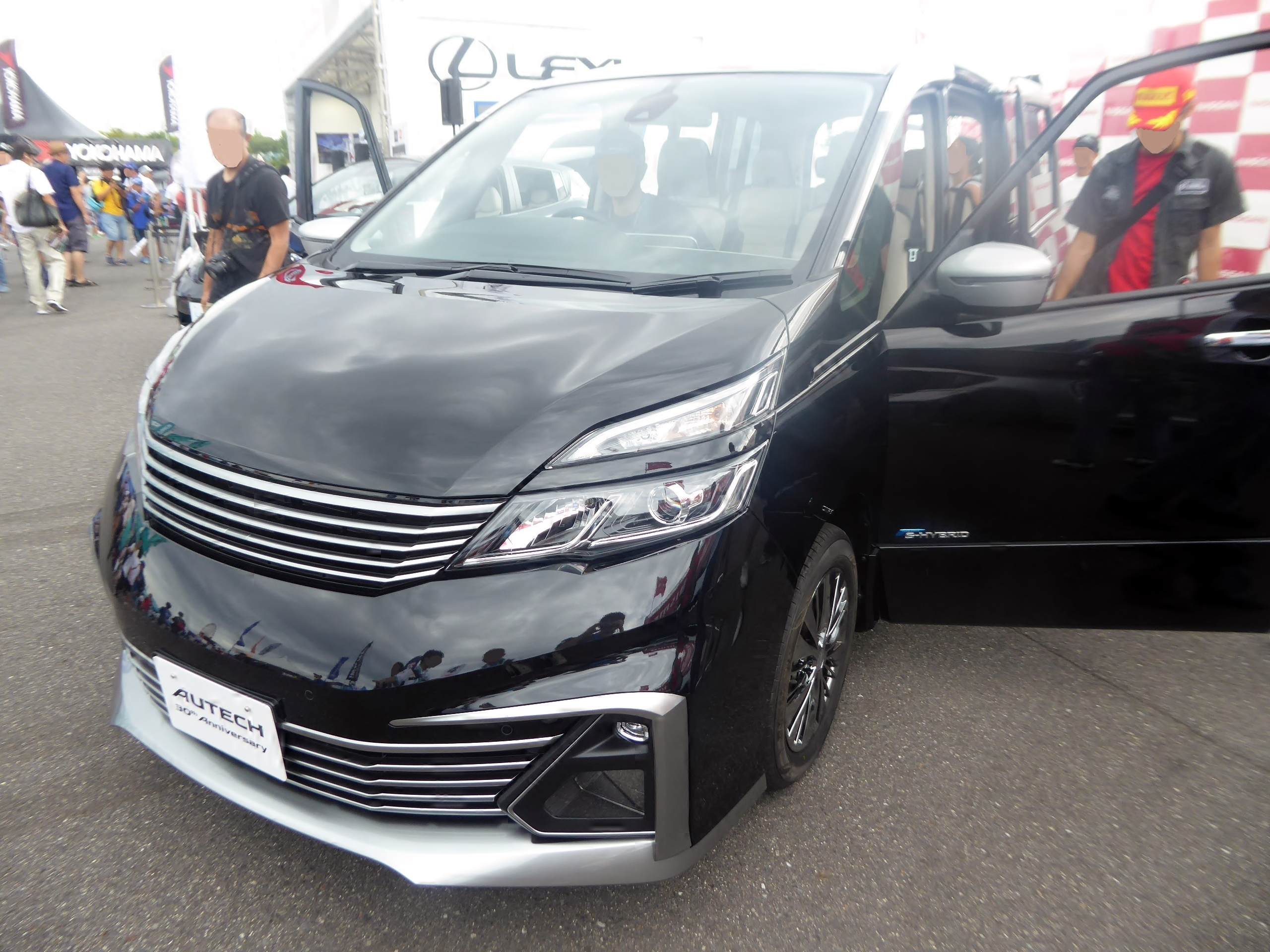
2016年7月販売型 ライダー "AUTECH 30th Anniversary"
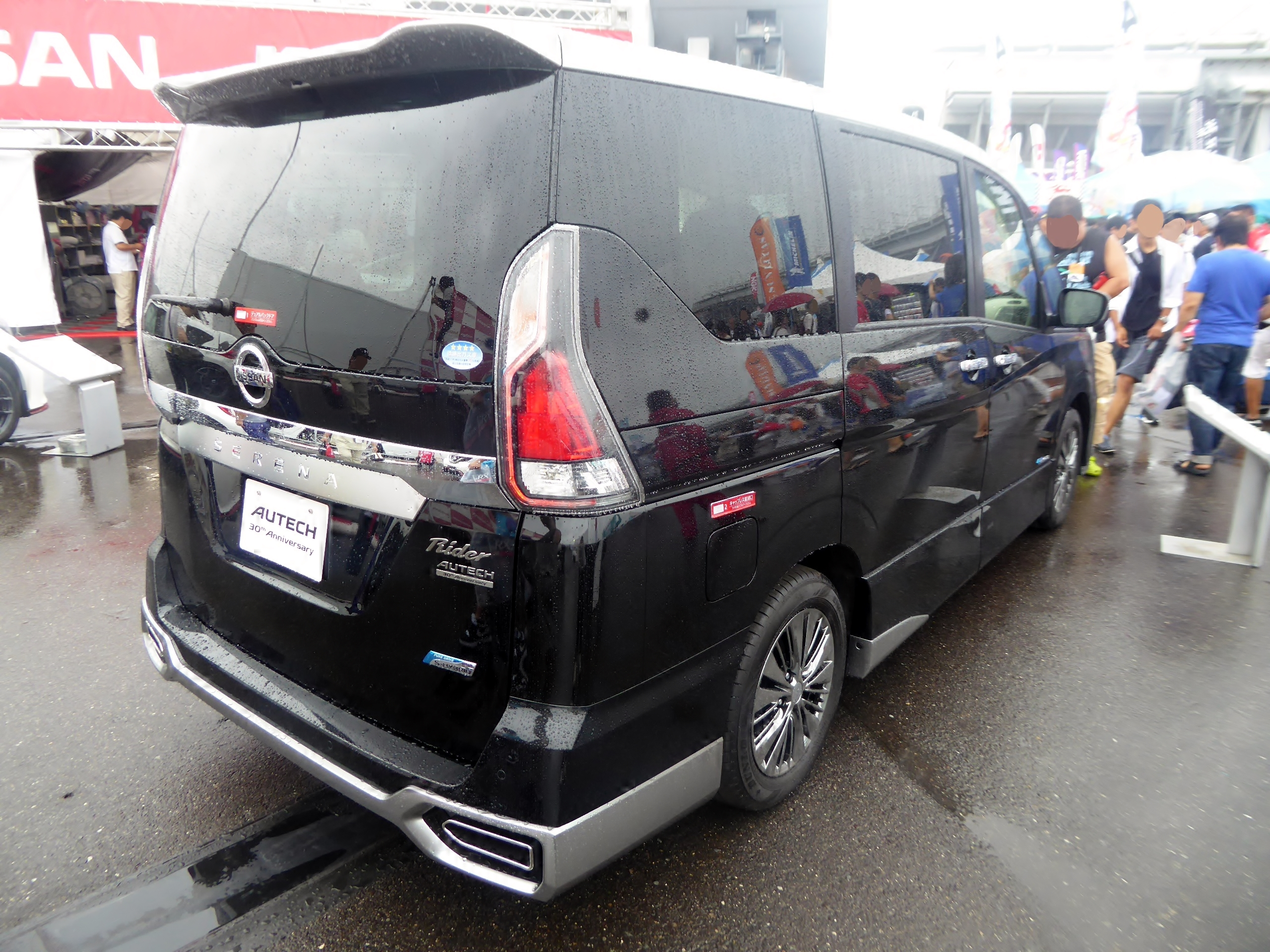
2016年7月販売型 ライダー "AUTECH 30th Anniversary" リア
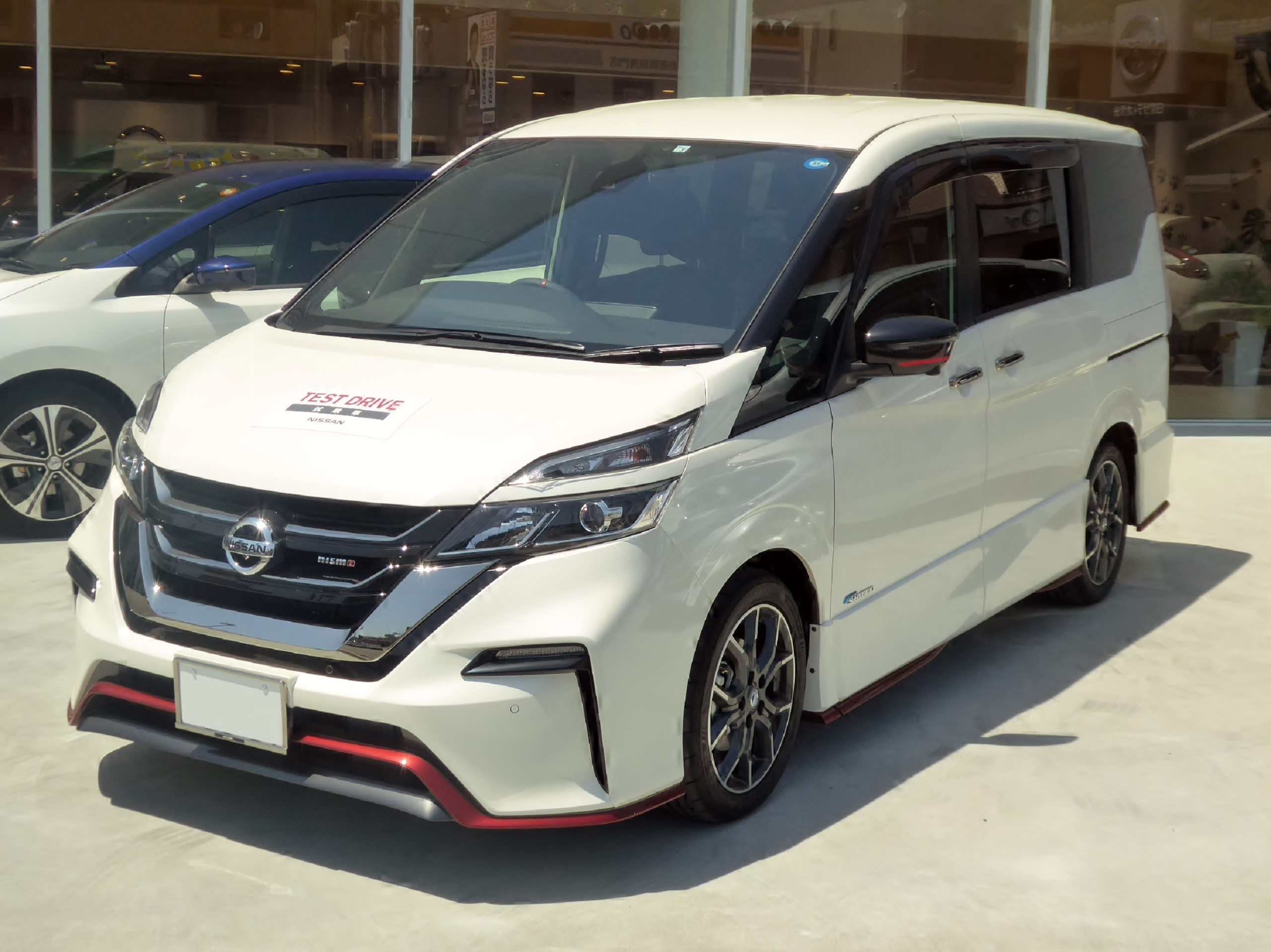
2017年11月販売型 NISMO
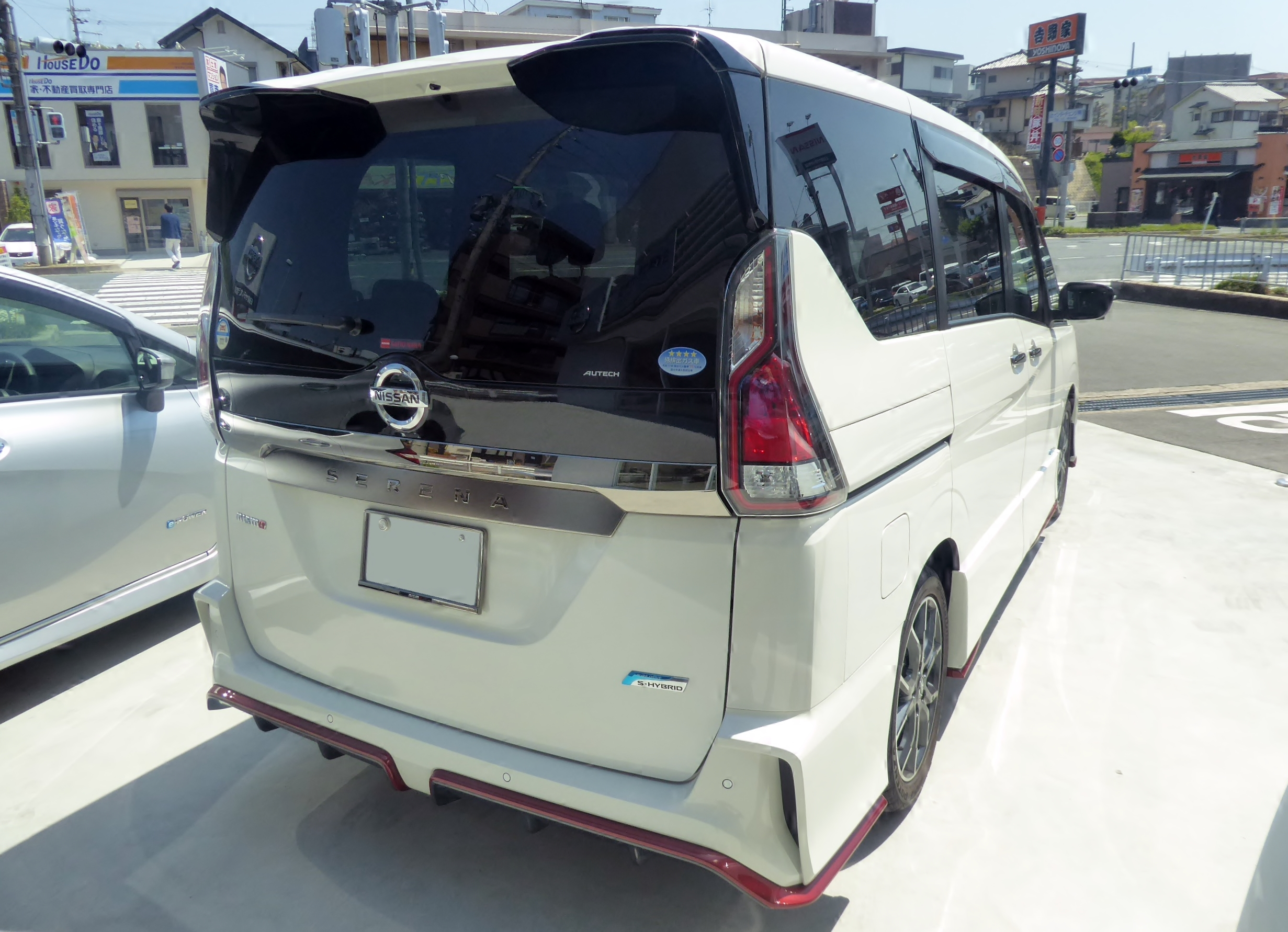
2017年11月販売型 NISMO リア
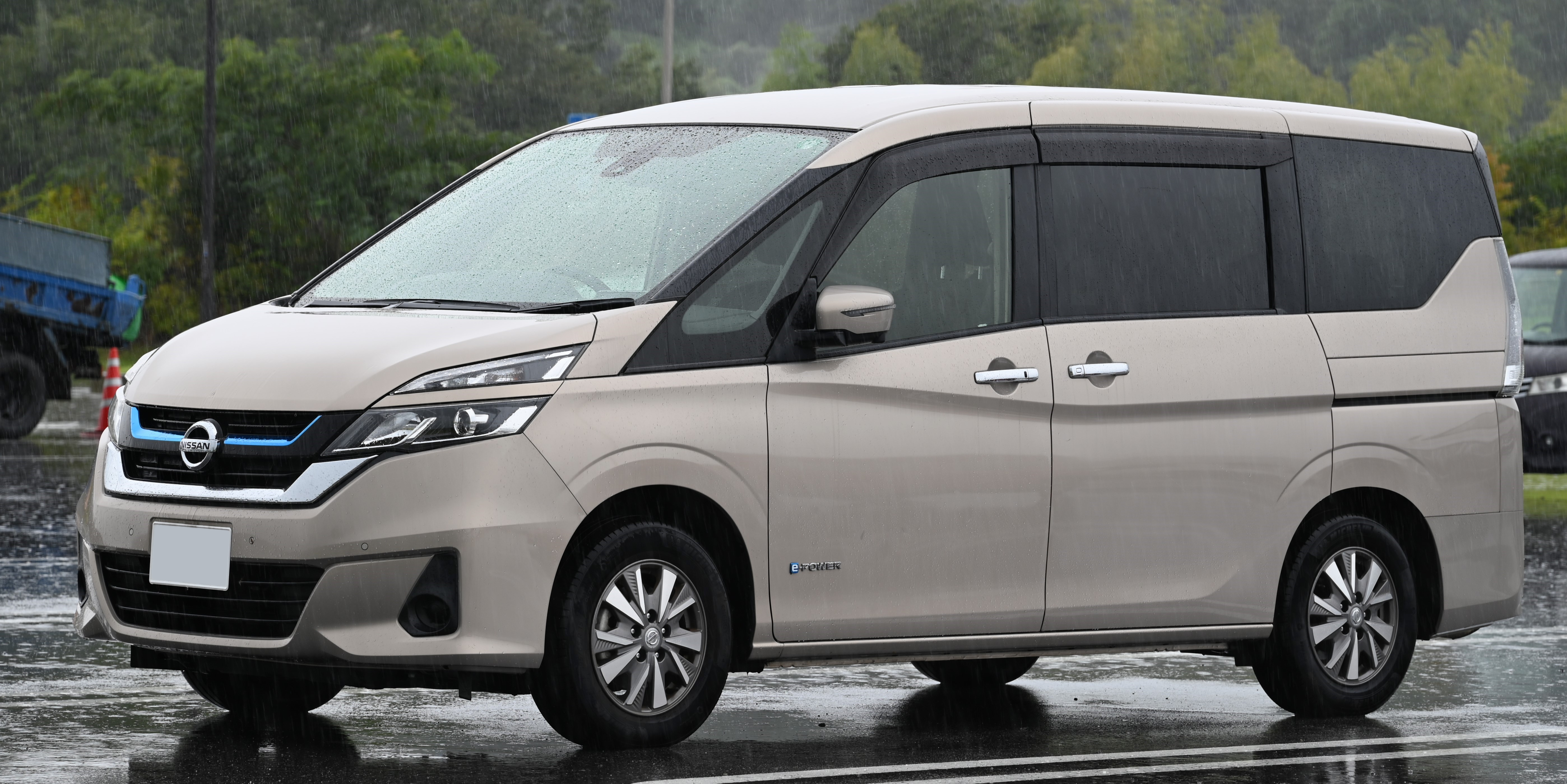
2018年2月販売型 e-POWER XV
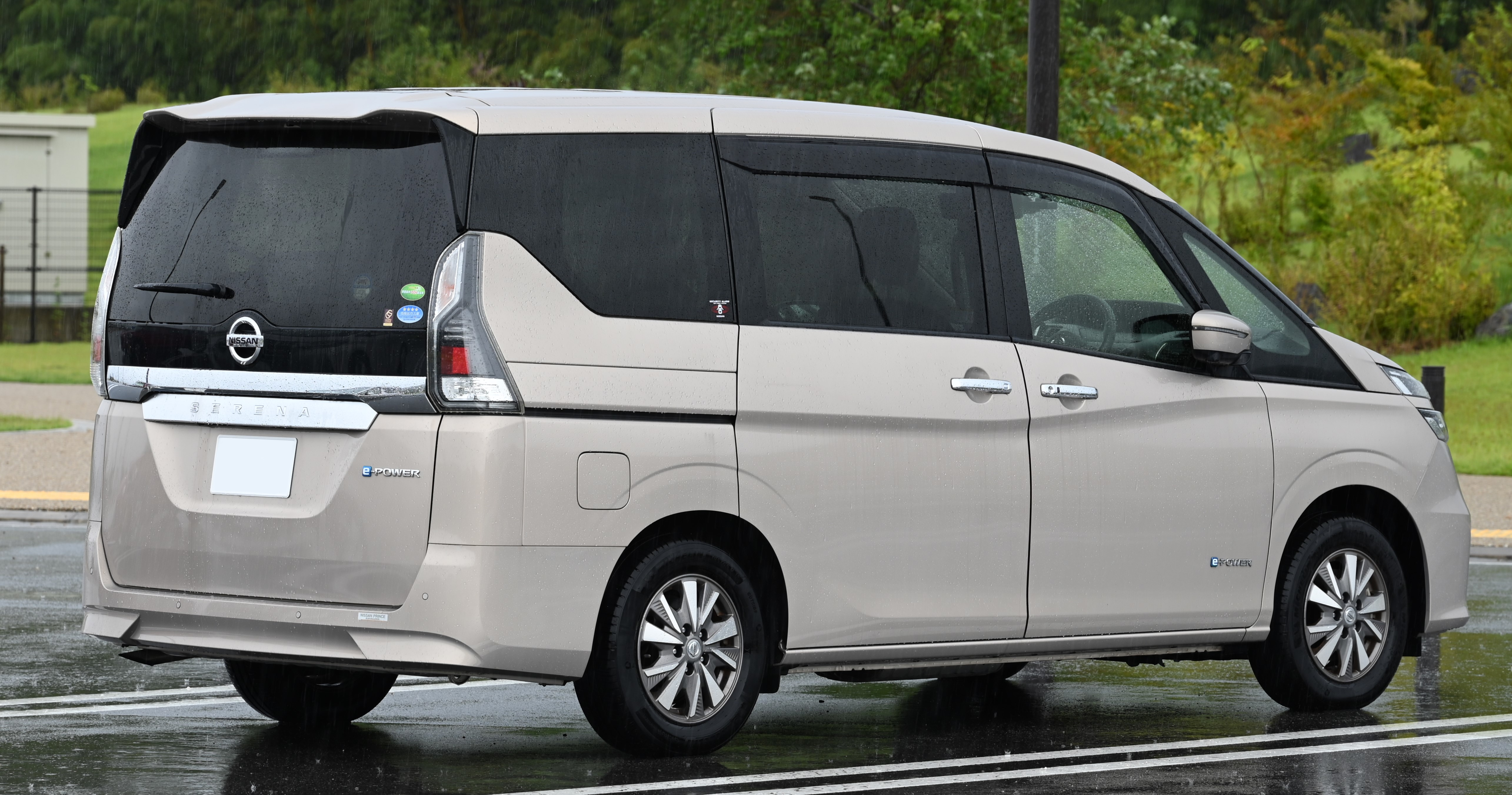
2018年2月販売型 e-POWER XV
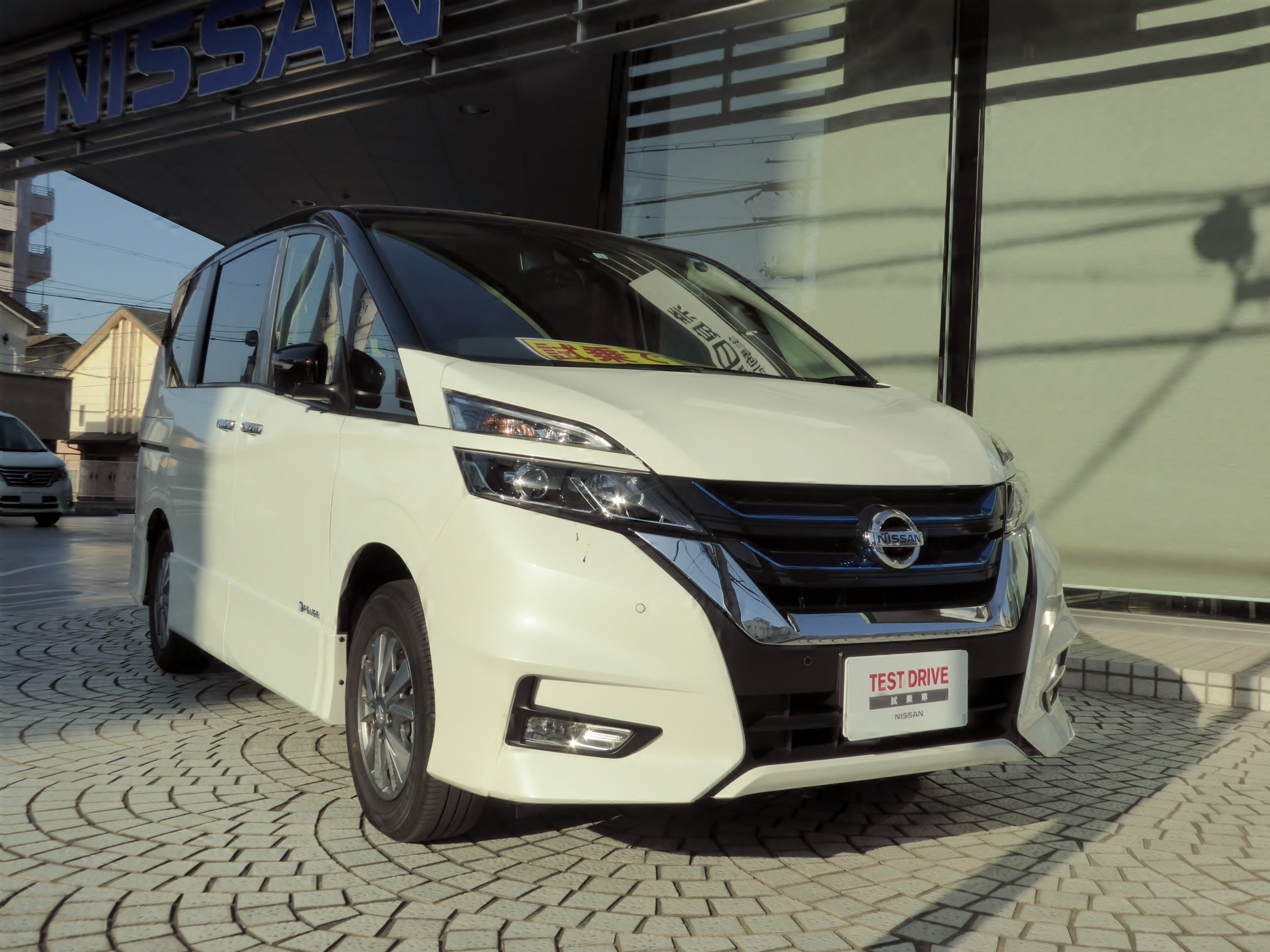
2018年2月販売型 e-POWER ハイウェイスターV
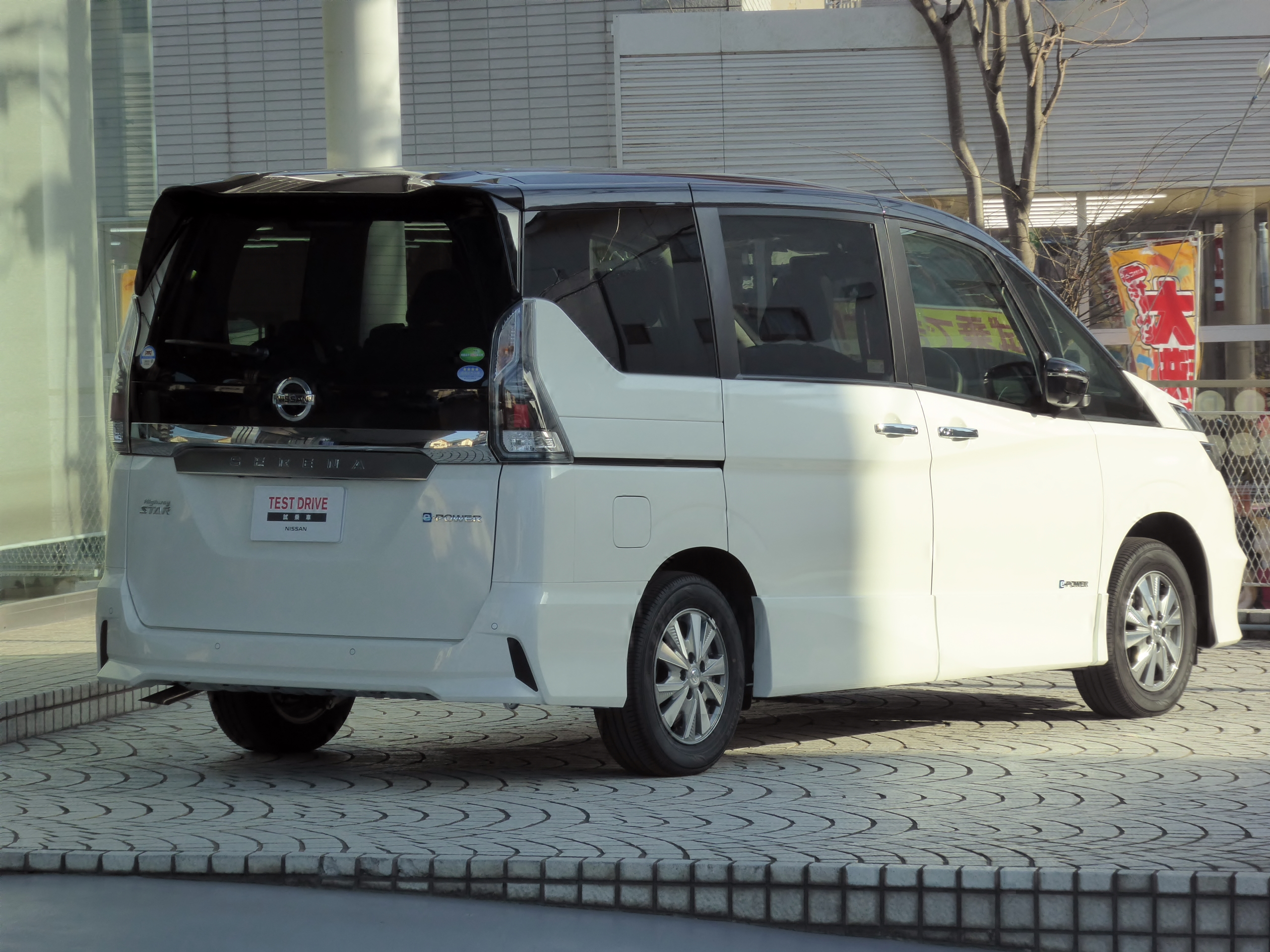
2018年2月販売型 e-POWER ハイウェイスターV リア
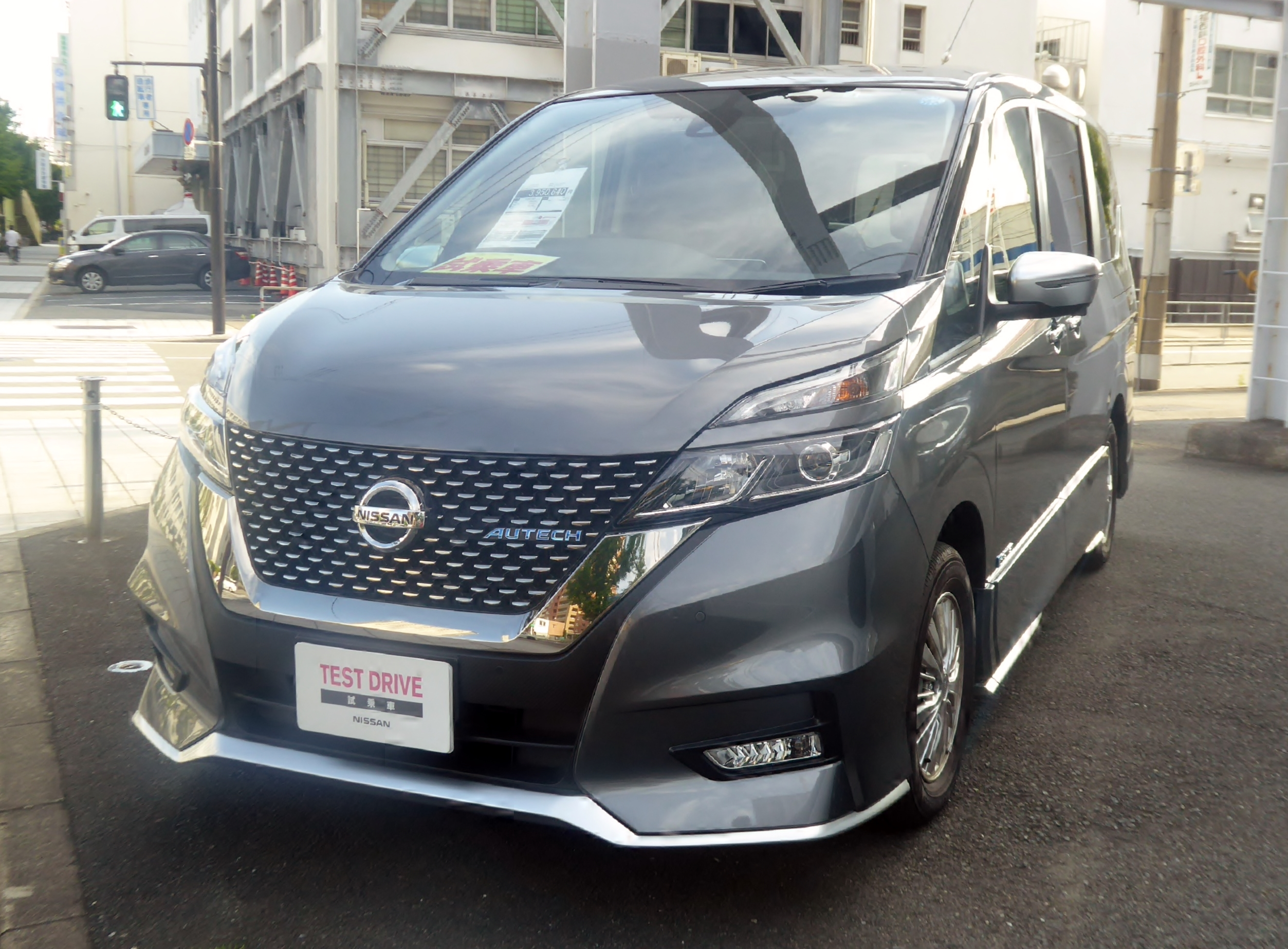
2018年2月販売型 e-POWER AUTECH
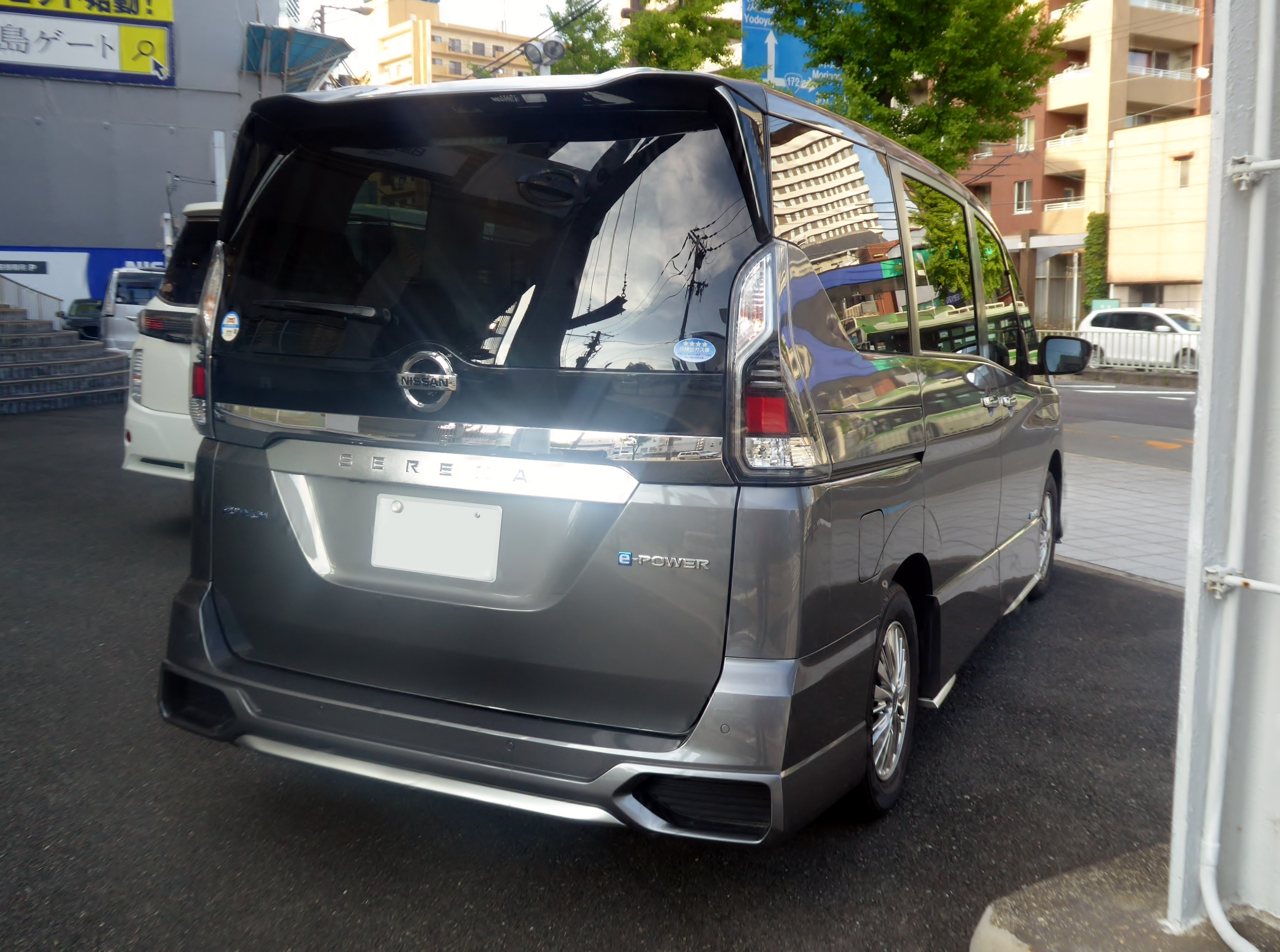
2018年2月販売型 e-POWER AUTECH リア
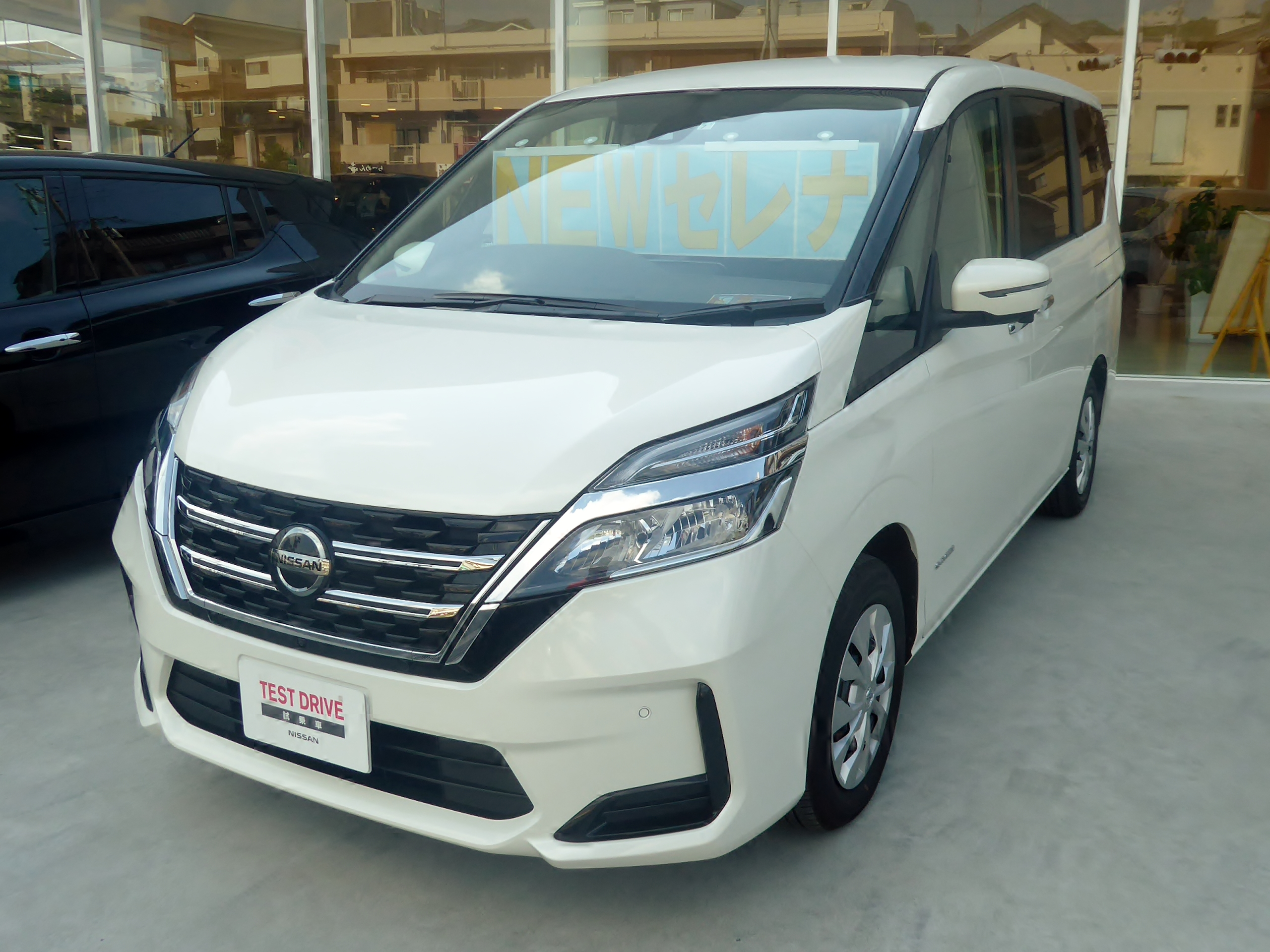
2019年8月改良型 XV
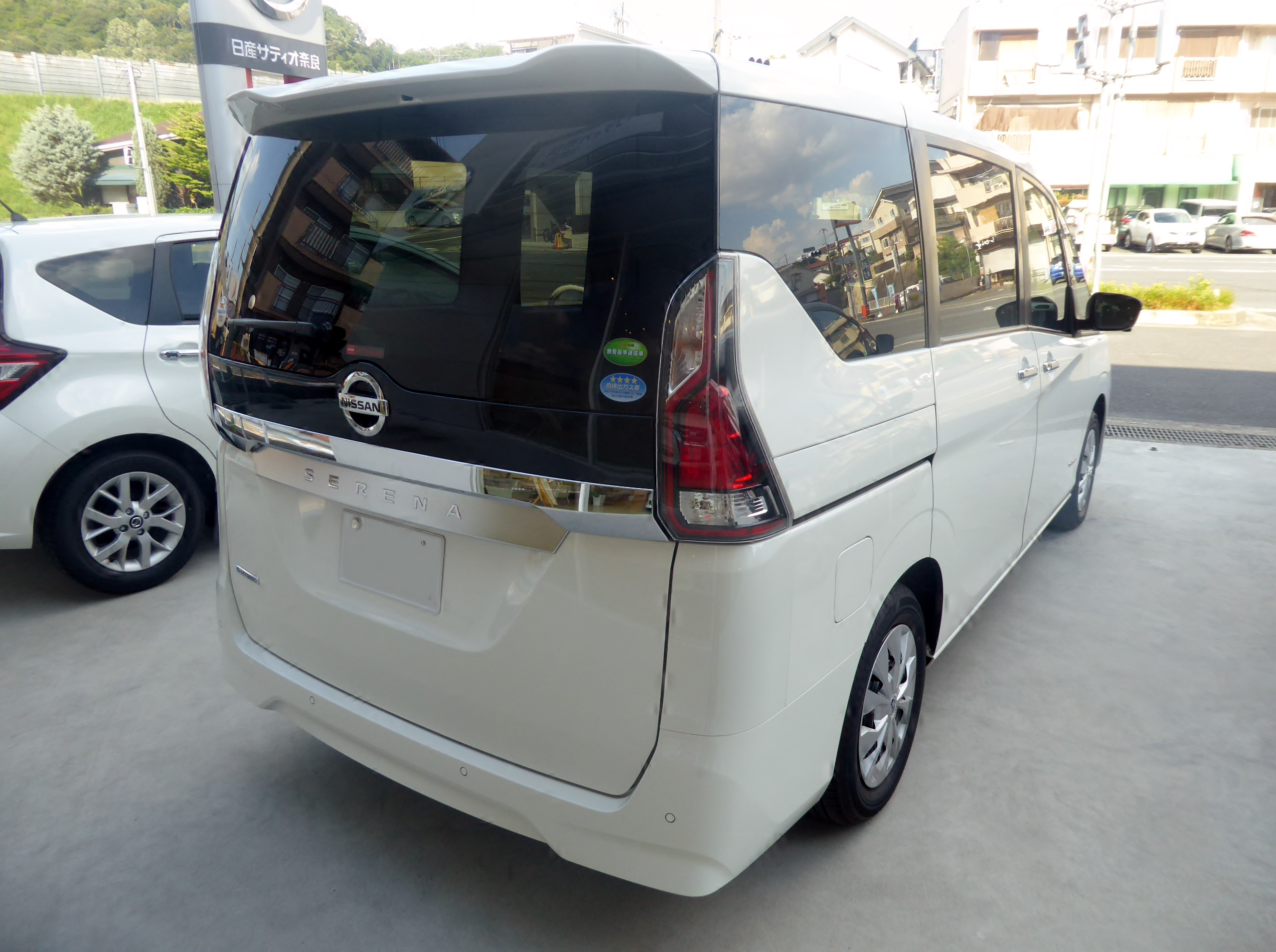
2019年8月改良型 XV リア
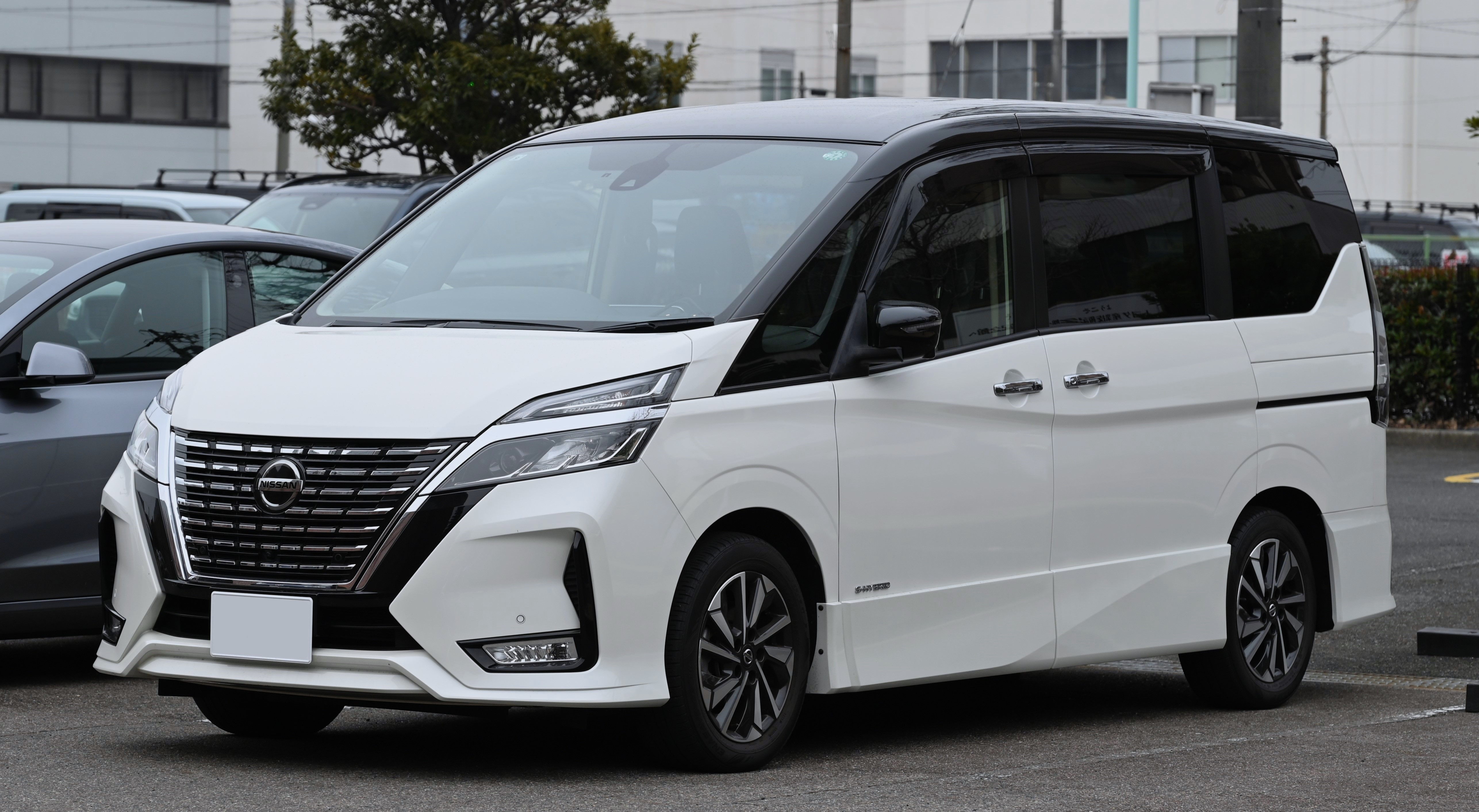
2019年8月改良型 ハイウェイスターV
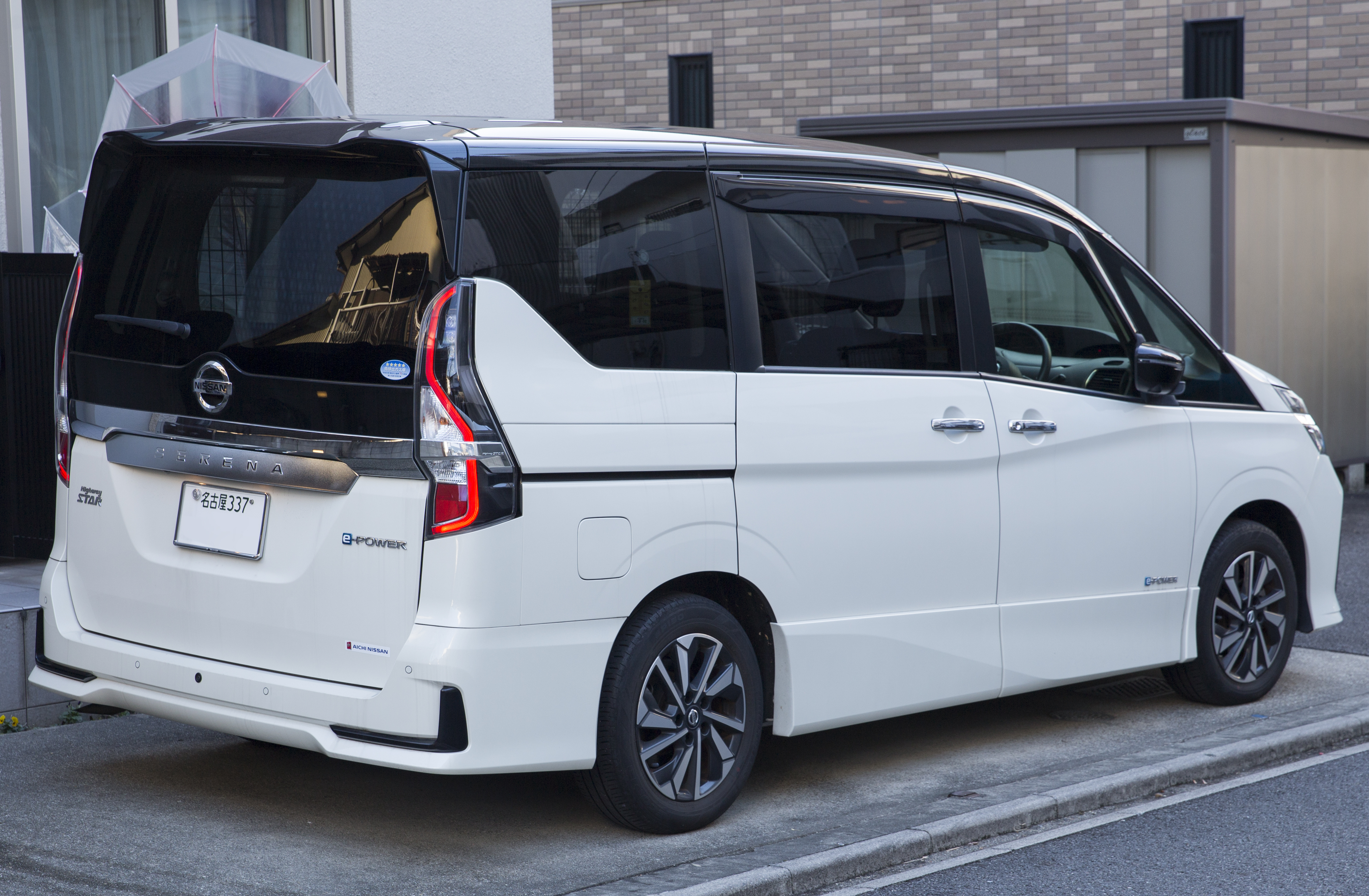
2019年8月改良型 e-POWER ハイウェイスターV リア
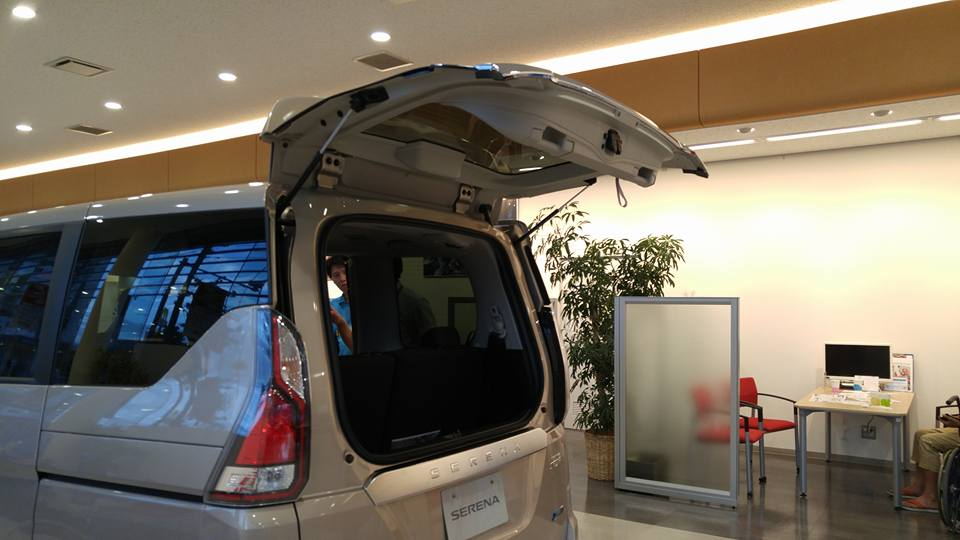
デュアルバックドア
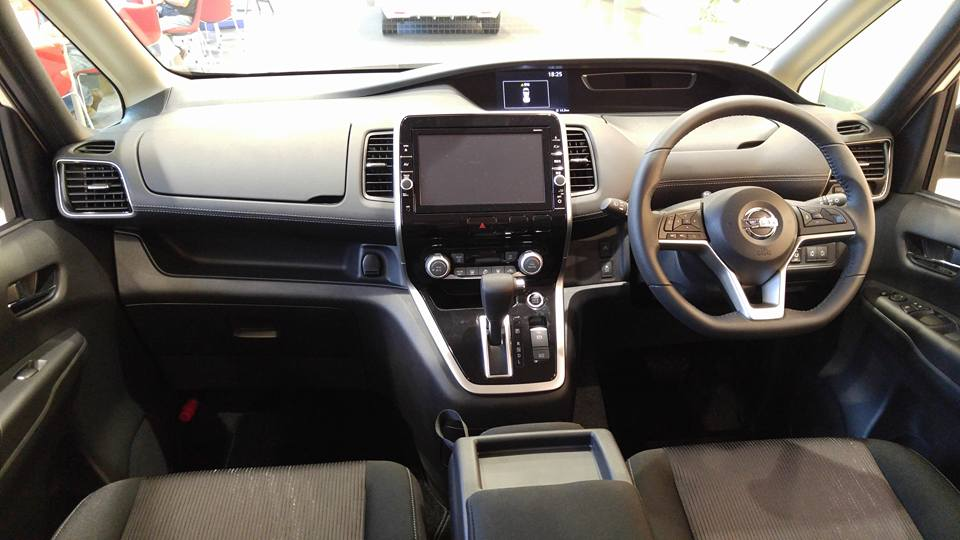
2016年7月販売型 ハイウェイスターG プロパイロットエディション コクピット

## 6代目 C28型 （2022年 - ）
C25 - C27型まで3代にわたって兄弟車関係にあったスズキ・ランディがトヨタ・ノアのOEMに切り替わったため、C24型以来の単独車種となった。Cプラットフォームを踏襲していることもあり、エアロパーツを装備しないグレードでは全幅が据え置かれて1,700mmを下回り、5ナンバーサイズが維持されることとなった。グレード体系は5ナンバーの標準仕様「X」と「XV」（e-POWER車は「e-POWER X」と「e-POWER XV」）、3ナンバーのエアロ仕様「ハイウェイスターV」（e-POWER車は「e-POWER ハイウェイスターV」）に、e-POWER車専用の最上位グレード「e-POWER LUXION（ルキシオン）」が加わった。「e-POWER LUXION」は「ハイウェイスターV」同様にエアロパーツや専用16インチアルミホイールを装備するとともに、ダークサテンのフェンダーフィニッシャーも装備され、バックドア左下にはLUXIONエンブレムが装着される。
5代目で採用された「プロパイロット」は全車標準装備となり、「e-POWER LUXION」にはセダンのV37型スカイライン（2019年7月マイナーチェンジモデル）やクロスオーバーSUV型EVのアリアにも採用されている「プロパイロット2.0」を搭載。高速車線同一車線走行時、時速40km/h以上のハンズオフ機能はミニバンとして世界初搭載となる。併せて、前方障害物を回避する際にドライバーのステアリング操作を支援する「衝突回避ステアリングアシスト」やメモリー機能付「プロパイロット パーキング」を日産車として初搭載するとともに、「e-POWER LUXION」にはリモコン操作でクルマの出し入れが可能となる「プロパイロット リモート パーキング」も搭載された。
e-POWER車は「e-POWER」を第2世代に移行するとともに、排気量を1.4Lにアップした専用エンジンのHR14DDe型へ換装。また、ナビ情報を基に目的地付近でEV走行が可能なように経路上での充放電をマネジメントする世界初の「先読み充電制御」を採用。エンジンの作動音を抑制するとともに車体自体の遮音性能を大幅に高めたことで静粛性が向上された。
日産車の特徴である「Vモーショングリル」は横基調のクロムバーで表現されたデザインとなり、上3段はLED化されたヘッドランプのアウターレンズが内蔵された。また、フロントとリアのエンブレム、アルミホイールのセンターキャップ、ステアリングのCIが2020年7月からの現行CIに変更され、一部グレードに装備のフルホイールカバーは「NISSAN」ロゴとなった。また、「SERENA」や「e-POWER」のロゴも変更され、e-POWERエンブレムはバックドア右下のみの装着となった。
5代目モデルで採用されたデュアルバックドアは6代目にも踏襲され、ハーフバックドアを開けたときでもラゲッジアンダーボックスが開閉できるように改良。シフトには日産車初となるスイッチタイプの電動シフトを採用。5代目で採用されたスマートマルチセンターシートの改良により、「e-POWER LUXION」を除くe-POWER車はガソリン車と同じ8人乗りとなった。

### 年表
- 2022年11月11日 - 正式発表に先駆け、デザインの一部が公開された[55]。
- 2022年11月28日 - 6代目へのフルモデルチェンジが発表された（ガソリン2WD車は12月22日より、e-POWER車、ガソリン4WD車は2023年春より順次発売）[56][57]。
  - 日産モータースポーツ&カスタマイズ扱いの「AUTECH」、「ステップタイプ」、「ライフケアビークル」シリーズ、「マルチベッド」もベース車に合わせてフルモデルチェンジ[58]。「AUTECH」は専用レザレットシート（「AUTECH」刺繍・ブルーステッチ）をブラックに変更し、「e-POWER AUTECH」は2列目シートをアームレスト付のキャプテンシートに変更した。ボディカラーのほとんどは継承されており、「AUTECH」専用色（特別塗装色）のカスピアンブルーメタリックとカスピアンブルーメタリック/ダイヤモンドブラックパール 2トーンも引き続き設定されている。「ステップタイプ」はロングステップの奥行を拡大。「ライフケアビークル」シリーズはe-POWER車のラインナップを「助手席スライドアップシート」を除く全仕様に拡充され、福祉施設や病院のみならず、ホテルや旅館の送迎用途にも対応する仕様として、シートレイアウトをベース車と同一とし、アシストグリップのみを追加したシンプル仕様の「乗降サポートパック付車」が新たに設定された。「マルチベッド」はベース車にカスタムカーの「AUTECH」をラインナップに加え、「AUTECH」を除くe-POWER車はガソリン車と同じ5人乗り仕様となった。
- 2022年12月21日 - ガソリン4WD車の価格が発表され、発表時点で冬発売予定だったガソリン車について、2WD車は同年12月22日より販売開始、4WD車はe-POWER車と同じ2023年春に発売されることも発表された（日産モータースポーツ&カスタマイズ扱いの「AUTECH」、「ステップタイプ」、「ライフケアビークル」シリーズ、「マルチベッド」もベース車に準じる）[59]。なお、ガソリン4WD車にはドアミラー・ステアリング・シートにヒーターが標準装備[注釈 12]されており、シートヒーターは前席に加え、セレナで初となる2列目左右にも内蔵された。
- 2023年1月27日 - ガソリン4WD車が春発売予定から前倒しされる形で発売が開始された[60]。
- 2023年4月13日 - e-POWER車の発売を同年4月20日とすることが発表された[61]。
- 2023年10月5日 - T33型エクストレイルと共に2023年度グッドデザイン賞を受賞したことを発表[62]。前述したように、先代のC27型についても2016年度に受賞しており、2代続けての受賞となった。
- 2023年11月10日 - 特別仕様車「ハイウェイスターV Vセレクション」が発売された[63]。ガソリン車の「ハイウェイスターV」をベースに、ベースグレードでは他の装備とのセットオプション設定となるインテリジェント アラウンドビューモニター（移動物 検知機能付）とインテリジェント ルームミラーを特別装備しつつ、ベースグレードよりも15,400円（10%の消費税込）割安の価格設定とした。
- 2023年11月14日 - 2024年次RJCカー・オブ・ザ・イヤーを受賞し、同時に、e-POWER車の搭載エンジンであるHR14DDe型が2024年次RJCテクノロジー・オブ・ザ・イヤーを受賞[64]。5代目モデルが2017年次のRJCカー・オブ・ザ・イヤーとRJCテクノロジー・オブ・ザ・イヤーを同時に受賞しており、2代連続でのダブル受賞となった。
- 2023年12月7日 - 2023-2024日本カー・オブ・ザ・イヤーにおいて、「テクノロジー・カー・オブ・ザ・イヤー」を受賞したことを発表。日産車での同賞受賞は2022-2023で受賞したT33型エクストレイルに続いて2年連続での受賞となった[65]。
- 2023年12月14日 - 90周年記念車「90th Anniversary」が発売された[66]。e-POWER車の「e-POWER ハイウェイスターV」をベースに、フロントグリル上部のフィニッシャーをカッパーに、ドアミラーをカッパーストライプが施されたブラックに、16インチアルミホイールをスモーククリアにそれぞれ変更。シートは合成皮革にカッパー色のステッチと「90th Anniversary」タグが施された専用シートが採用された。ボディカラーはモノトーンはターコイズブルーパールメタリック（特別塗装色）、利休-リキュウ-パールメタリック（特別塗装色）、カーディナルレッドカラークリアパールメタリックを除く6色、2トーン（特別塗装色）は利休-リキュウ-パールメタリック/スーパーブラック 2トーンを除く3色がそれぞれ設定される。
- 2024年9月9日 - 一部仕様変更[67]。
  - ボディカラーが拡充され、モノトーンにクリスタルブラウンパールメタリック（特別塗装色）、2トーン（特別塗装色）にクリスタルブラウンパールメタリック/利休-リキュウ-パールメタリックが追加され、2トーンの新色に限り、ルーフ 2トーンに加えてルーフ・フード 2トーンも選択可能となった。
  - 価格改定も実施され、e-POWER車は「90th Anniversary」を含めて全グレード一律49,500円（10%の消費税込）値上げされた一方、ガソリンモデルは駆動方式を問わず、「X」は49,500円、「XV」と「ハイウェイスターV」は100,100円それぞれ値下げされた。
  - 日産モータースポーツ&カスタマイズ扱いの「AUTECH」、「ステップタイプ」、「ライフケアビークル」シリーズ、「マルチベッド」もベース車に準じてボディカラーの追加や価格改定も実施され、ガソリンモデルはベース車同様に値下げされた。
- 2024年10月3日 - 従来ガソリン車のみだった4WDモデルをe-POWER車にも追加設定することを発表（11月中旬発売）[68]。
  - 四輪駆動システムにはアリアやT33型エクストレイルにも採用されている電動駆動 4輪制御技術「e-4ORCE」を採用。フロントに加えてリアにもモーターを搭載し、左右のブレーキと共に統合制御を行うことで4輪の駆動を最適化させている。なお、「e-4ORCE」搭載車の証として、リア右下の「e-POWER」ロゴエンブレムの下に「e-4ORCE」ロゴエンブレムが追加で装着される。
  - グレード体系は「e-4ORCE X」、「e-4ORCE XV」、「e-4ORCE ハイウェイスターV」の3グレードを設定。乗員定員は「e-POWER LUXION」と同じ7人となる。
  - また、日産モータースポーツ&カスタマイズ扱いの「AUTECH」、「ステップタイプ」、「セカンドスライドアップシート」、「マルチベッド」の各e-POWER車にも「e-4ORCE」搭載の4WDが追加設定され、同時に「AUTECH」にはe-POWER・2WD専用の「e-POWER AUTECH SPORTS SPEC」が追加された（「e-POWER AUTECH SPORTS SPEC」は12月上旬発売）[69]。既存の「e-POWER AUTECH」の特別装備に加えて、クロスバー（フロント・リア）の追加によるボディ補強や「パフォーマンスダンパー」の追加、サスペンションと電動パワーステアリング特性に専用チューニングが施され、専用チューニングコンピューターを採用。フロンドドアグラスは遮音ガラスに変更され、タイヤとアルミホイールをC28型では唯一となる17インチにサイズアップされ、タイヤにミシュランの「PILOT SPORT 5」を採用、アルミホイールにはダークグラファイトフィニッシュが施された。
- 2024年12月18日 - 特別仕様車「ビームスエディション」が発売された[70]。
  - 「ハイウェイスターV」・「e-POWER ハイウェイスターV」をベースに、裏返したデニムを再現したシート全カバーをはじめ、ドアミラーカバー、フロントグリル・アルミホイール・エントランス・ステアリングのアクセント、ロゴエンブレム（ボディサイド・バックドア）、ボディサイドデカール、フロアカーペットで構成された「BEAMSパッケージ」が特別装備される。本仕様車は台数限定発売のため、購入時に専用のWebサイトから事前申し込みが必要となる。

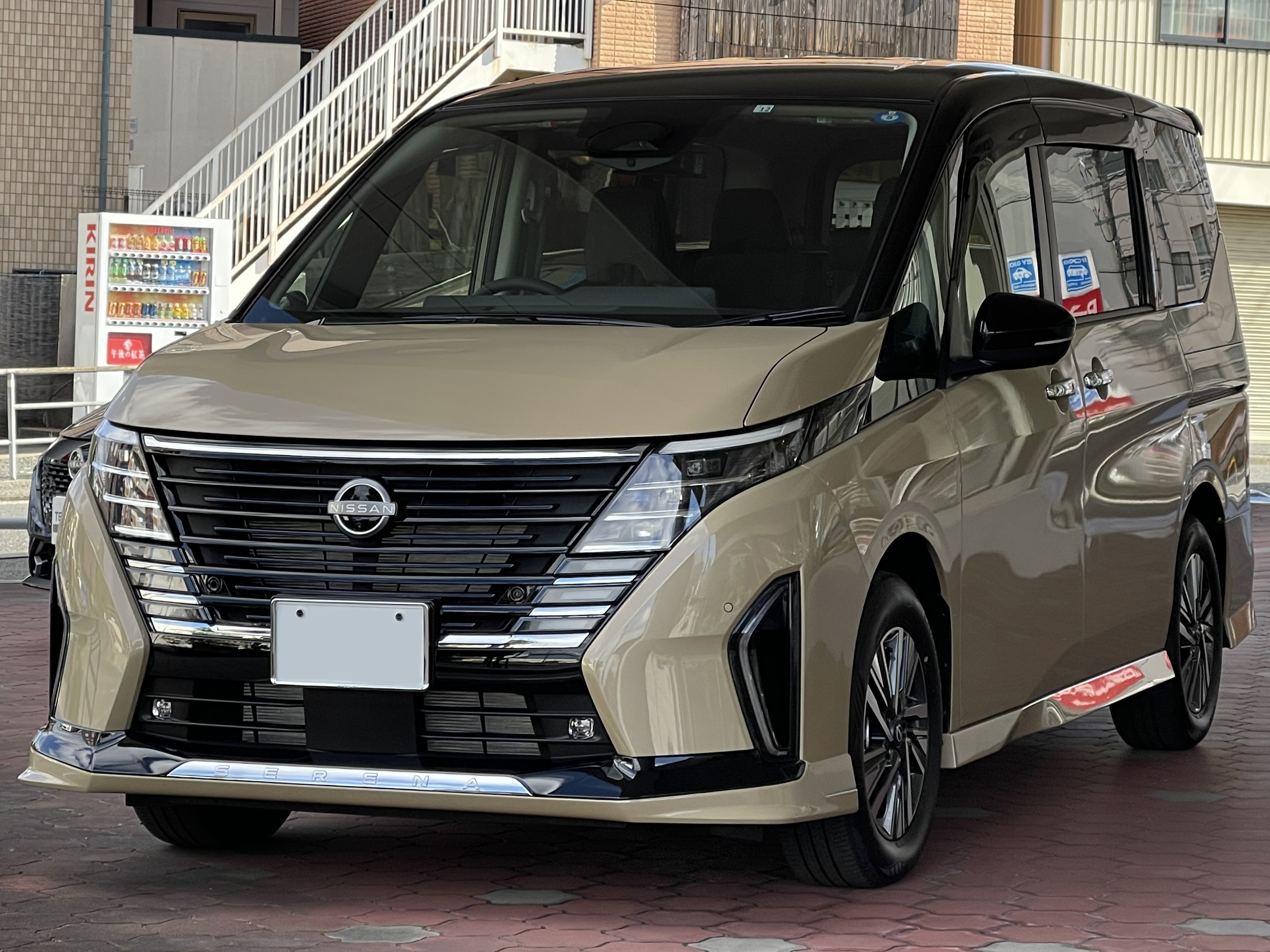
ハイウェイスターV フロントダイナミックパック[注釈 13]装着車両
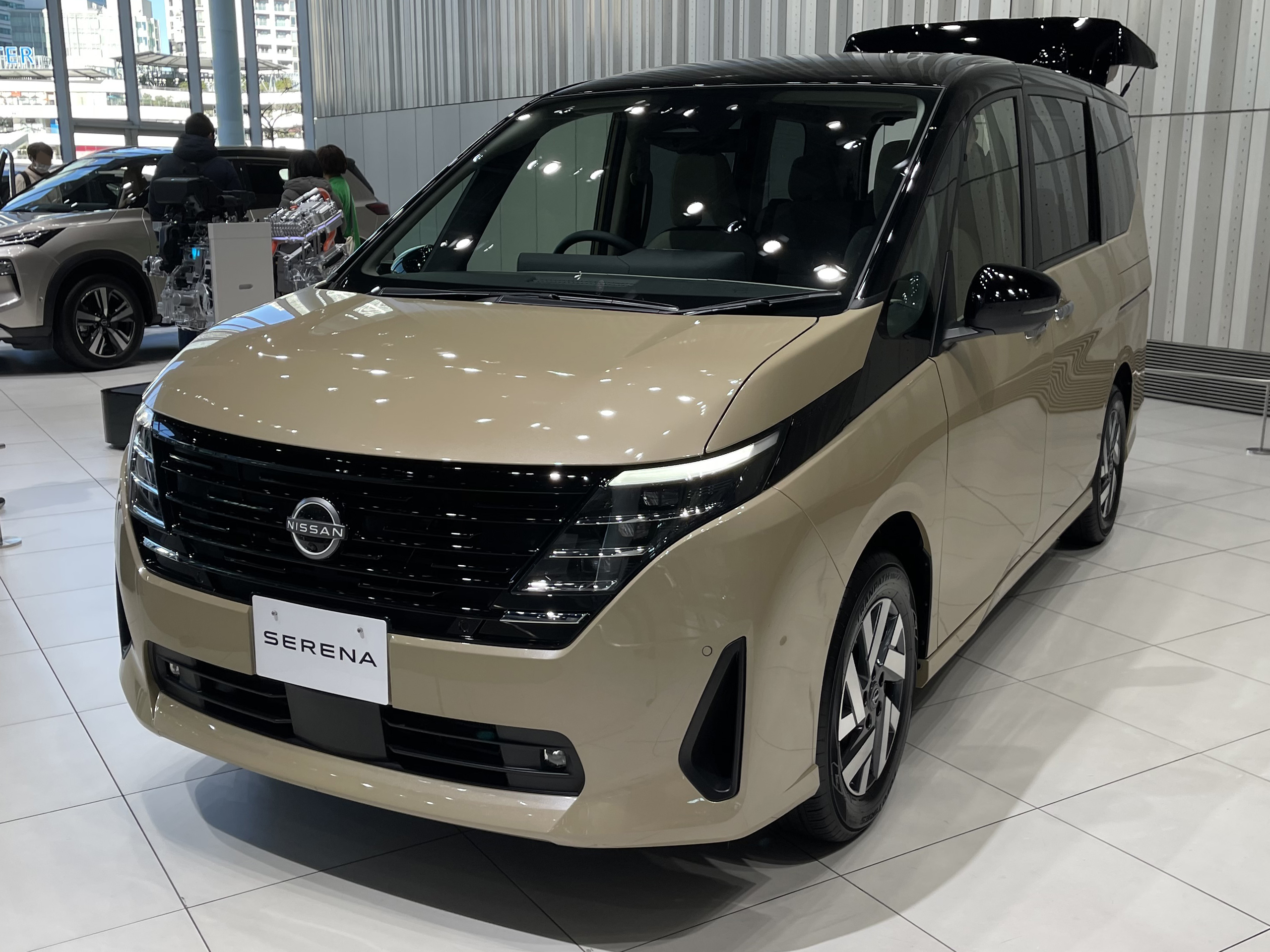
e-POWER XV
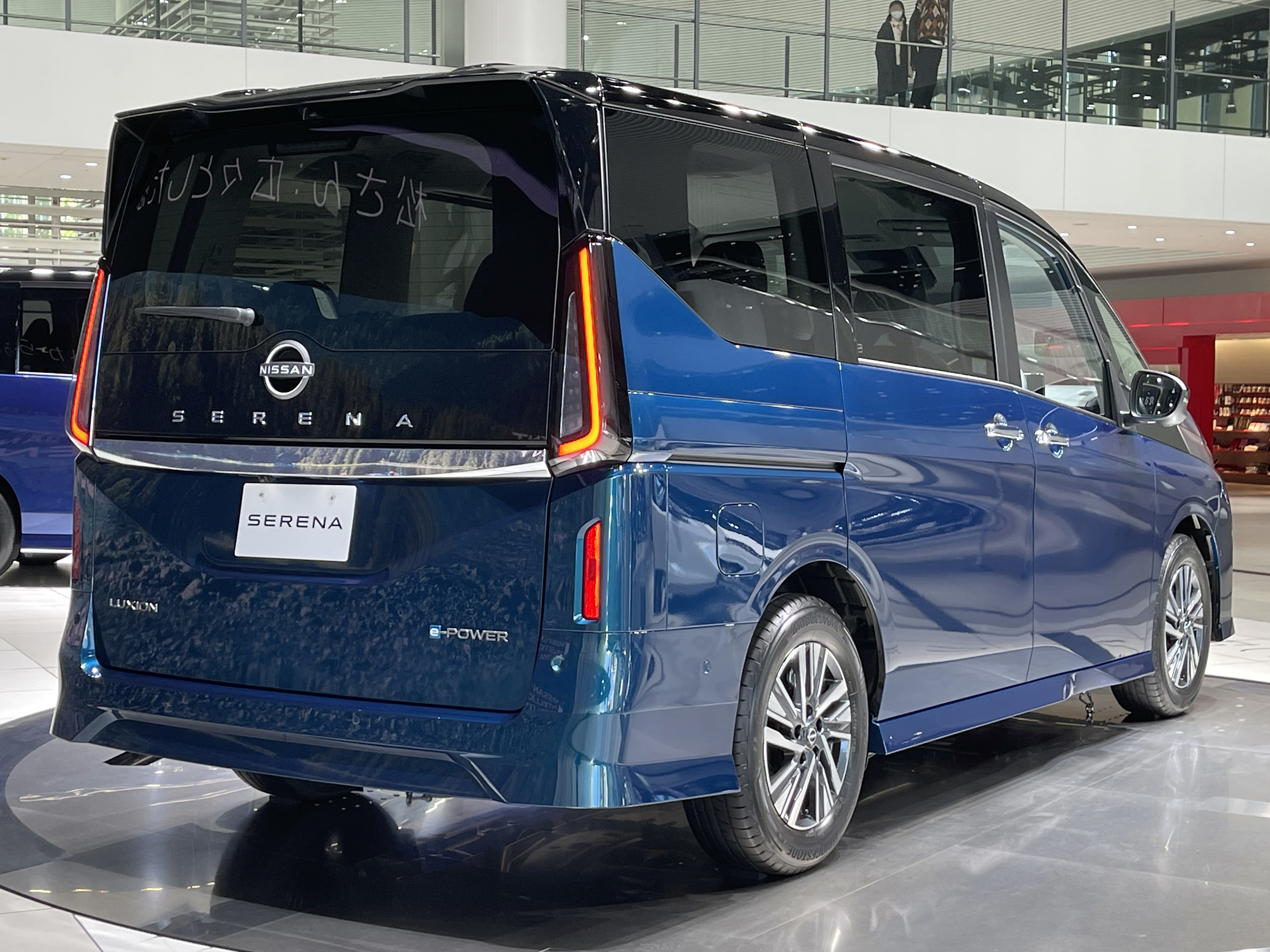
e-POWER LUXION リア
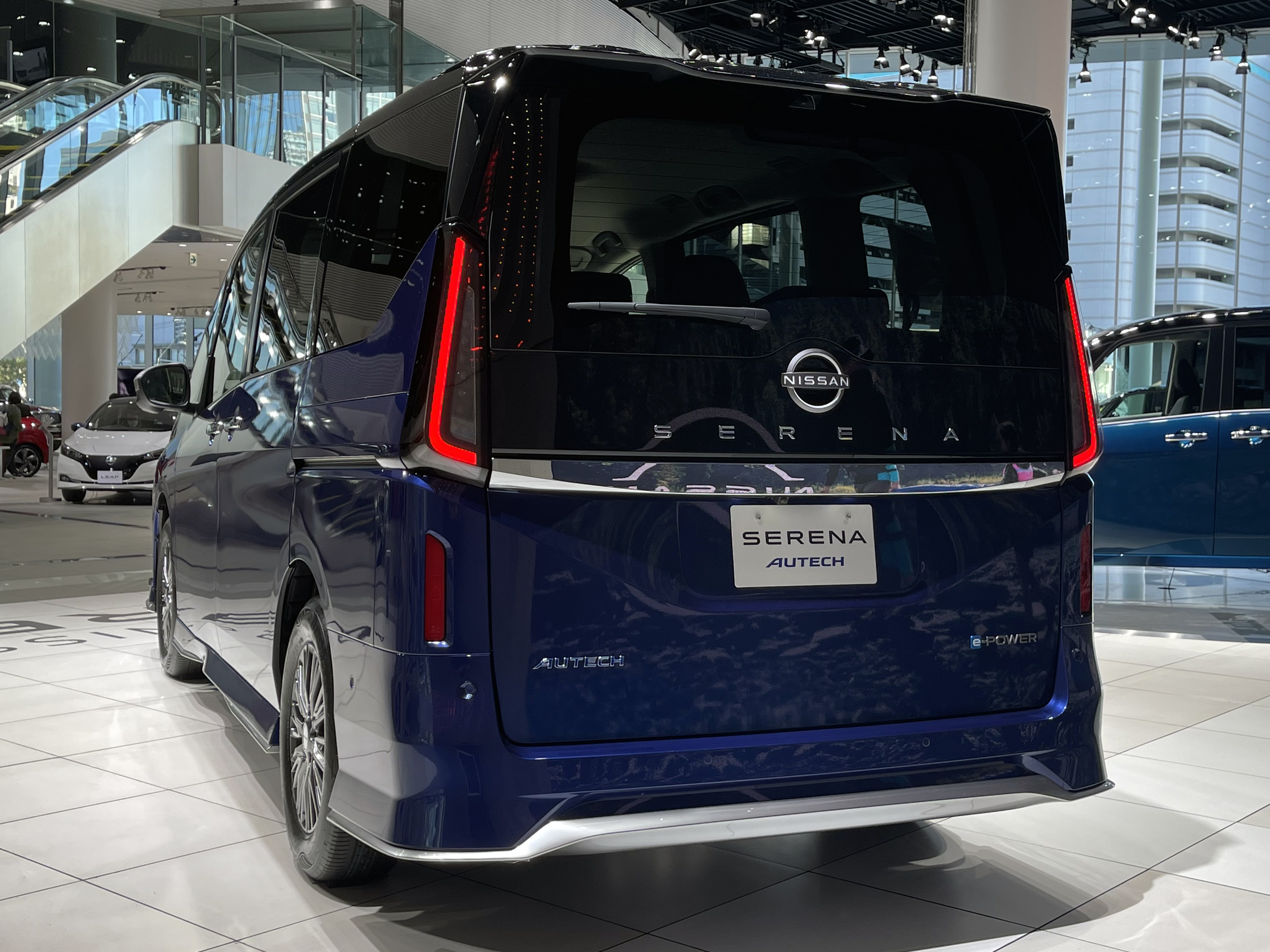
e-POWER AUTECH リア
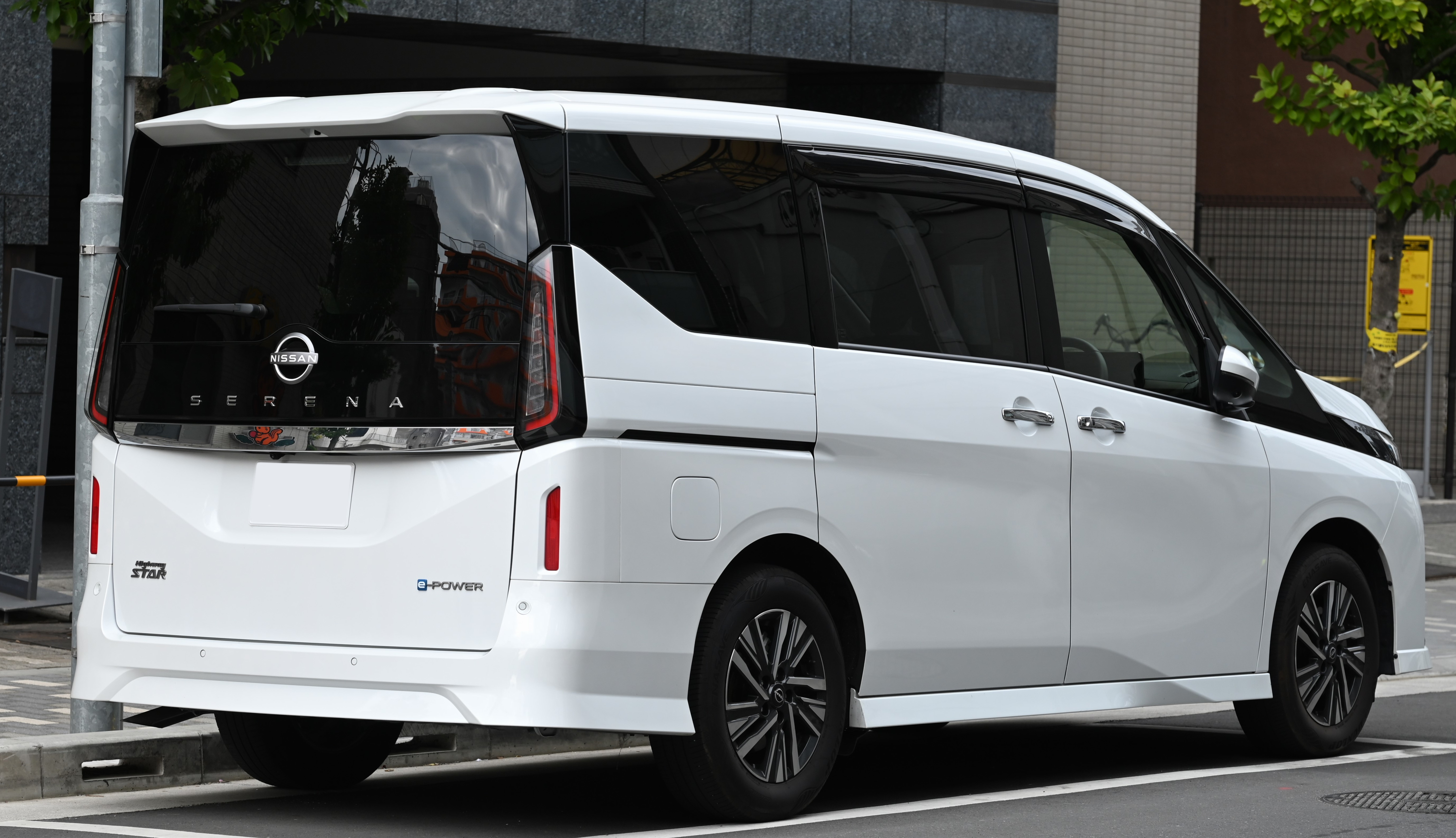
e-POWER ハイウェイスターV
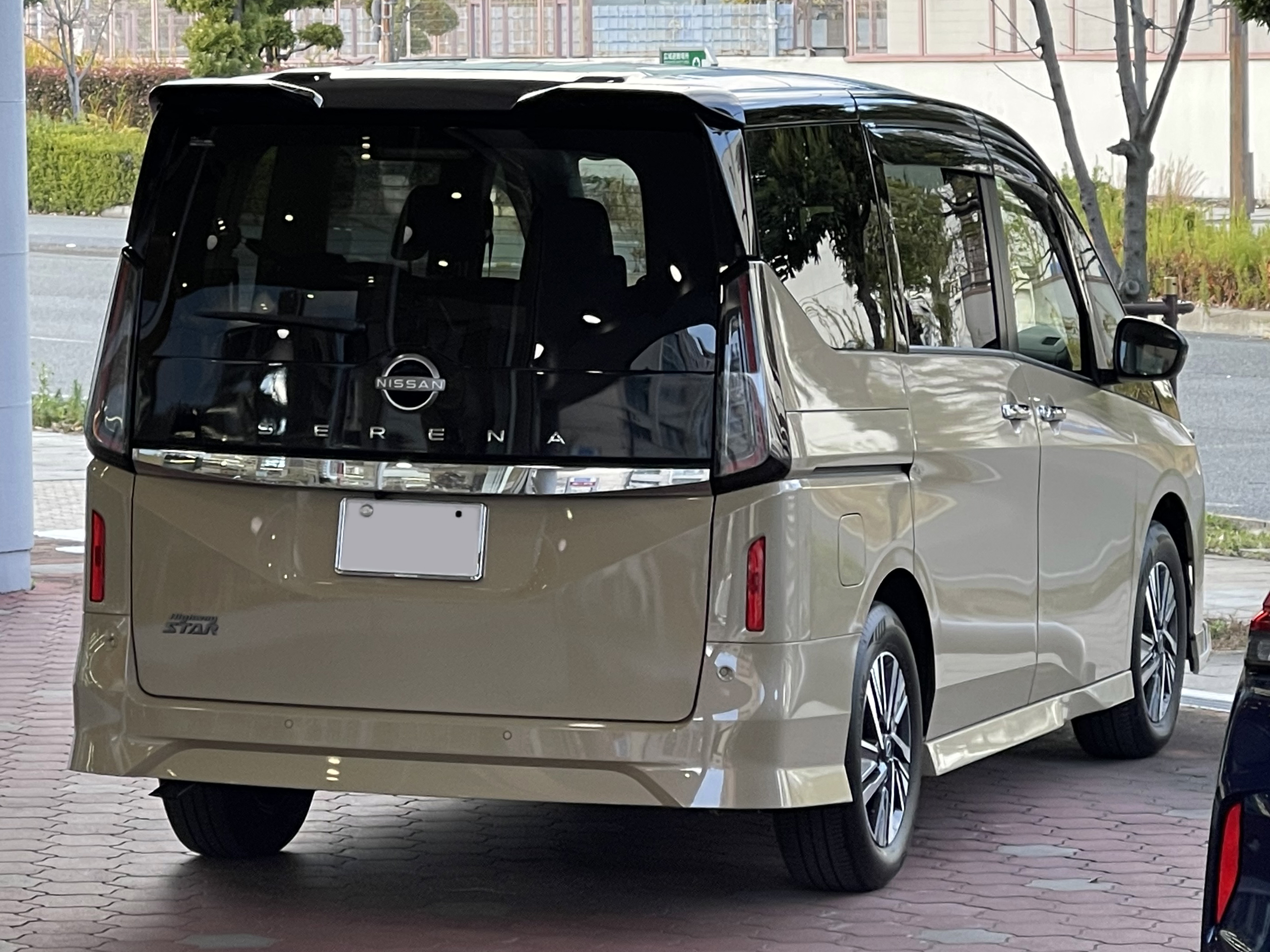
ハイウェイスターV フロントダイナミックパック装着車両 リア
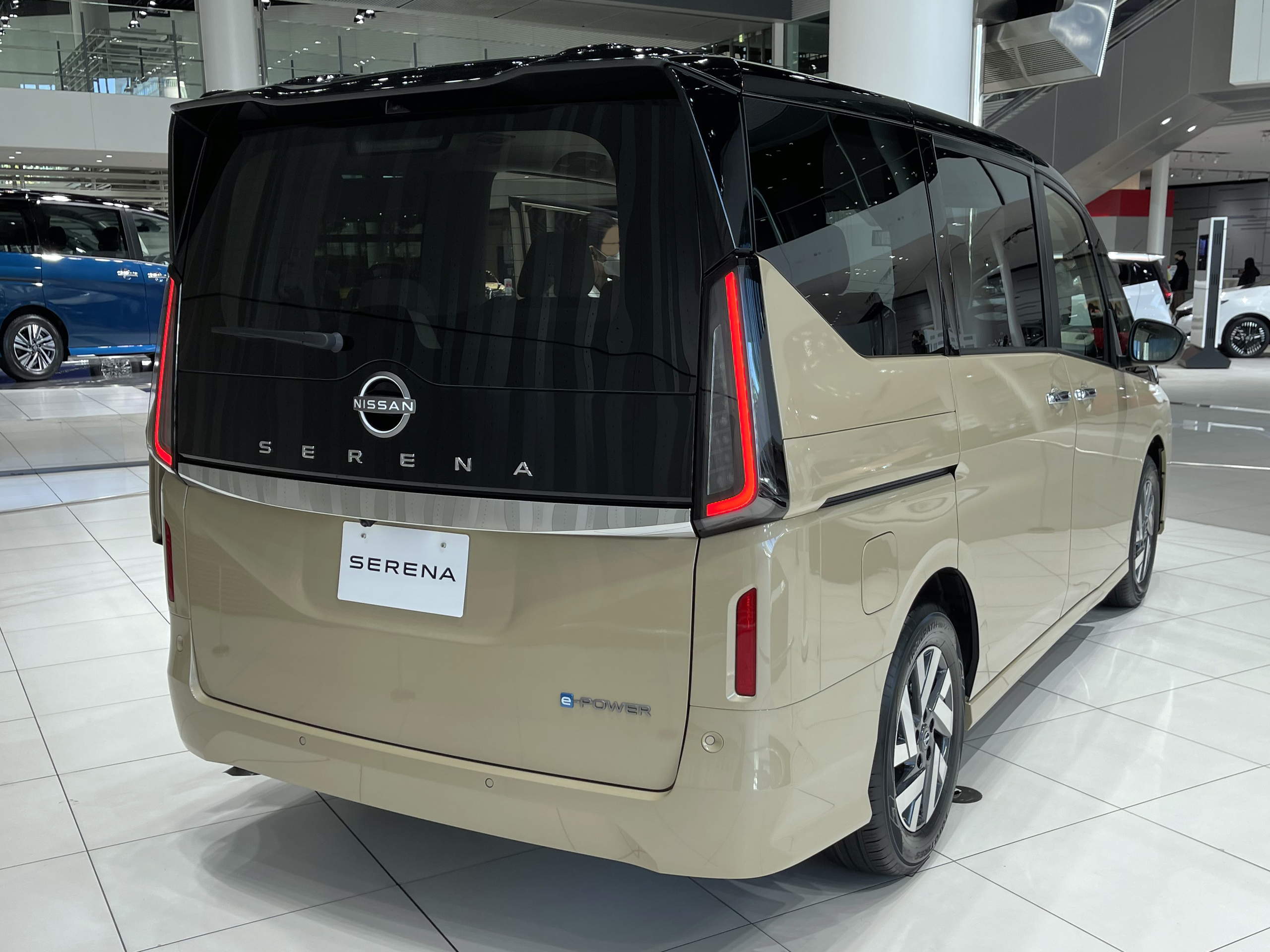
e-POWER XV リア

## 車名の由来
スペイン語で「晴々とした」「穏やかな」の意味。快適で楽しい走りの世界をイメージして名付けられた。